# Анімалістичний жанр

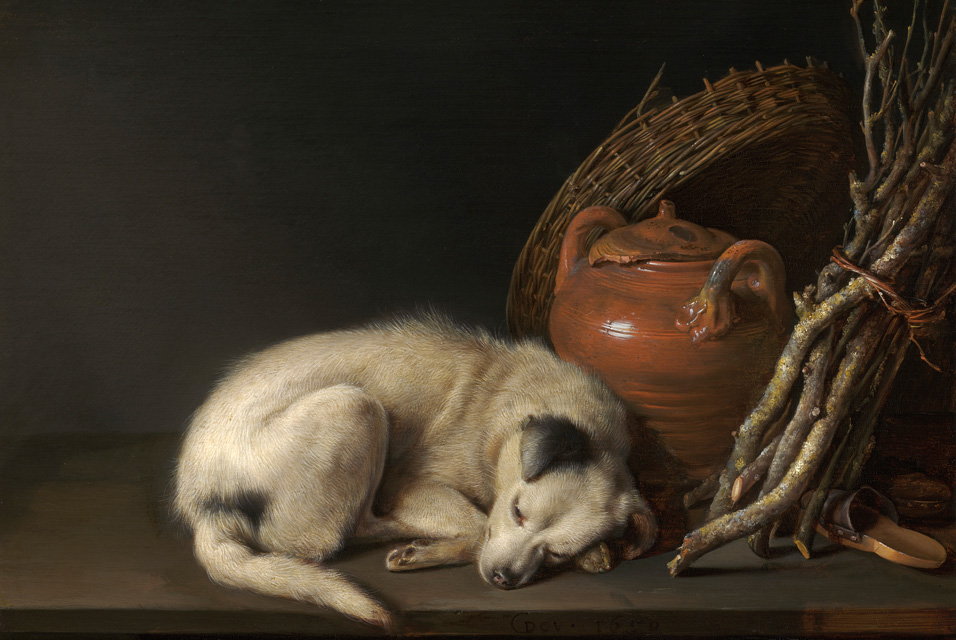
Герард Доу. «Сонний пес у коморі», 1650 р.

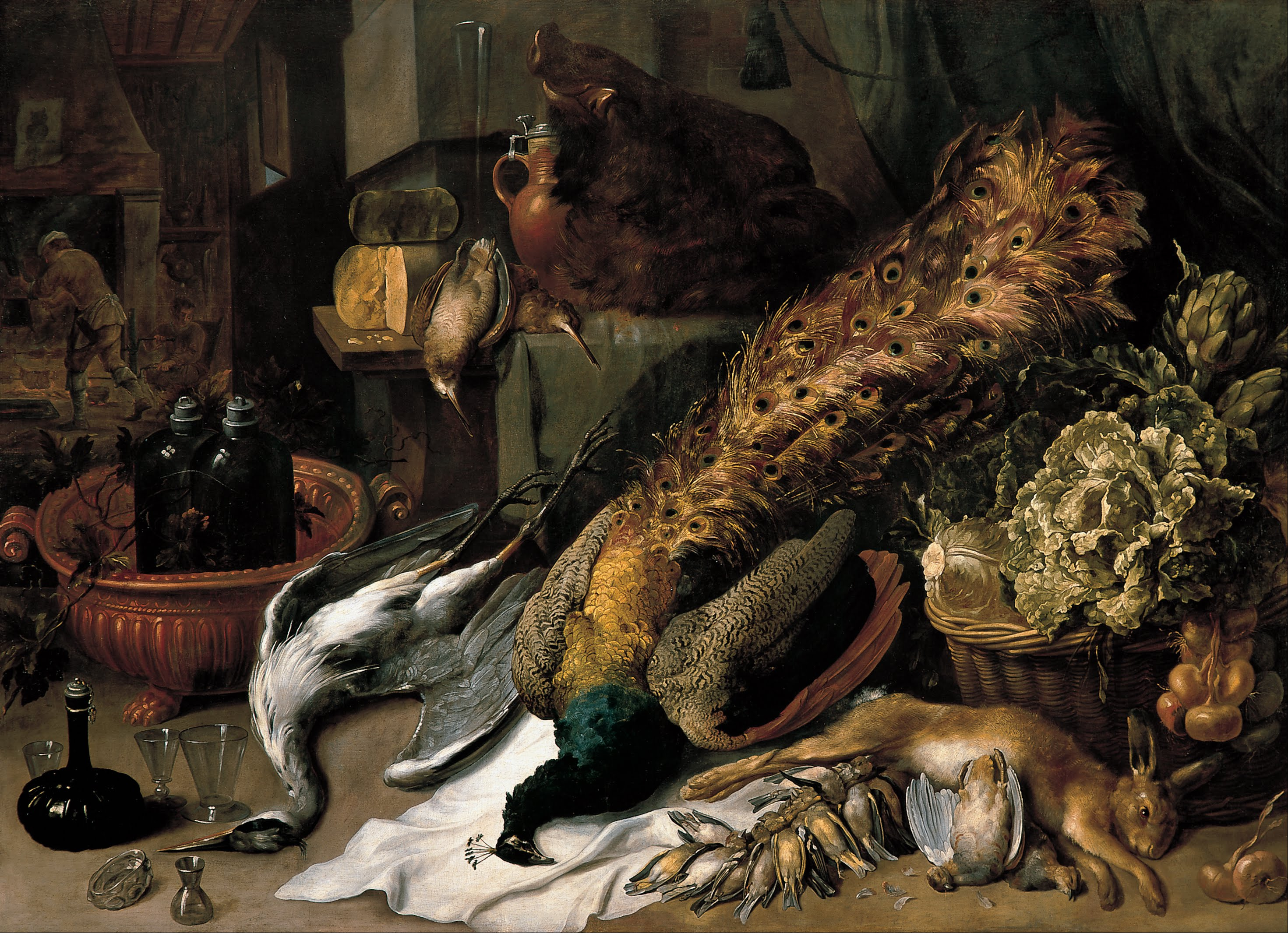
Франс Снейдерс. «Комора з дичиною та холодильником-цеберкою для вина», до 1620 року.

Анімалісти́чний жанр, анімалі́стика (лат. animalis — «тварина») — різновид образотворчого мистецтва, зображення тварин у живописі, скульптурі, графіці.

## Історія
Анімалістичний жанр — найдавніша галузь образотворчого мистецтва, що передувала опановуванню малюнка і рельєфа в зображенні людей.

## Анімалістичне мистецтво кам'яної доби

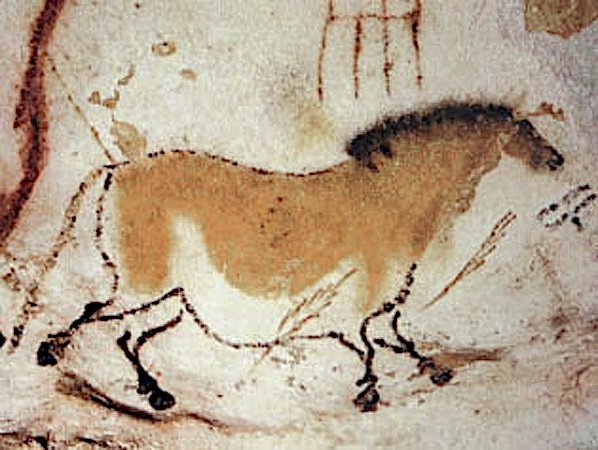
Наскельний живопис (кінь) у печері Ласко, Франція, близько 14 тисяч років до н. е., верхній палеоліт.

Усі системи періодизації по-своєму недосконалі. Вважається, що загальнолюдська періодизацію первісного ладу закінчується на мезоліті, коли культурний розвиток різко прискорився і протікав у різних народів різними темпами. При цьому культури, що існували одночасно, можуть перебувати на різних ступенях розвитку, у зв'язку з чим, наприклад, неолітичні культури можуть сусідити з культурами бронзової доби.
Найбільш розробленою є археологічна періодизація, в основі якої лежить зіставлення виготовлених людиною знарядь праці, їх матеріалів, форм жител, поховань і т. д. За цим принципом історія людства в основному поділяється на кам'яну добу, бронзову добу і залізну добу. Найбільша заслуга у створенні сучасної археологічної класифікації належить французькому вченому Г. Мортільє і його співвітчизникові А. Брейлю.
Кам'яна доба — період в історії людства, під час якого знаряддя праці та зброя виготовлялася з каменю, дерева та кістки. Він поділяється на три періоди:
- палеоліт — давня кам'яна доба, яка характеризується використанням кременевих знаряддь праці, основні заняття — полювання та збиральництво.
- мезоліт — середня кам'яна доба, що тривала від 10 тис. до 7 тис. років до н. е.
- неоліт — нова кам'яна доба, характеризується появою людини сучасного типу, використанням винятково кременевих, кам'яних, кістяних знарядь праці, виготовлених з використанням техніки свердління, пиляння та шліфування; розповсюдженням кераміки, ткацтва (так звана неолітична революція). Тривала від 6 до 4 тис. років до н. е., період переходу від рибальства та полювання до землеробства й скотарства. Хронологічно перші зображення тварин належать до кам'яної доби. За запропонованою класифікацією найранні зображення тварин віднесені до оріньякського періоду[1]. їх визнають примітивними — в порівнянні з малюнками пізніми, бо вони створені лише контуром, без проробки деталей. Але малюнки настільки точні, що дозволяють розпізнати, які саме тварини малював первісний художник.

В кам'яну добу виникають дві базові гілки анімалістичного мистецтва — реалістична та гротескова, фантазійна. Остання оперуватиме фантастично поєднаними деталями від спостережень за тваринами і матиме застосування в культовій сфері. Саме ця гілка дасть початок створенню страхітливих, загрозливих ідолів ацтеків, деяких племен в Африці, полінезійців.

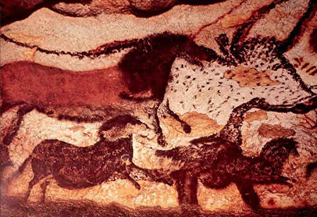
Печера Ласко
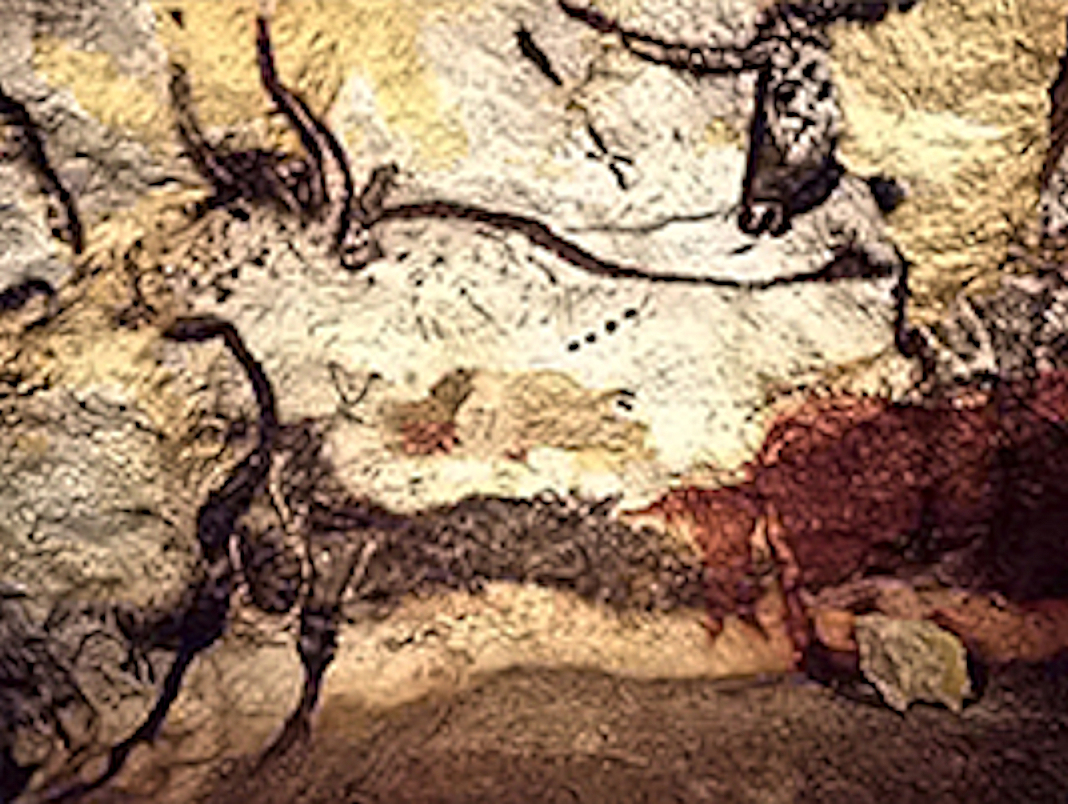
Печера Ласко
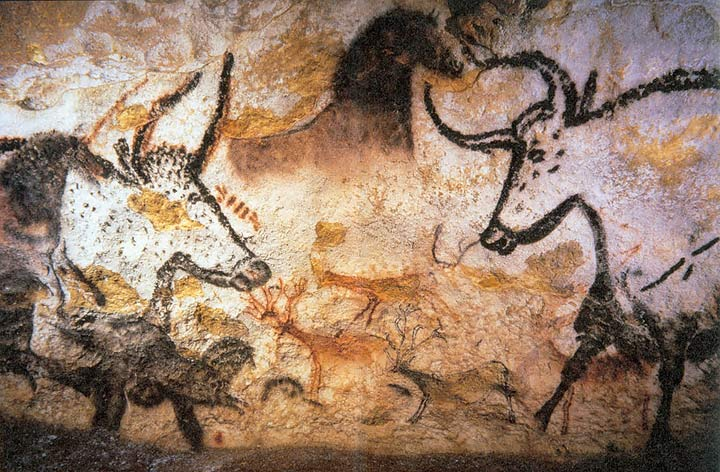
Печера Ласко
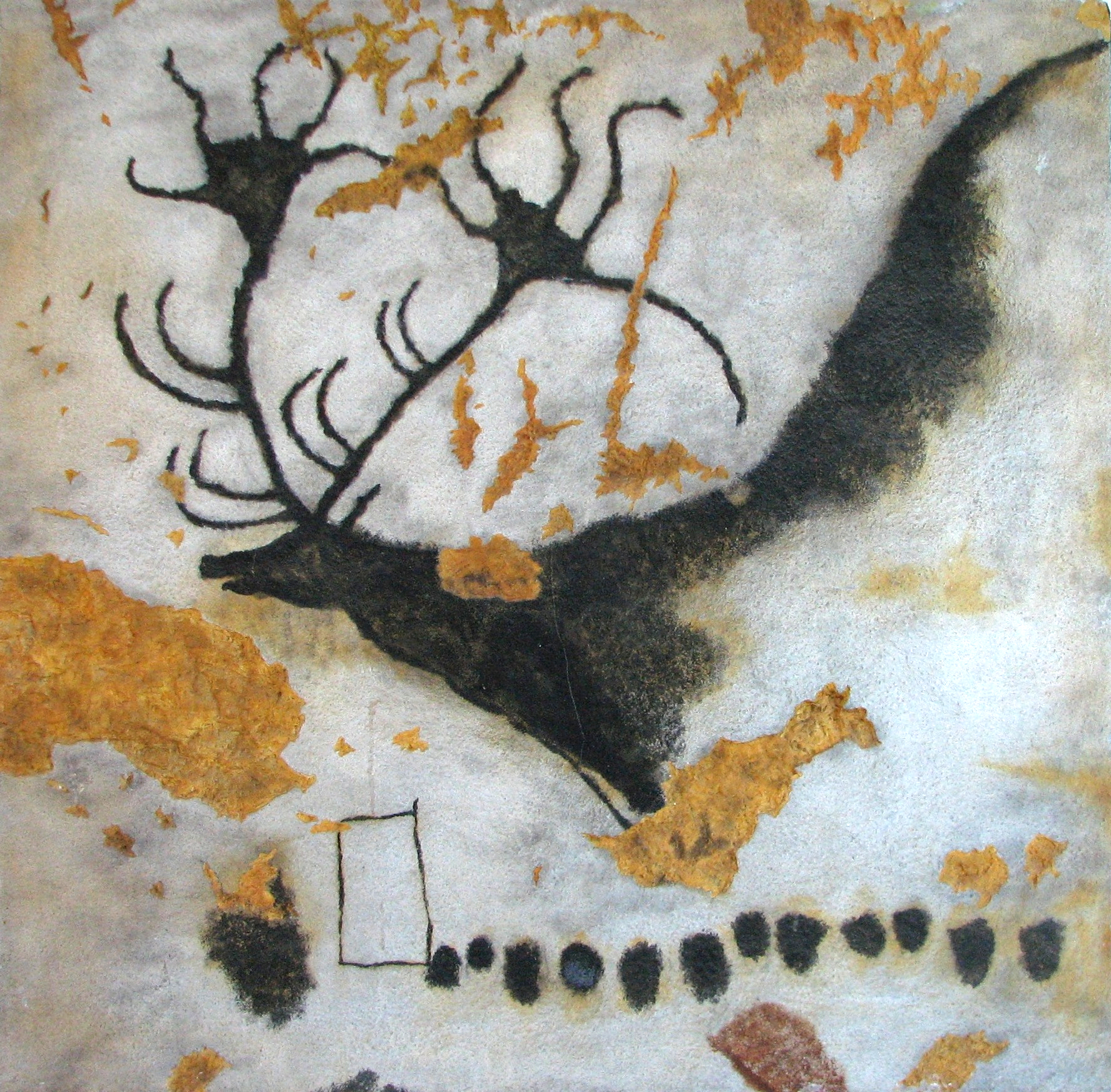
Печера Ласко
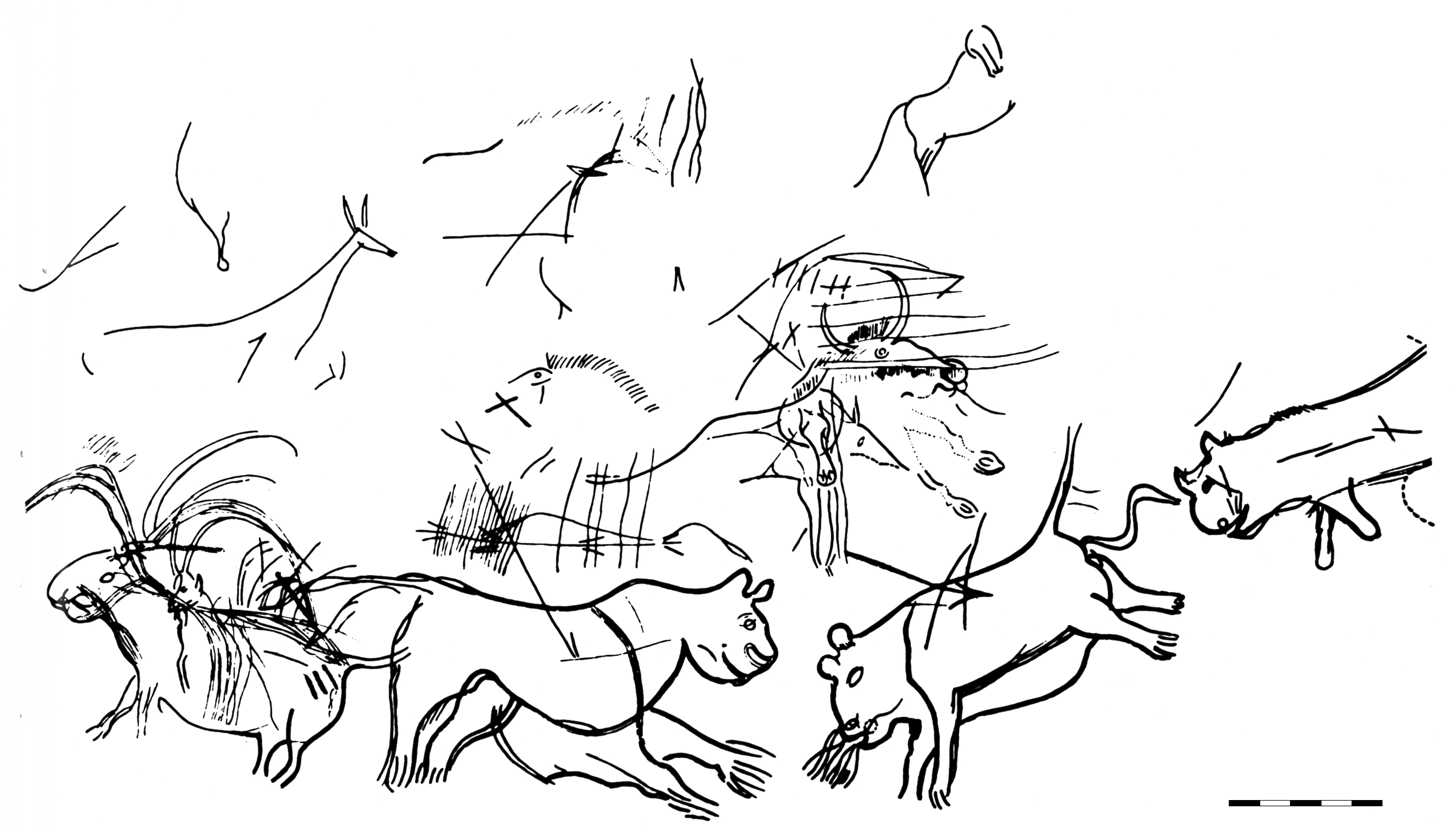
Печера Ласко. Сцена у «котячому лазі»
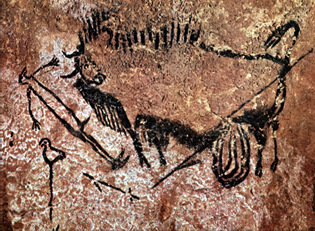
Печера Ласко. Зображення людини і бізона в «шахті»
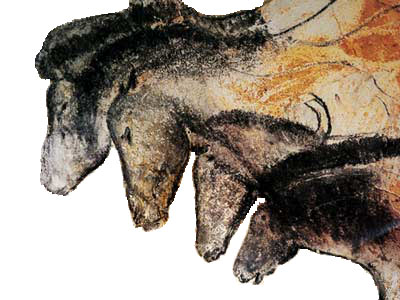
Печера Шове
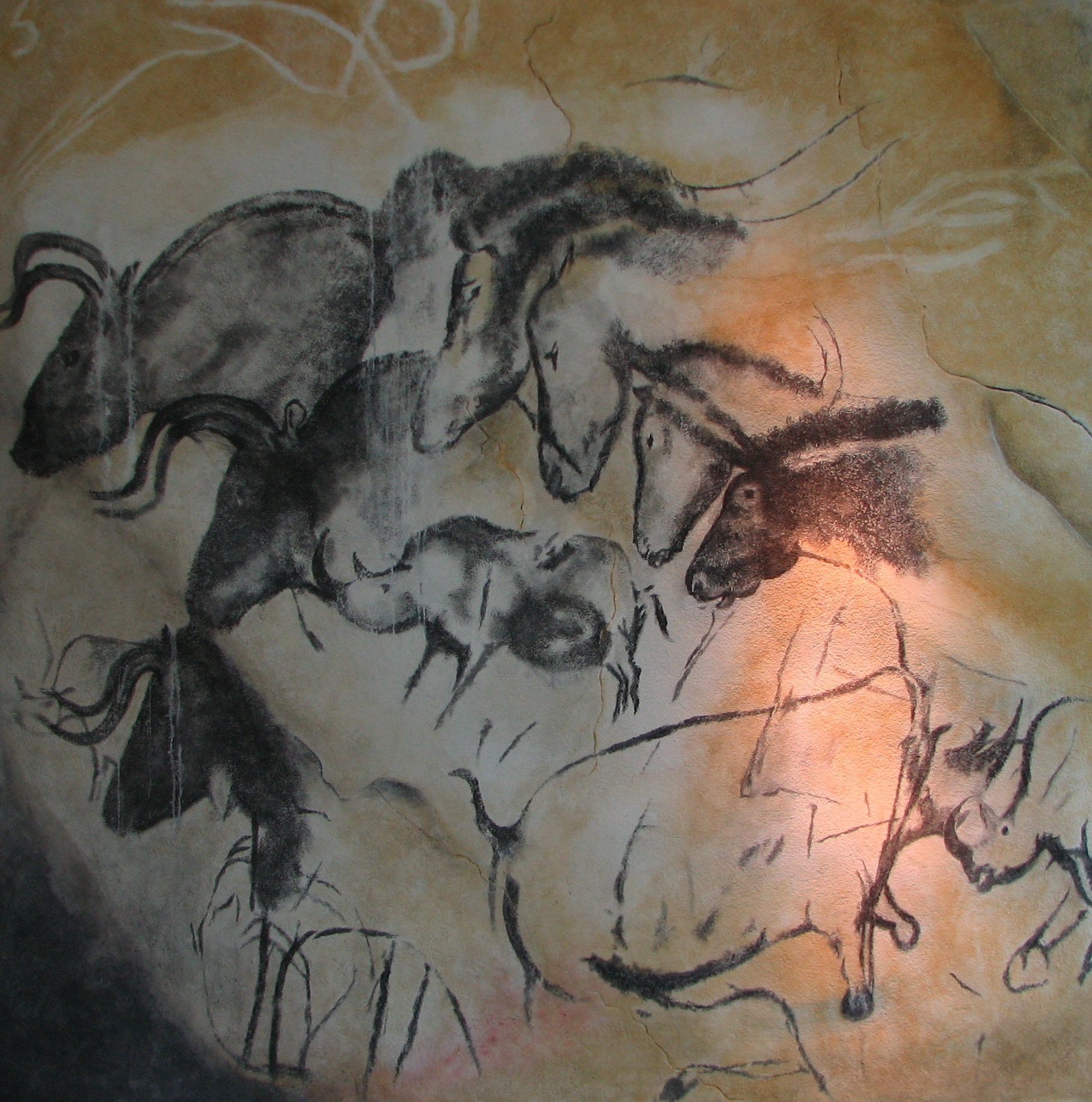
Печера Шове. Тарпани, носороги й тури
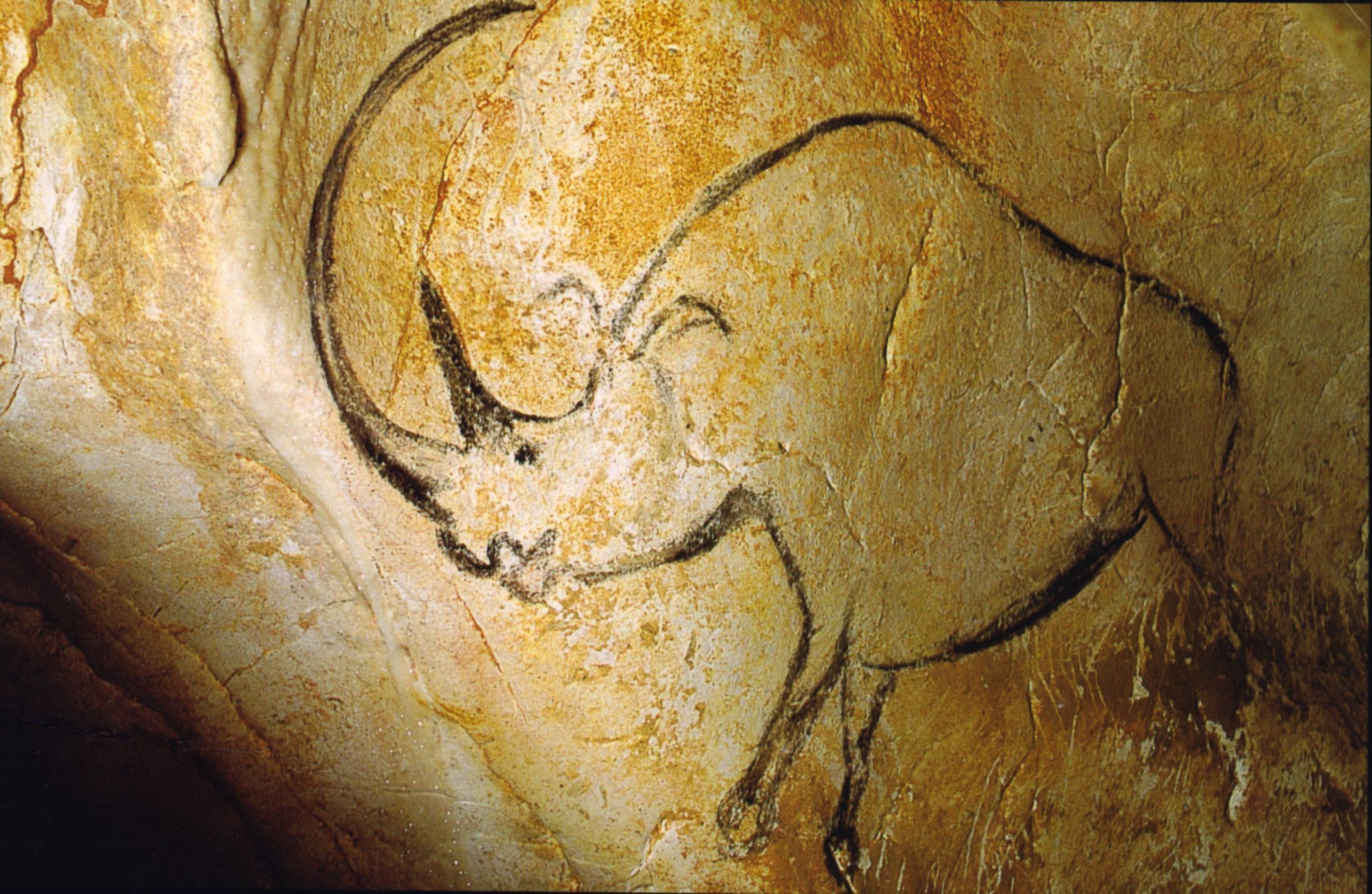
Печера Шове. Носоріг
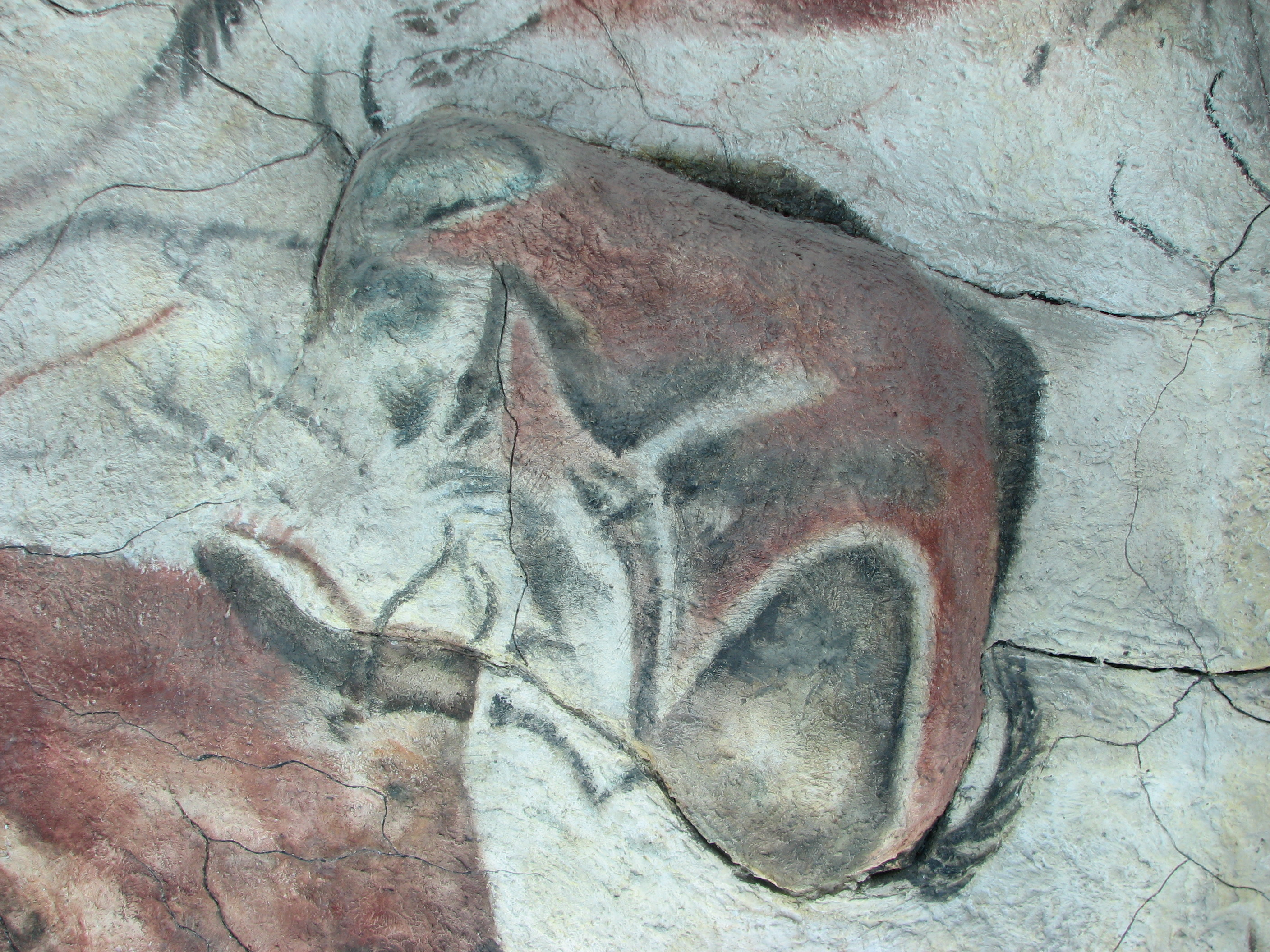
Альтаміра. Бізон
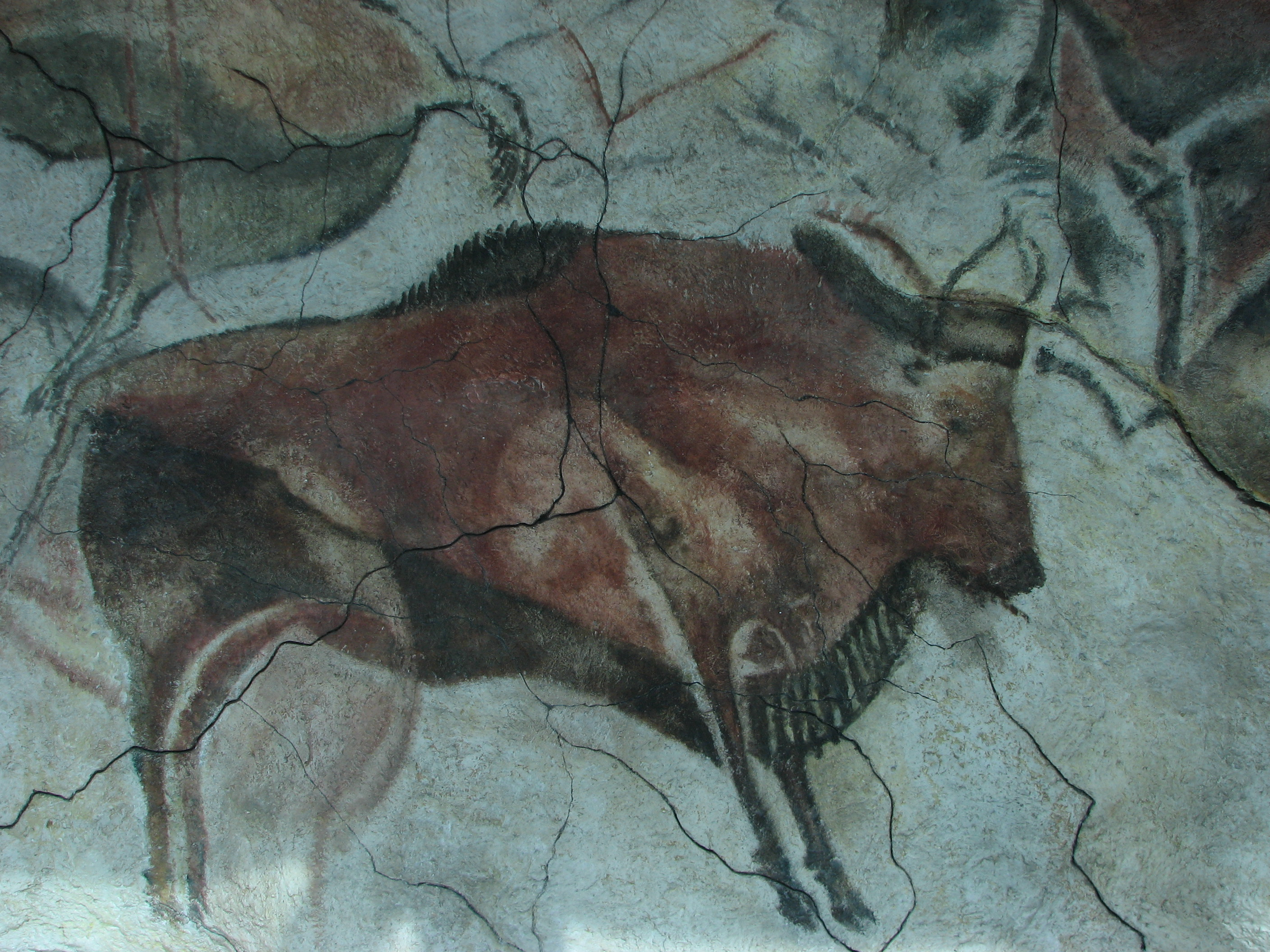
Альтаміра. Бізон
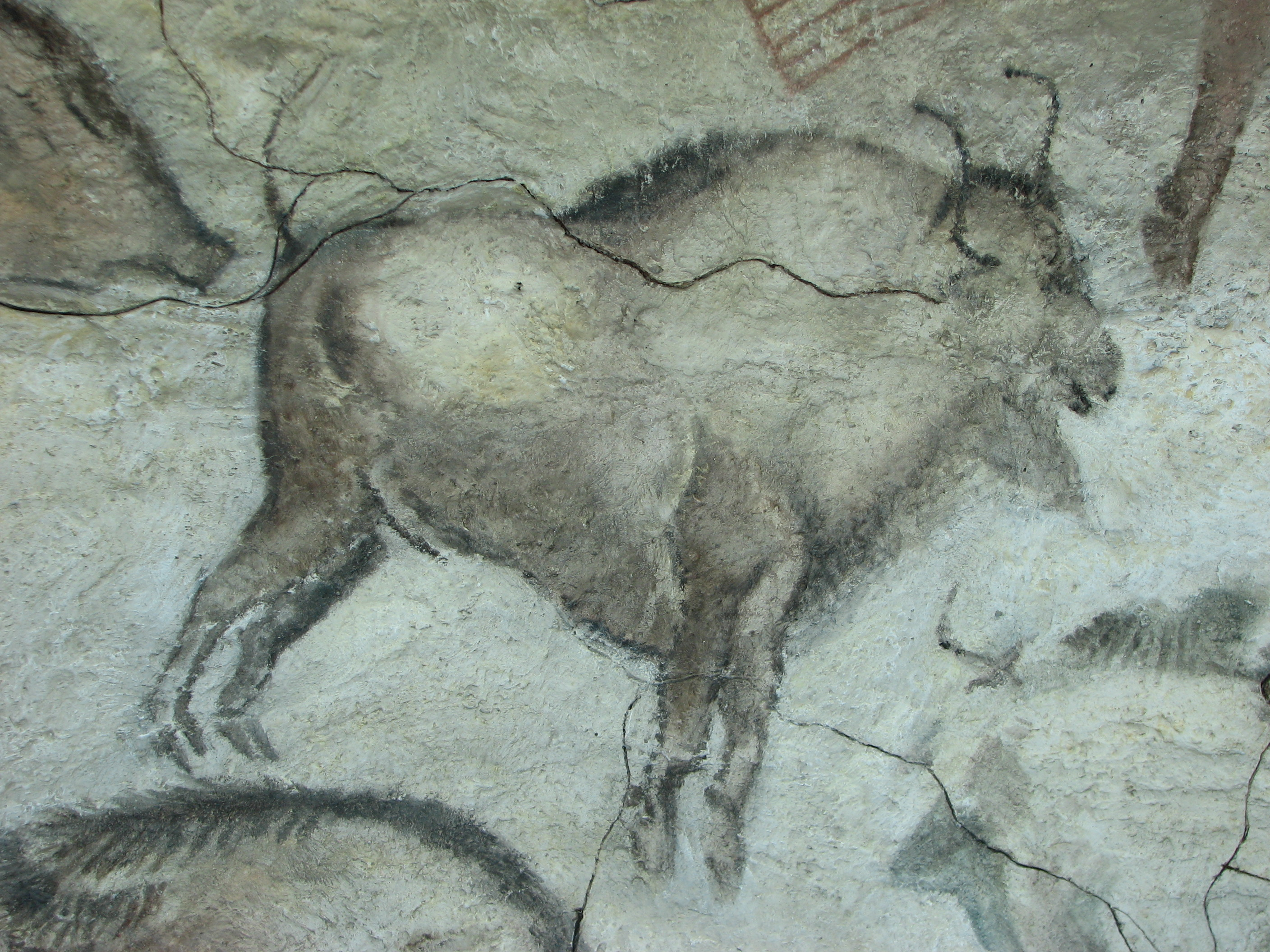
Альтаміра. Бізон
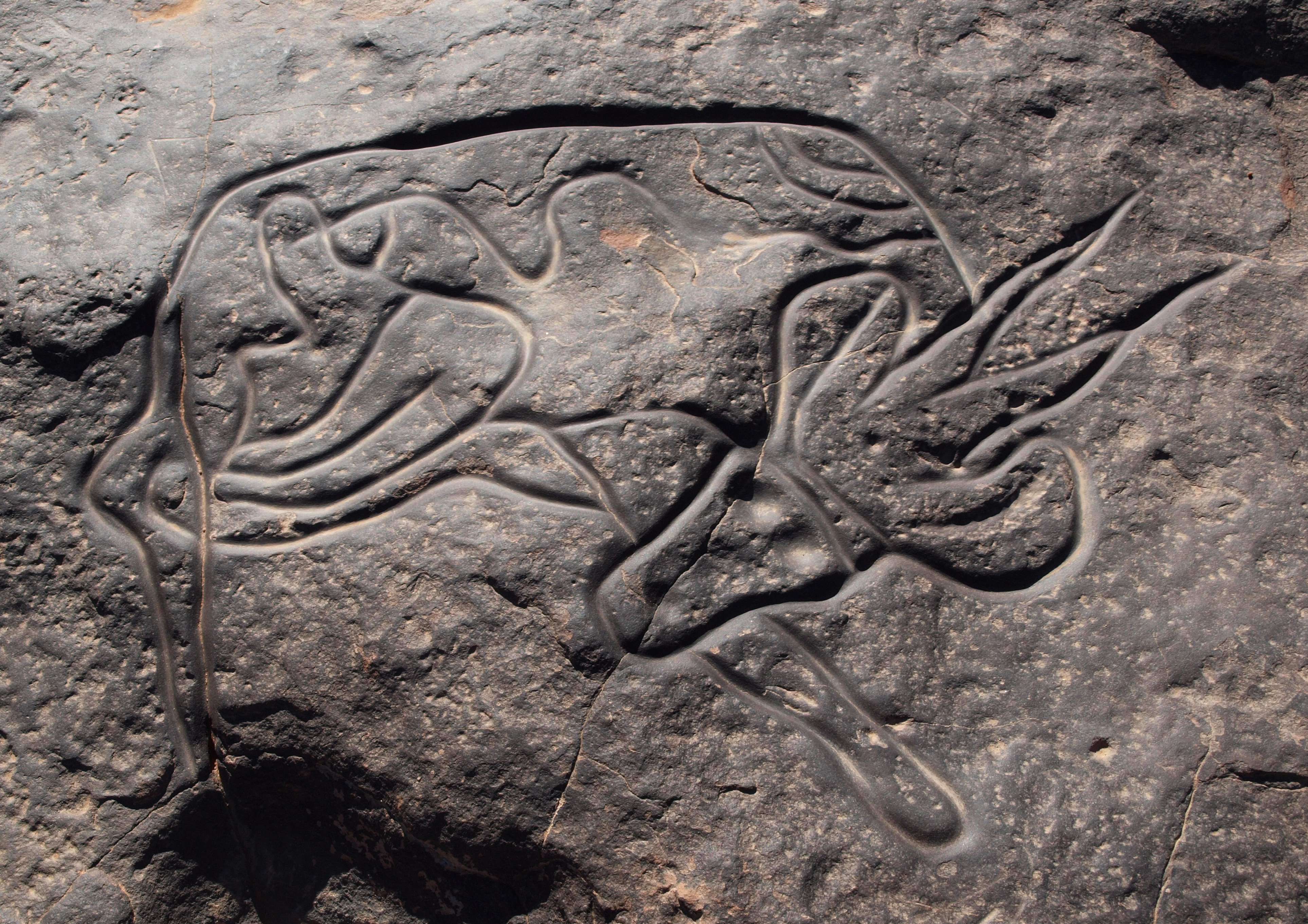
Петрогліф. Антилопа або газель. Алжир

## Тварини в мистецтві Стародавнього Єгипту
Важка залежність світу людей від існування світу тварин не перервалась і в Стародавньому Єгипті. Це відбилось як стінописах поховальних комор фараонів та аристократів, так і в кераміці, в створенні фігурних посудин та іграшок.
Мистецтво Стародавнього Єгипту пройшло довгий шлях розвитку, але обожнення тварин було характерним для усіх його етапів від найранніх до пізніх. Це відбилось як в практиці муміфікації тварин — крокодилів, кішок, ібісів, так і в відтворенні характерних особливостей тварин в посудинах-канопах для зберігання муміфікованих органів. Схематизована частка зображень тварин перейшла в ієрогліфічну писемність стародавніх єгиптян. Зображення кобри (Урей) прикрасило голову фараонів в їх офіційних портретах.

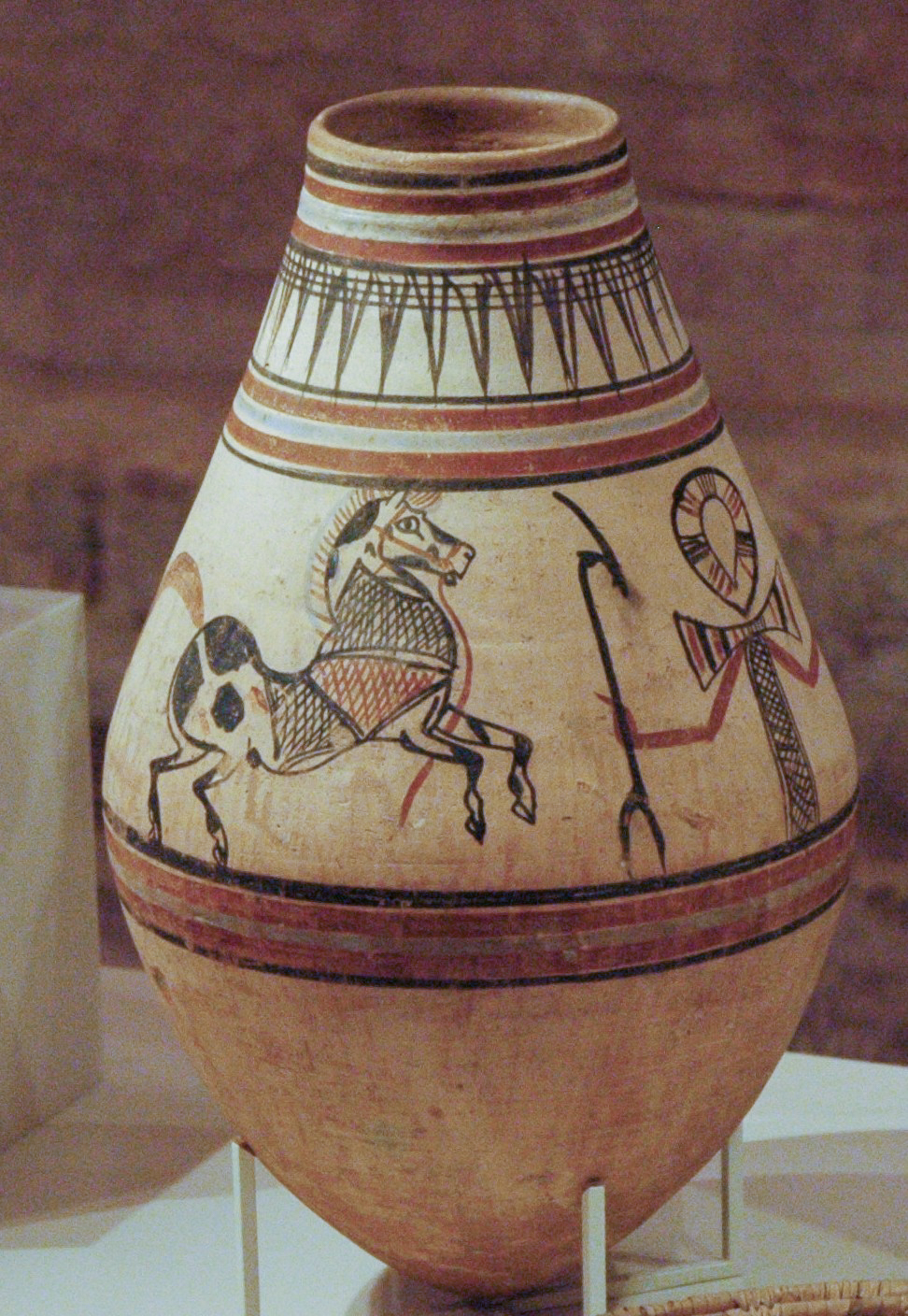
Глек із зображенням коня, Музей,  Берлін
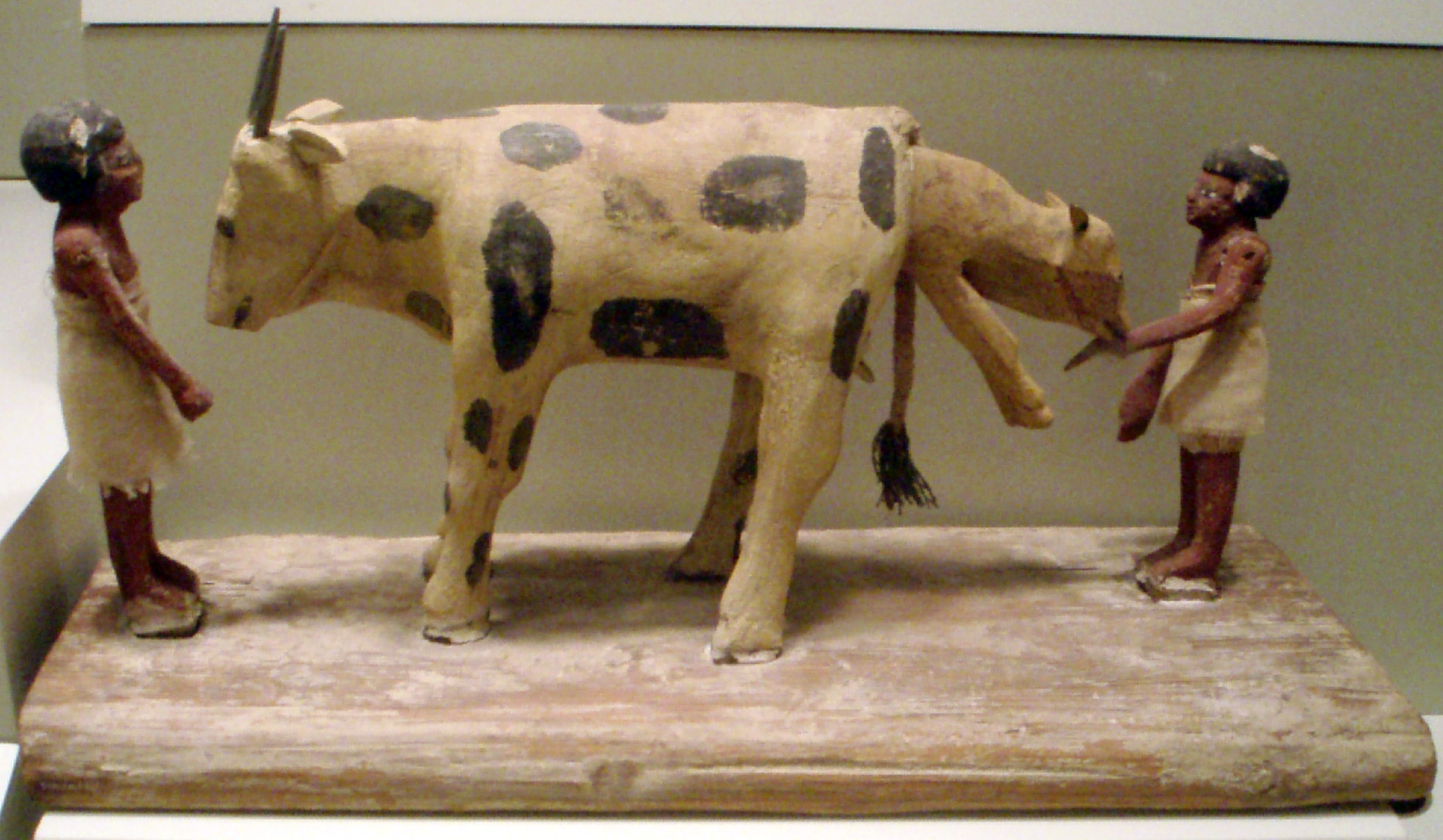
Народження теляти, дрібна пластика з поховання
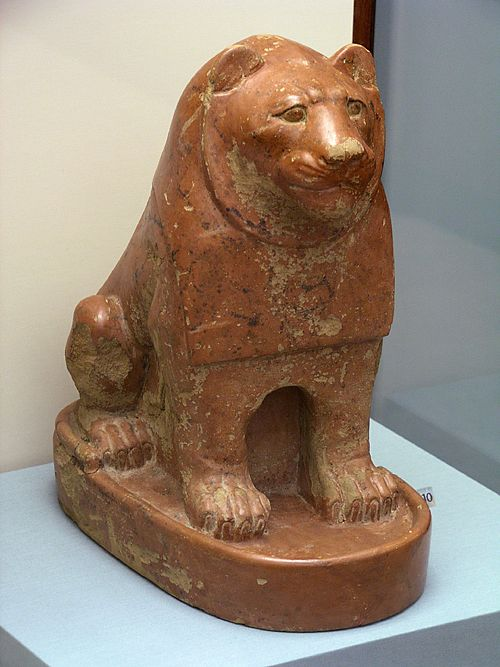
«Лев». Керамічна скульптура з Єгипту
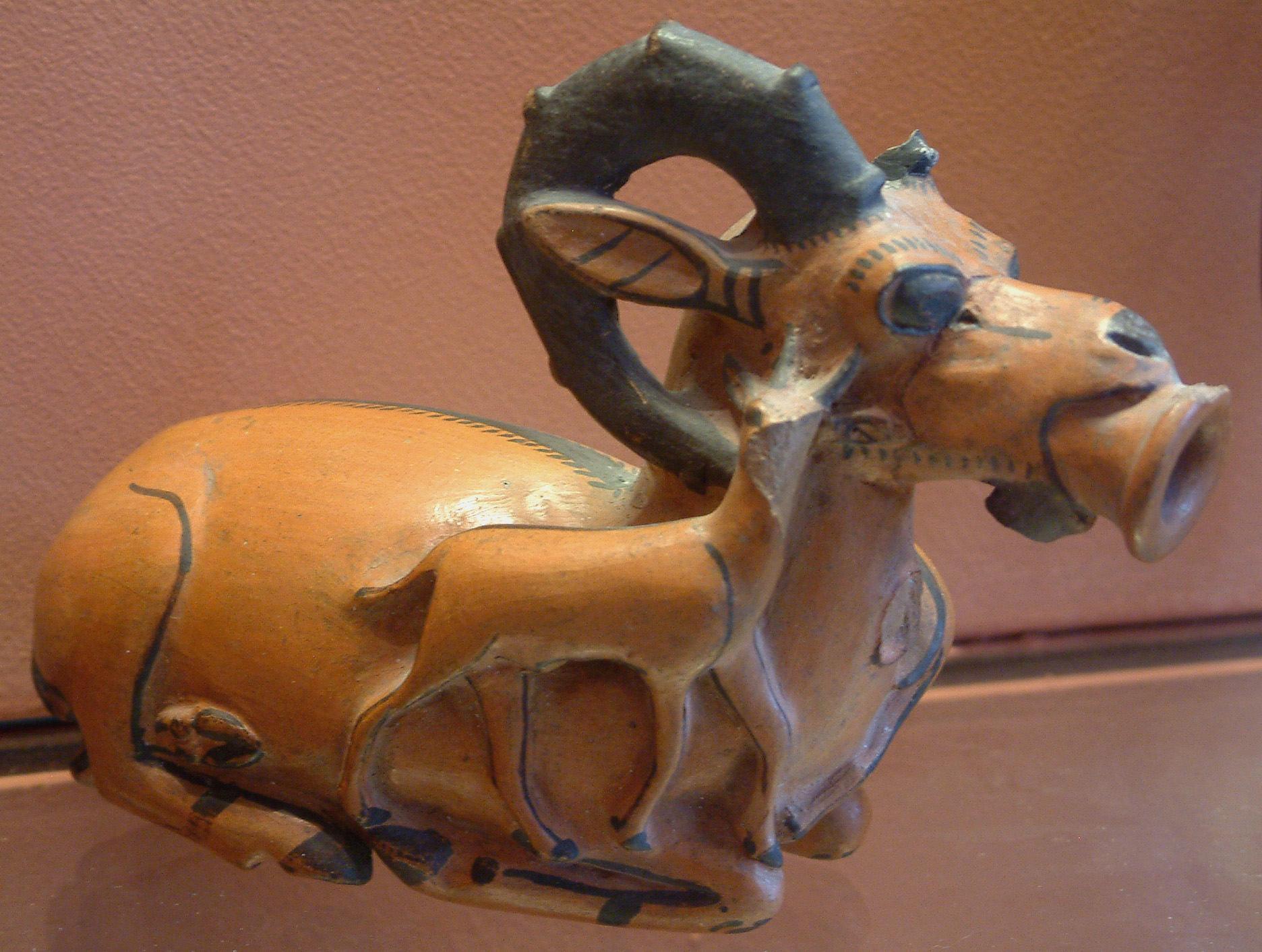
«Коза з дитинчам»
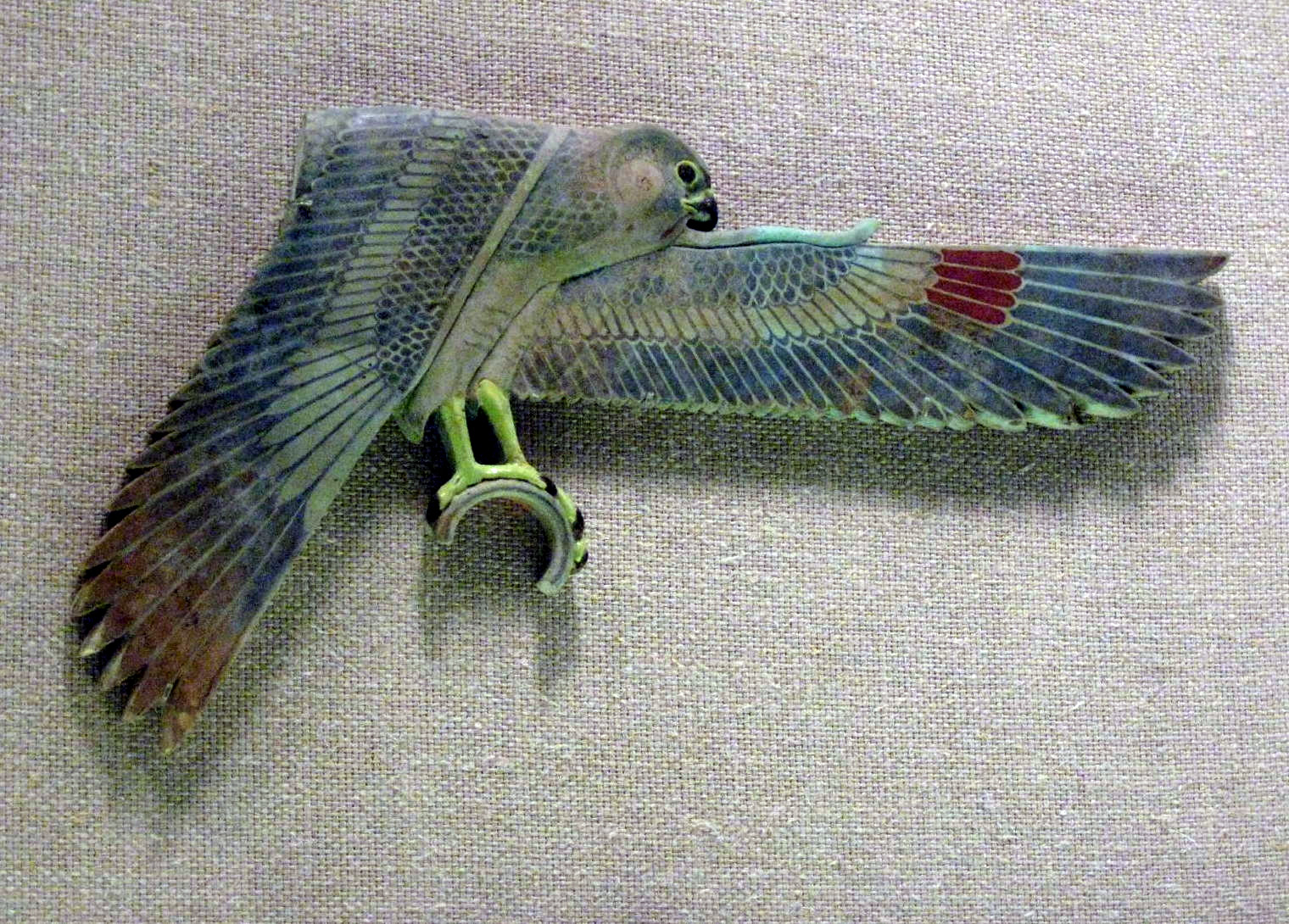
«Сокіл», кольоровий фаянс, Музей мистецтва Метрополітен
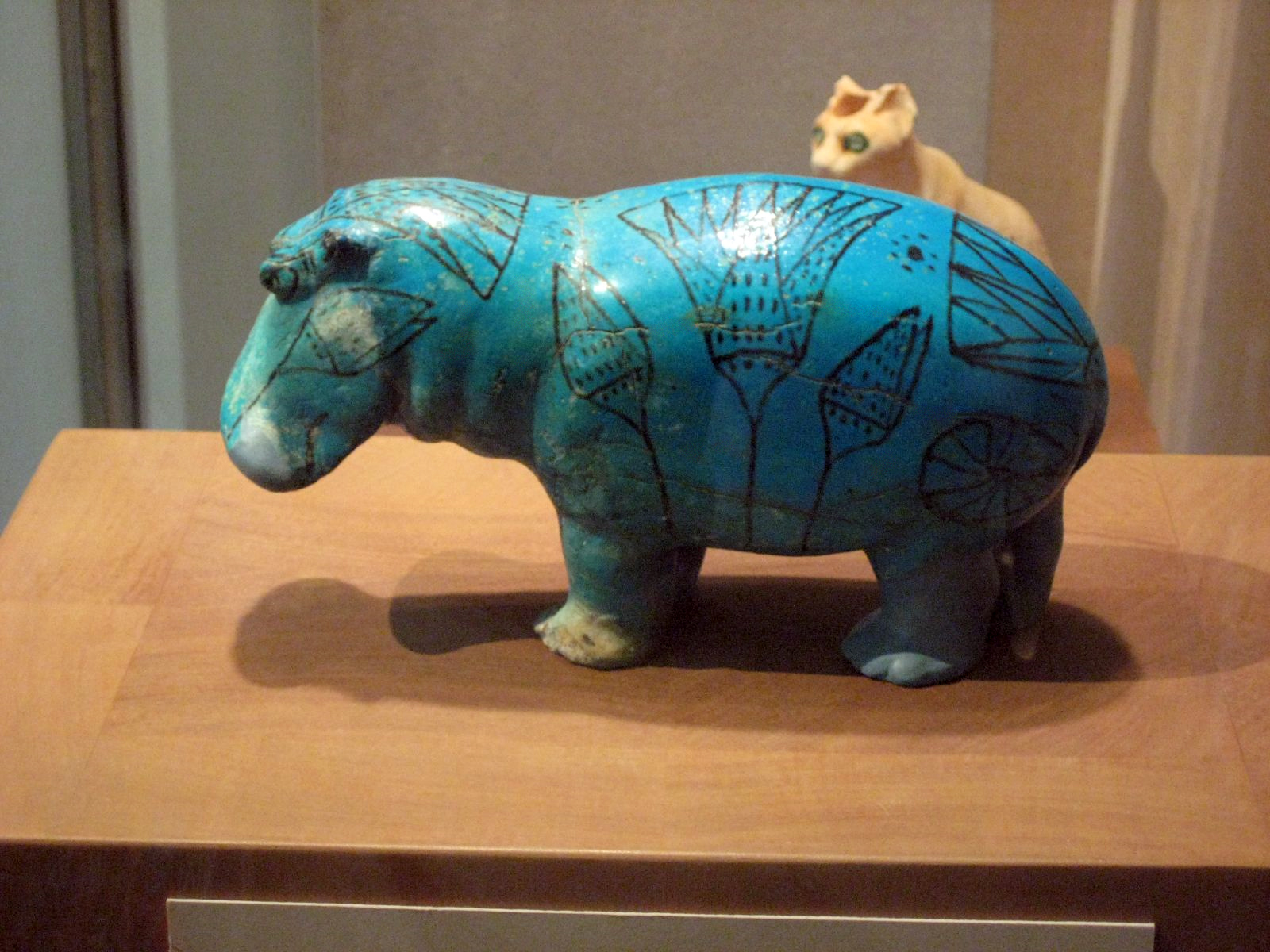
«Гіпопотам», кольоровий фаянс, Музей мистецтва Метрополітен
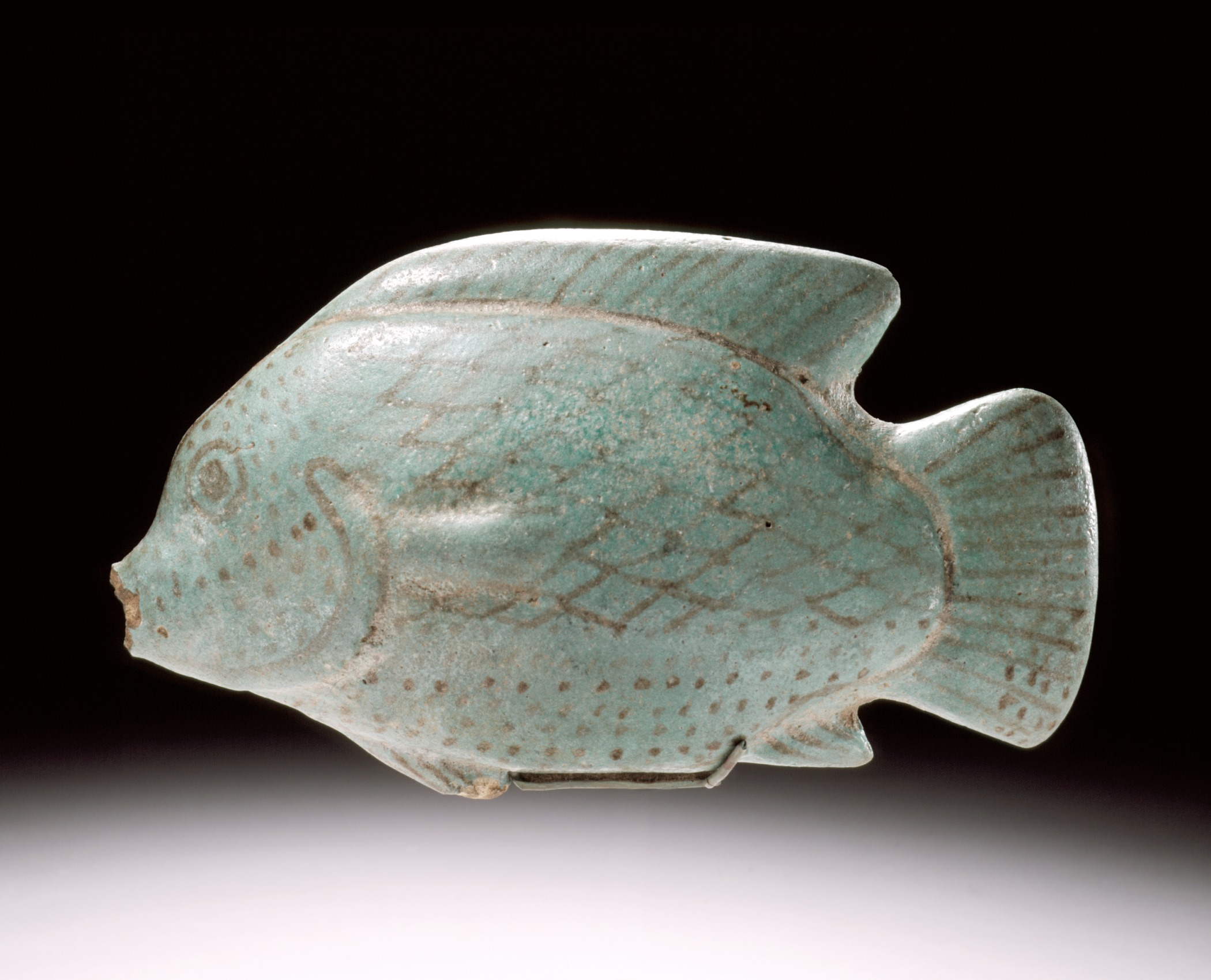
«Рибина». кераміка, Лос-Анджелес
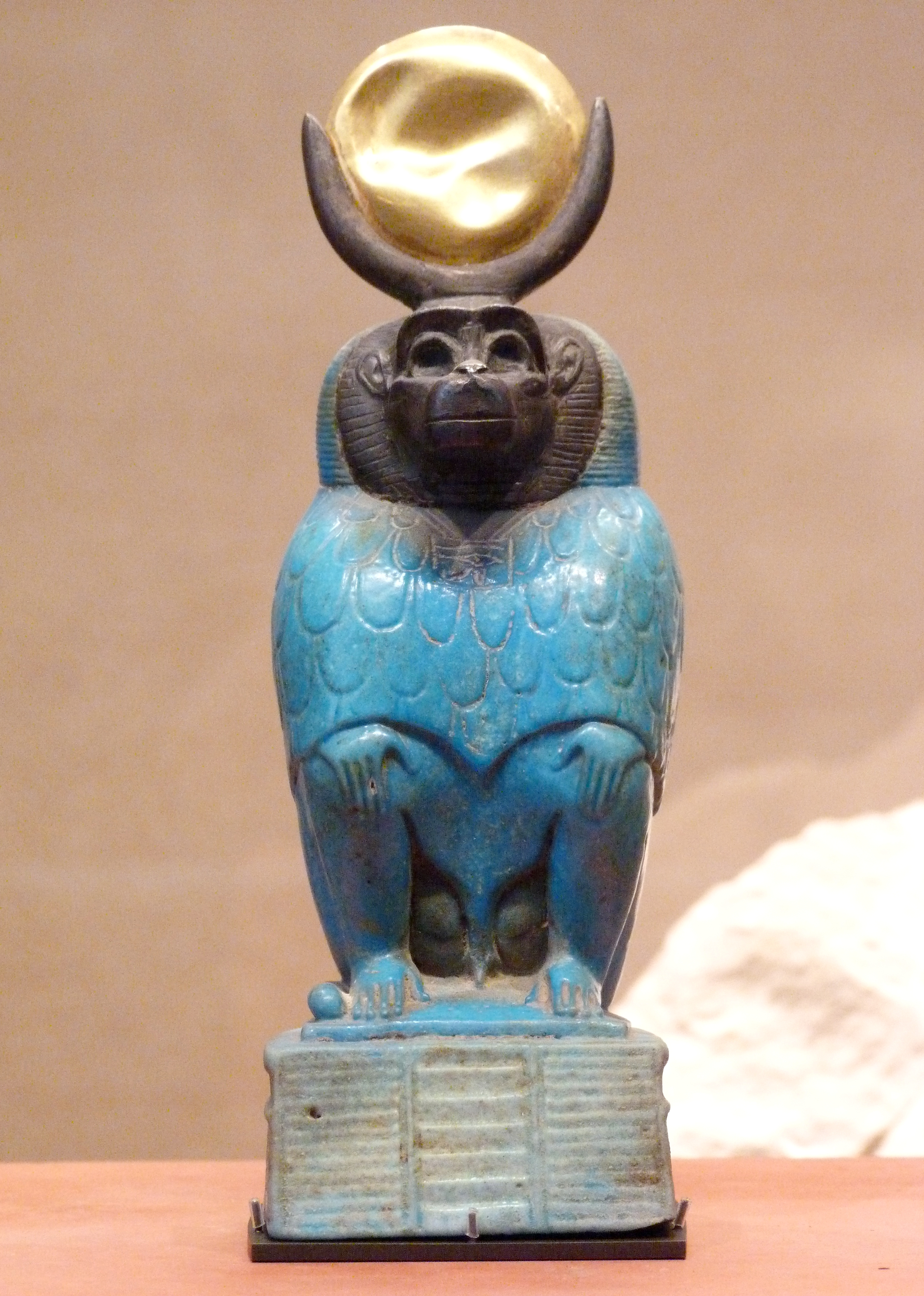
«Єгипетський бог Тот». Лувр, Париж
Канопи — схема: чотири сина Гора зліва направо — Амсет, Дуамутеф, Хапі та Кебексенуф
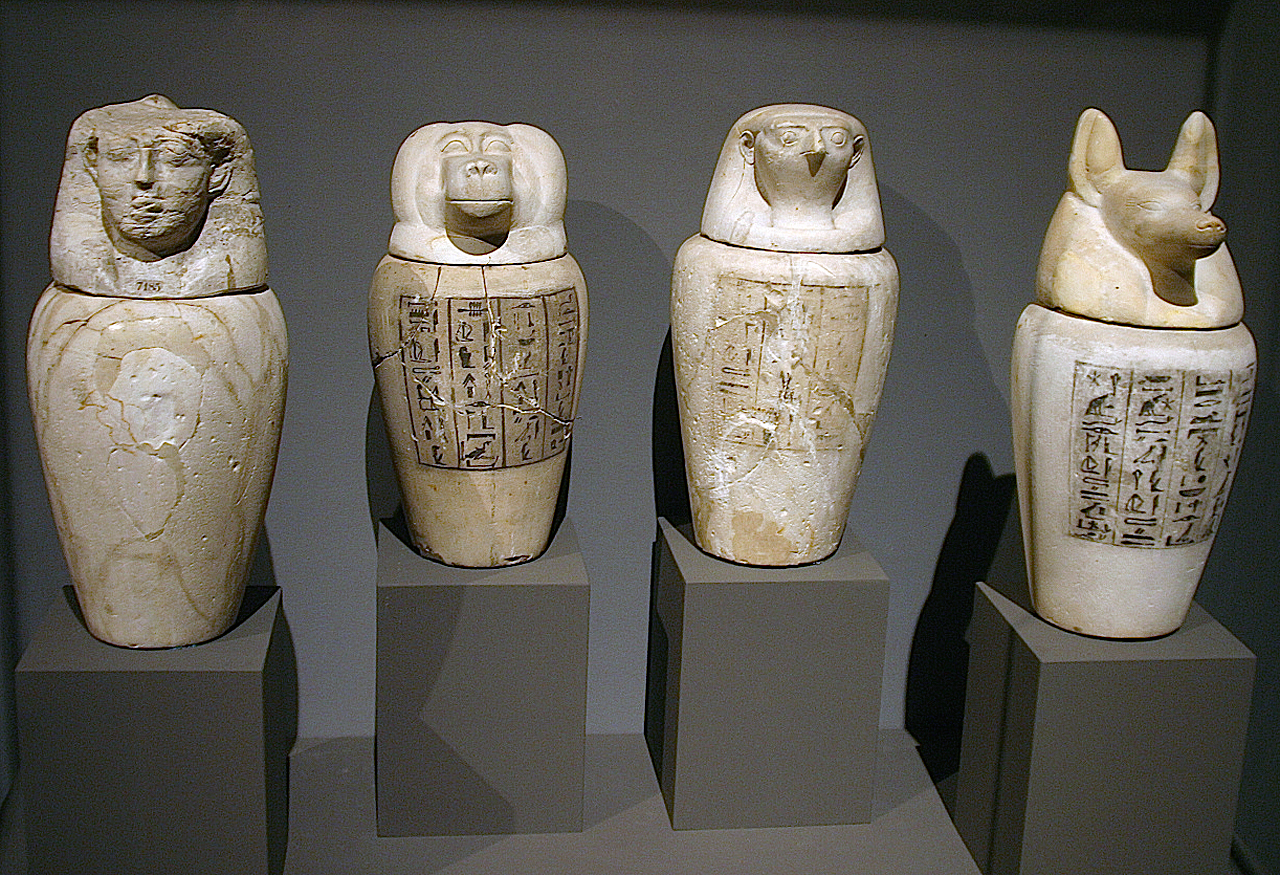
Канопи з кришками-голівками тварин

## Ассирія. Сцени царського полювання (Британський музей, рельєфи)

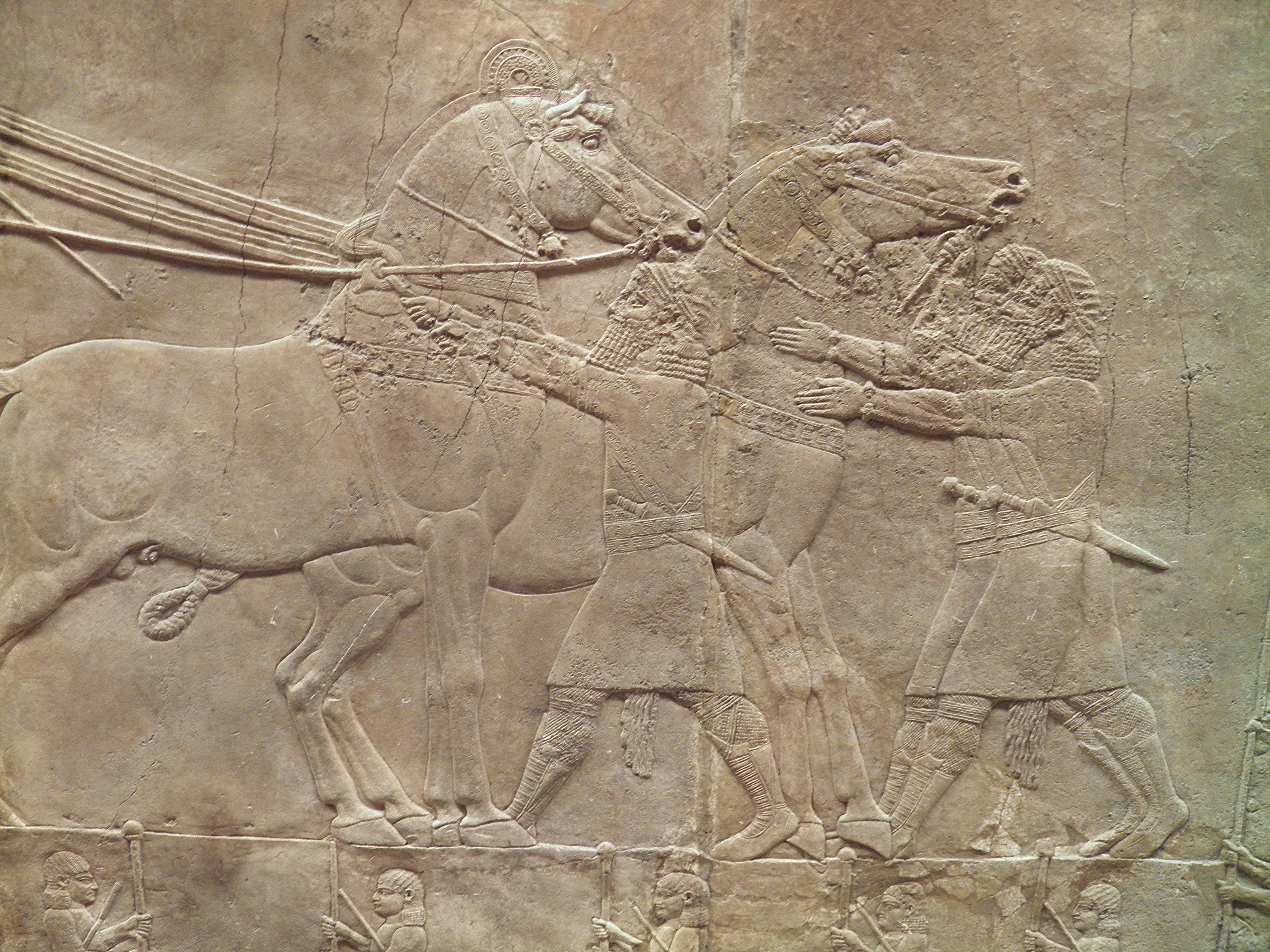
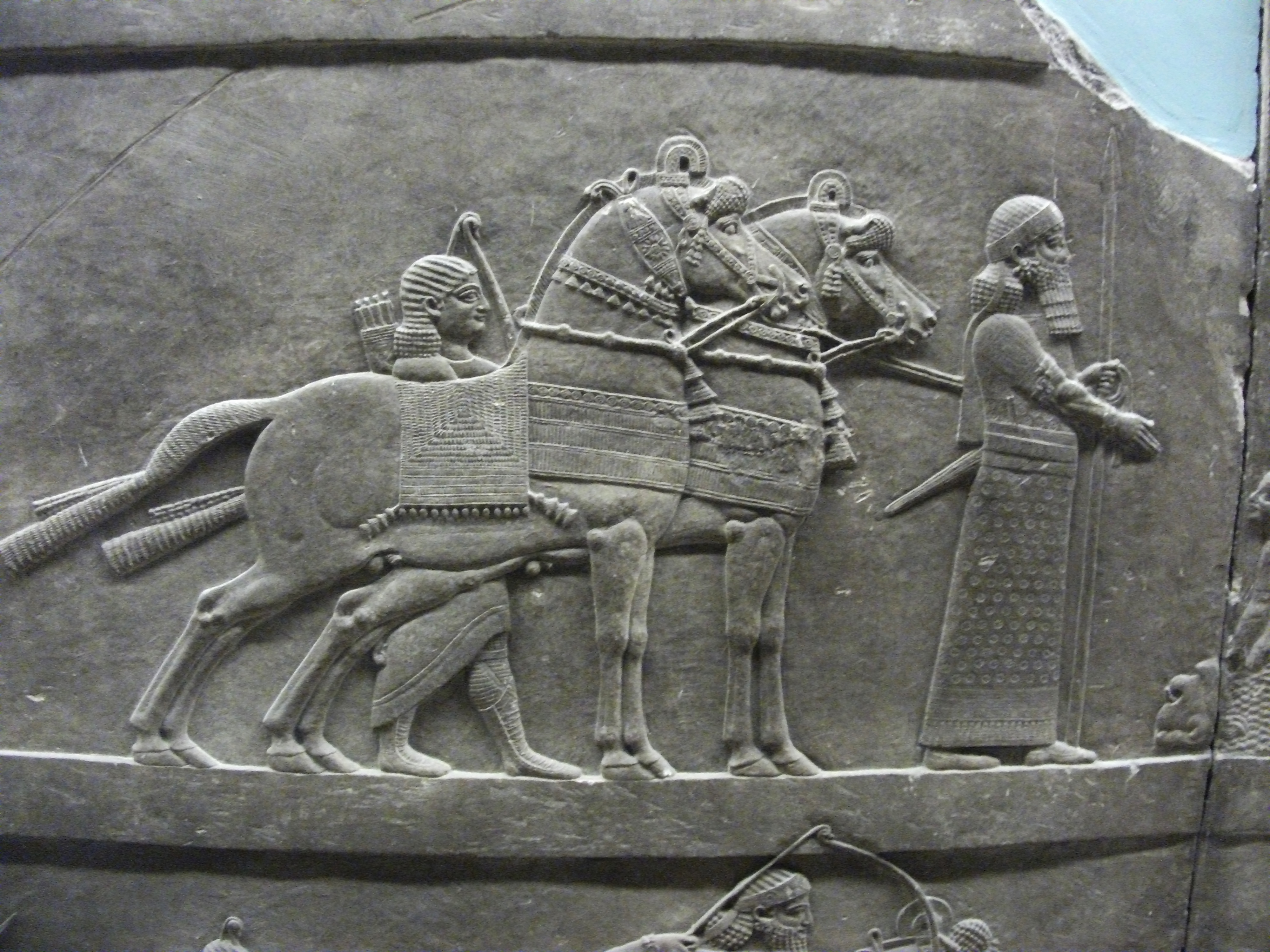
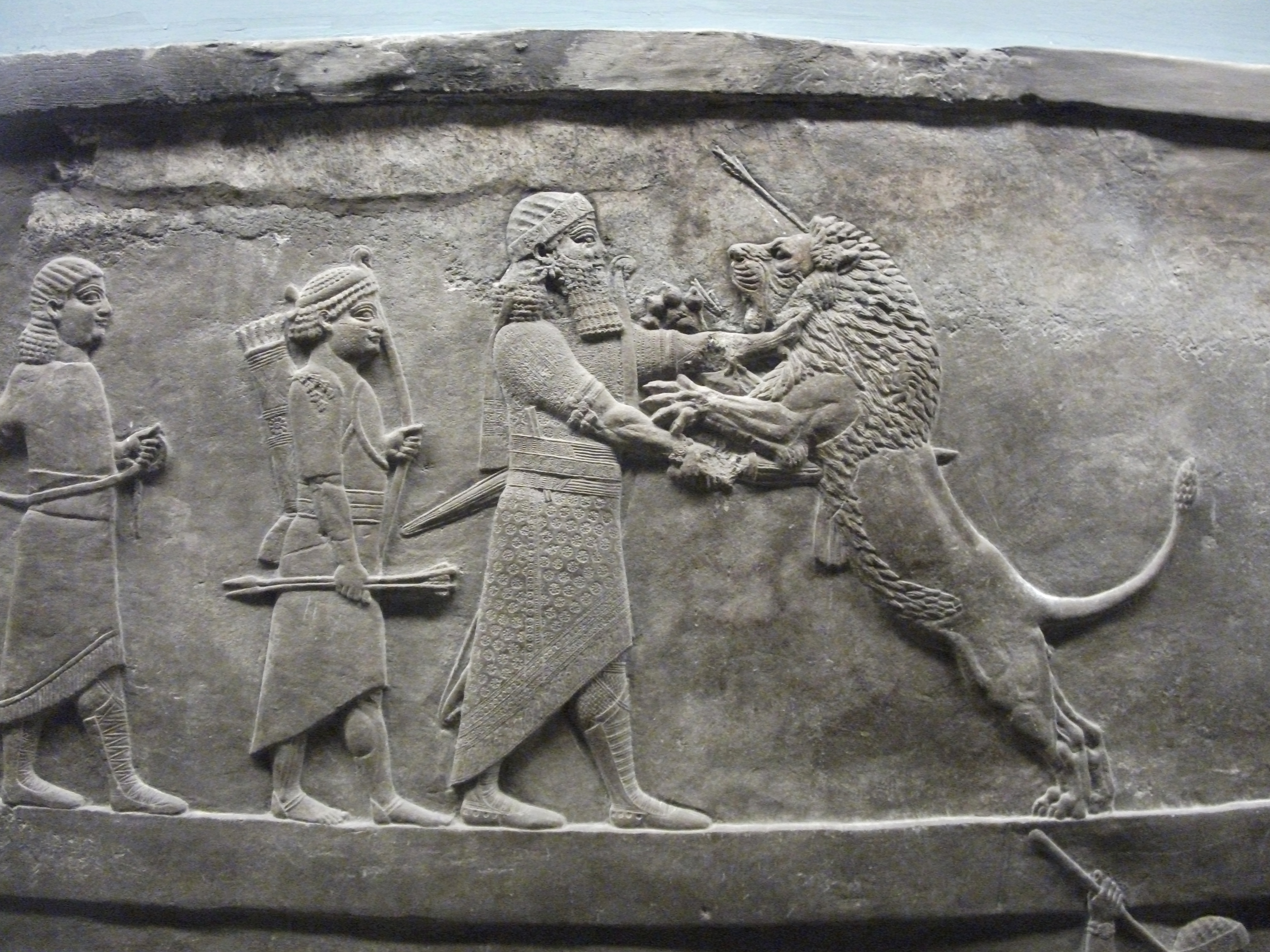
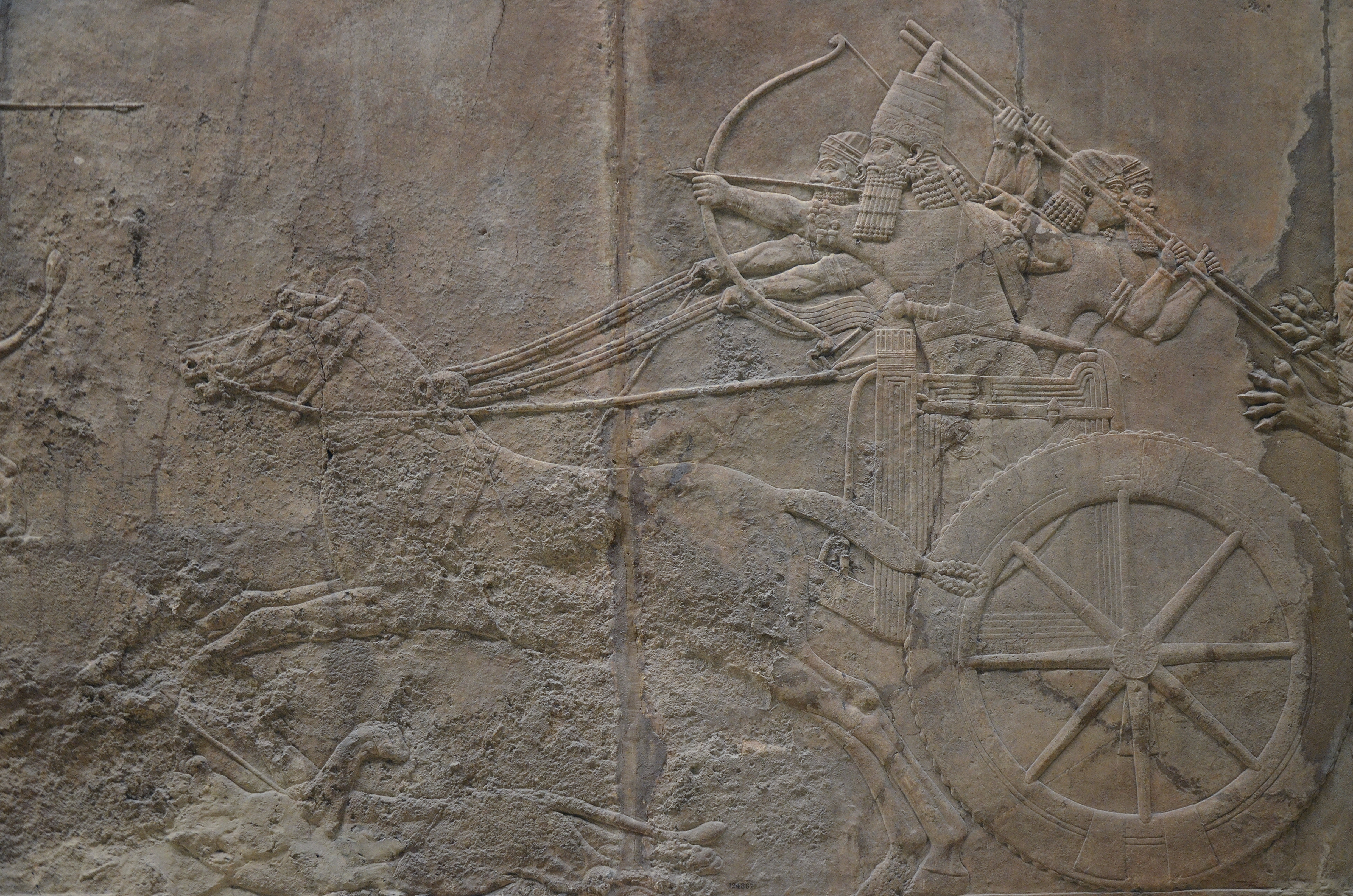
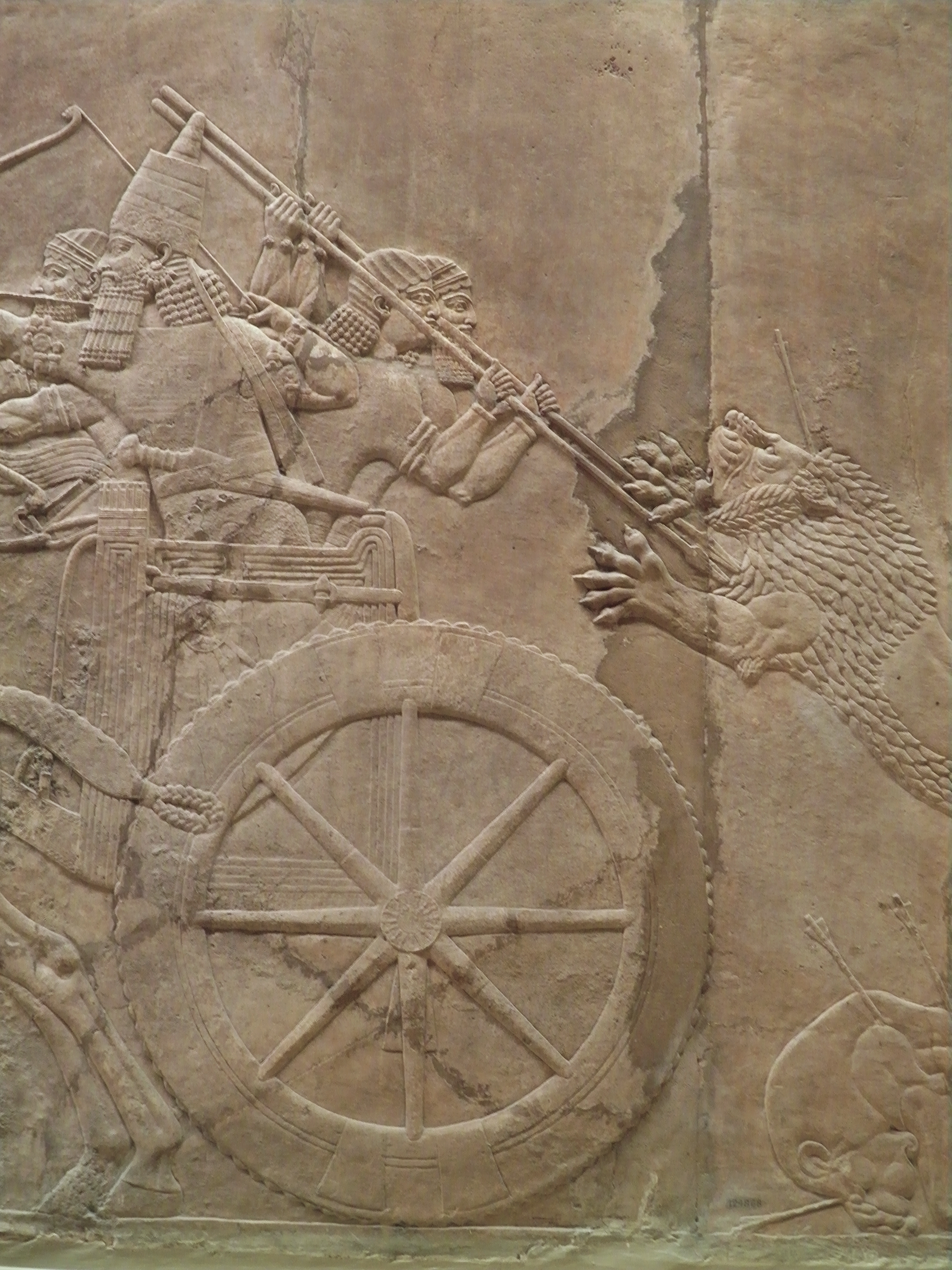

## Фрески з острова Крит (Егейський світ)

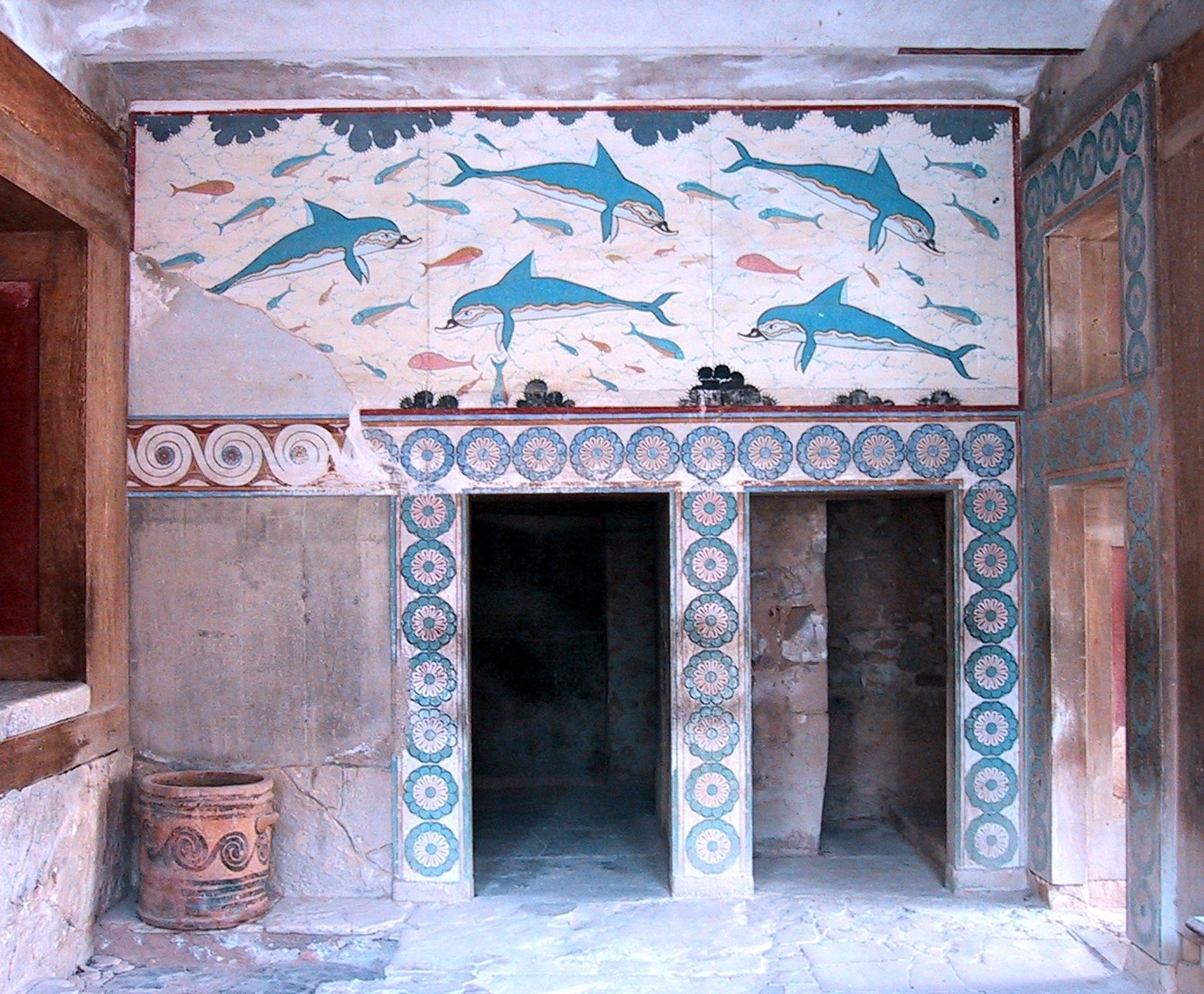
«Дельфіни з Акротирі»
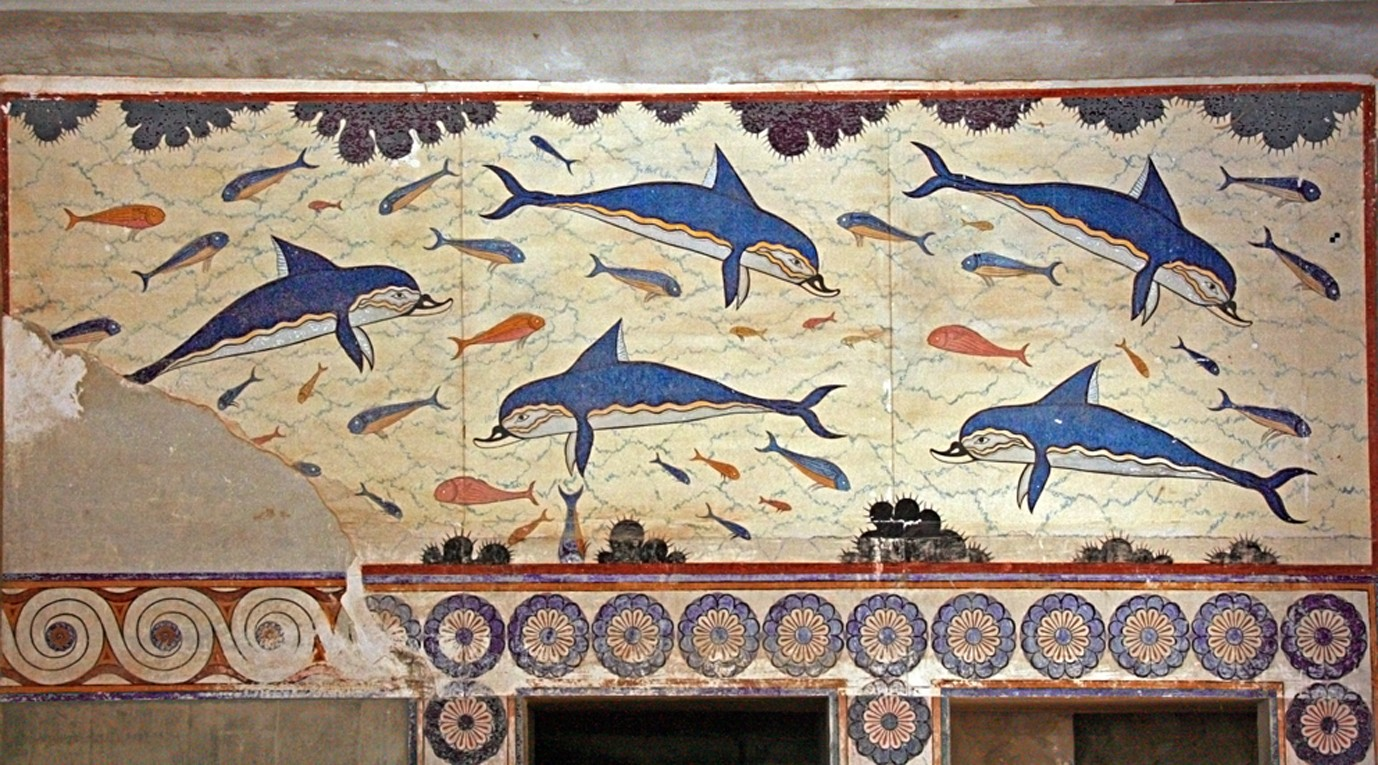
Кносські дельфіни
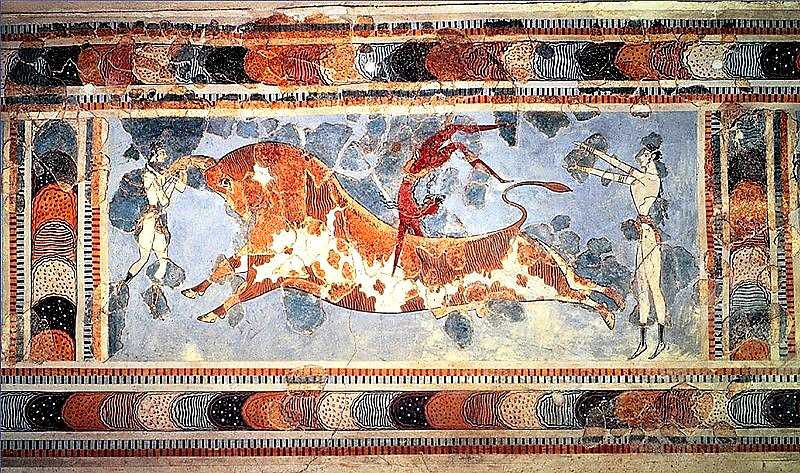
«Акробати грають з биком», Кнос
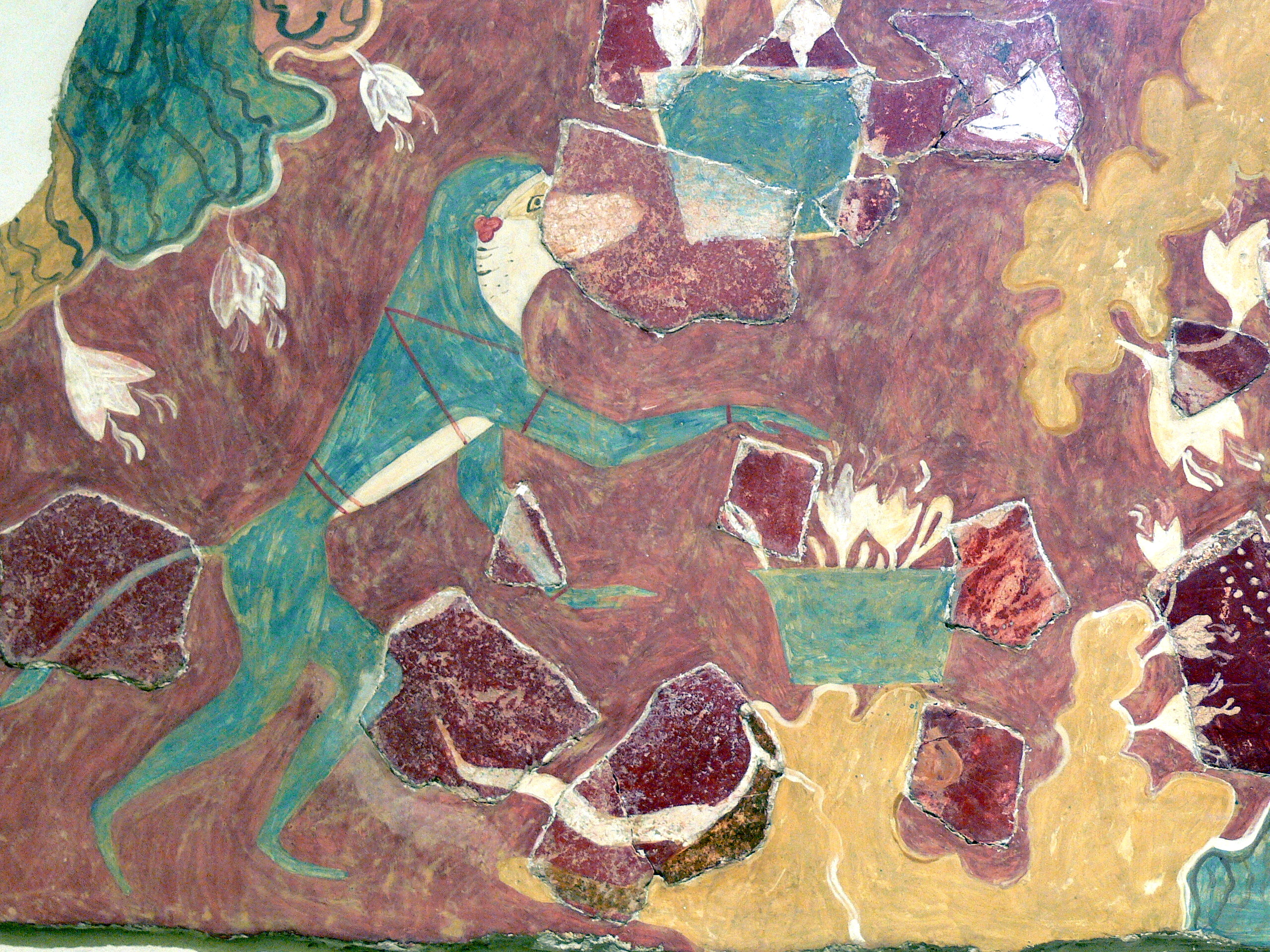
«Мавпа з квітами-крокусами», Археологічний музей, Гераклейон.
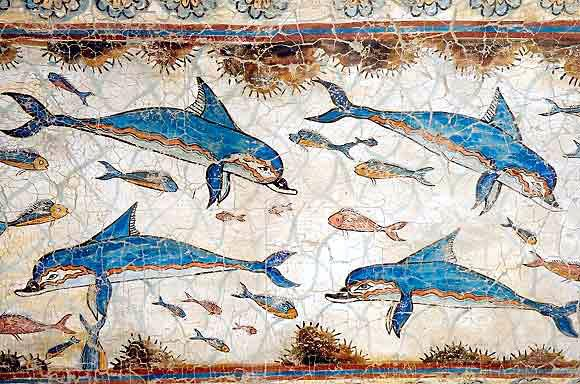
«Дельфіни і риби» (фрагмент), Акротирі, Кнос, 1700-1450 до н. е.
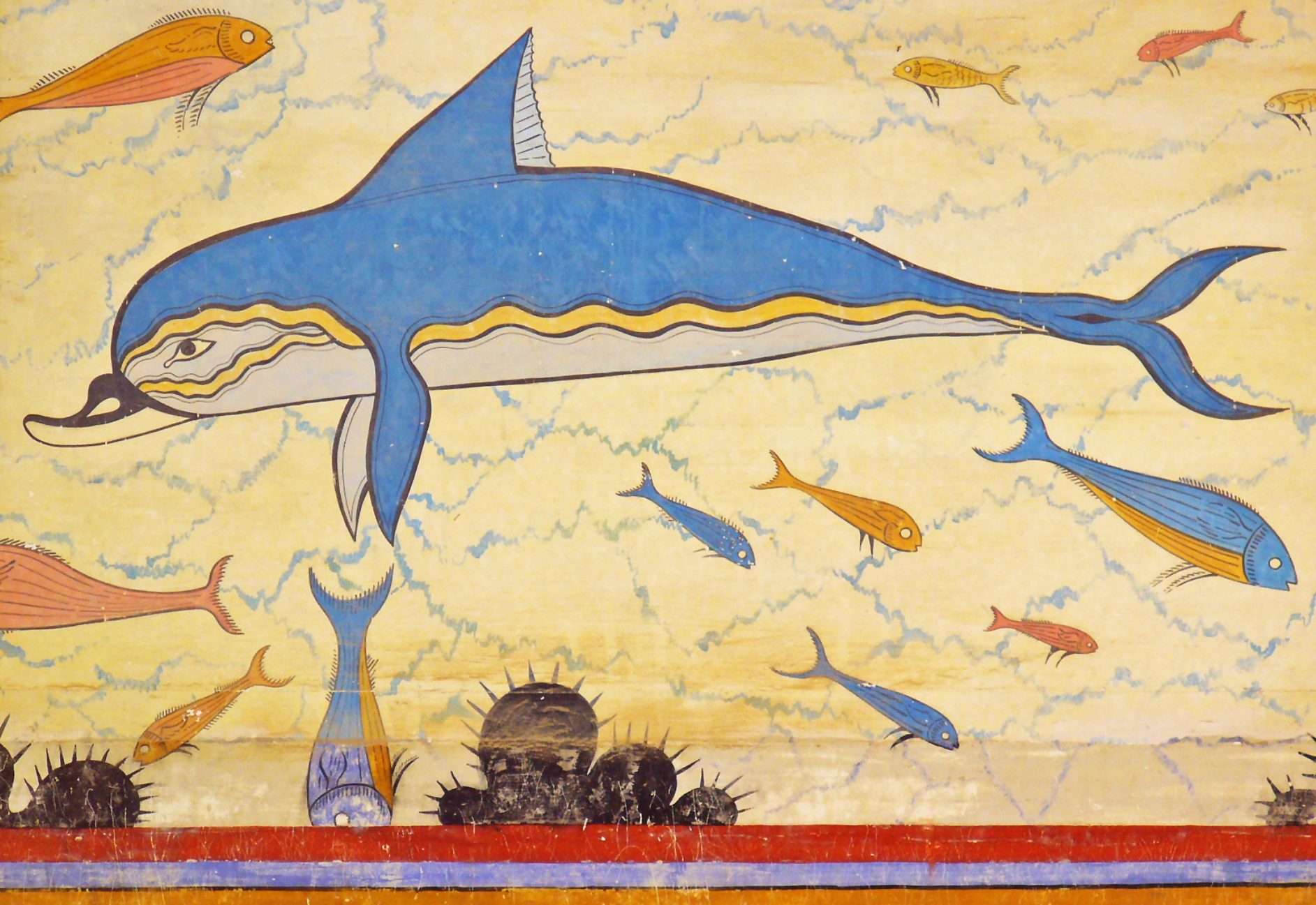
Фрагмет фрески з Кносса із зображенням дельфіна. Археологічний музей Іракліону
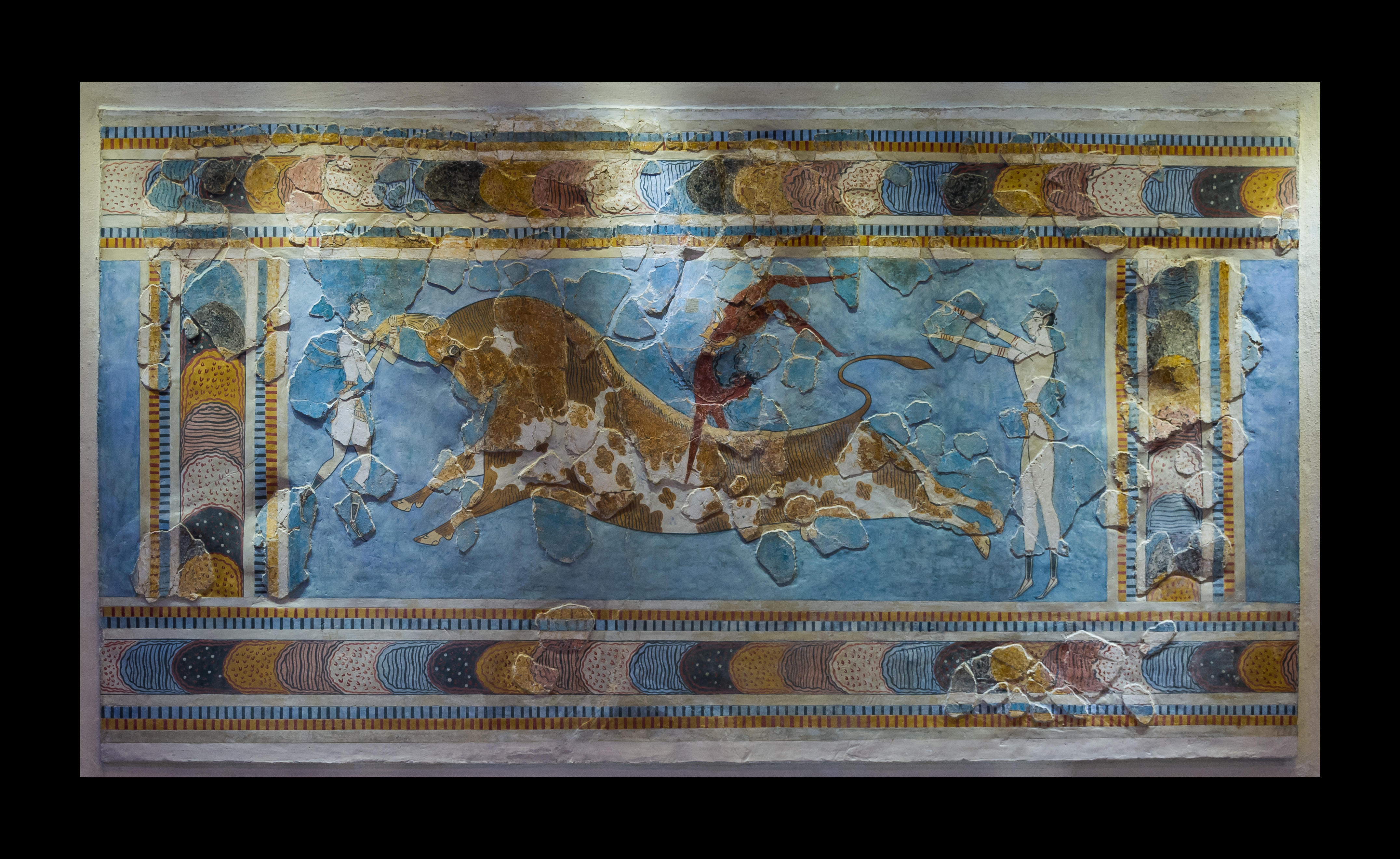
«Ігри з биками» (Таврокатапсія) — одна з найвизначніших фресок, що прикрасила Кносський палац. Заслуговує уваги участь в цих змаганнях жінок. Археологічний музей Іракліону

## Давньогрецька анімалістична скульптура
Окрема галузь давньогрецької пластики — анімалістична скульптура. Тварини, як відомо, першими увійшли в мистецтво, про що свідчать залишки малюнків в печерах. Не було винятком і грецьке мистецтво. Реалістичні тенденції грецького мистецтва розповсюдились не тільки на зображення людей, а і на зображення тварин. Одні тварини стануть атрибутами богів (орел Зевса, сова Афіни), другі — не піднімуться далі побутових зображень. Уславлений скульптор Мирон свого часу створив фігуру годувальниці-корови, життєвим відтворенням якої здивував сучасників. Другом людини подані численні зображення кіз, кроликів, собак.
Повагою до тварини позначені і численні зображення коней. Кінь увійде в давньогрецьке мистецтво як складова частина бронзових монументів, уславлених рельєфів храму Парфенон, декількох надгробків.

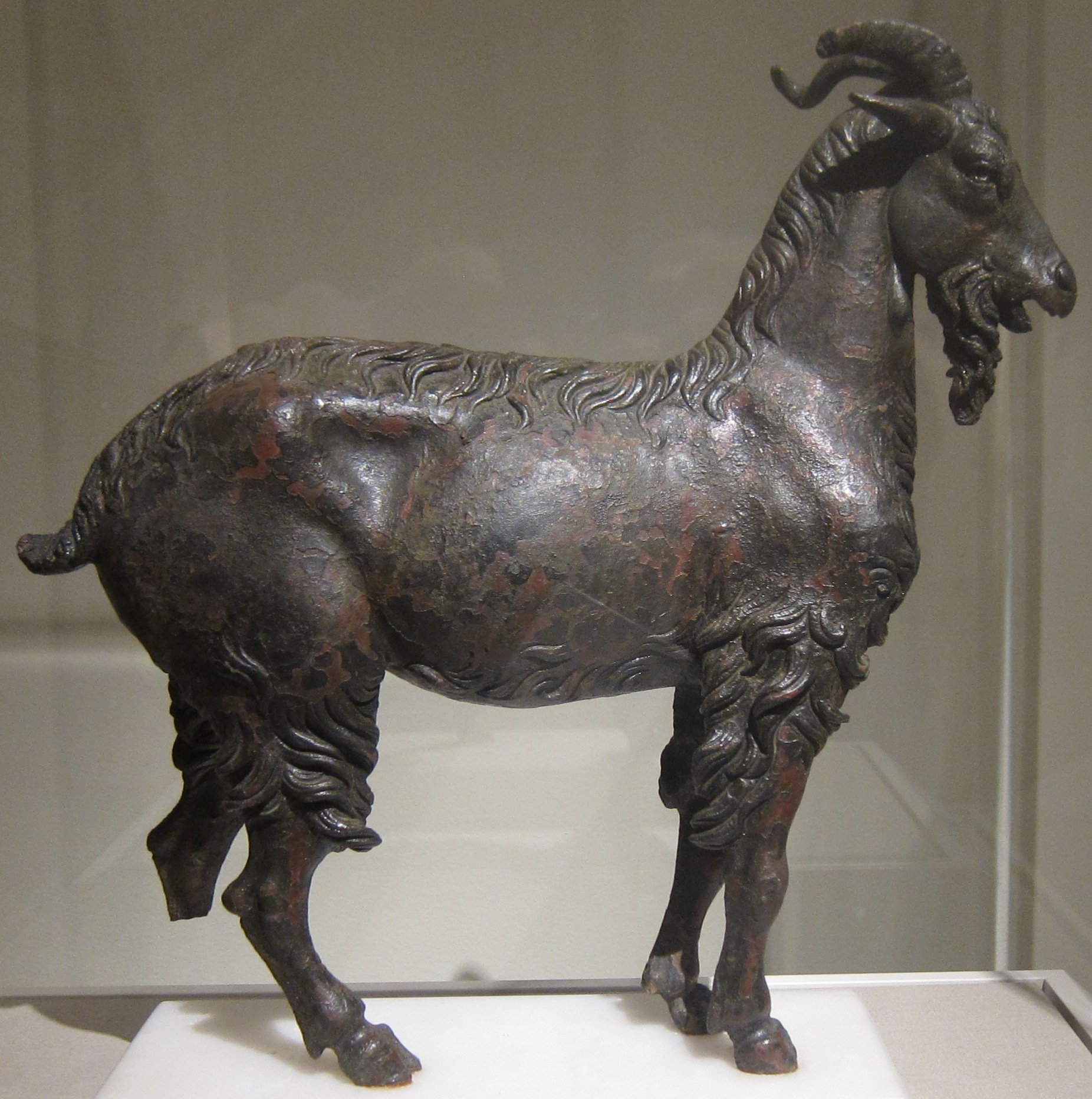
«Безоаровий козел», 120-100 до н. е., Музей мистецтв, Клівленд, США
«Голова коня Медичі-Рікарді», Флоренція
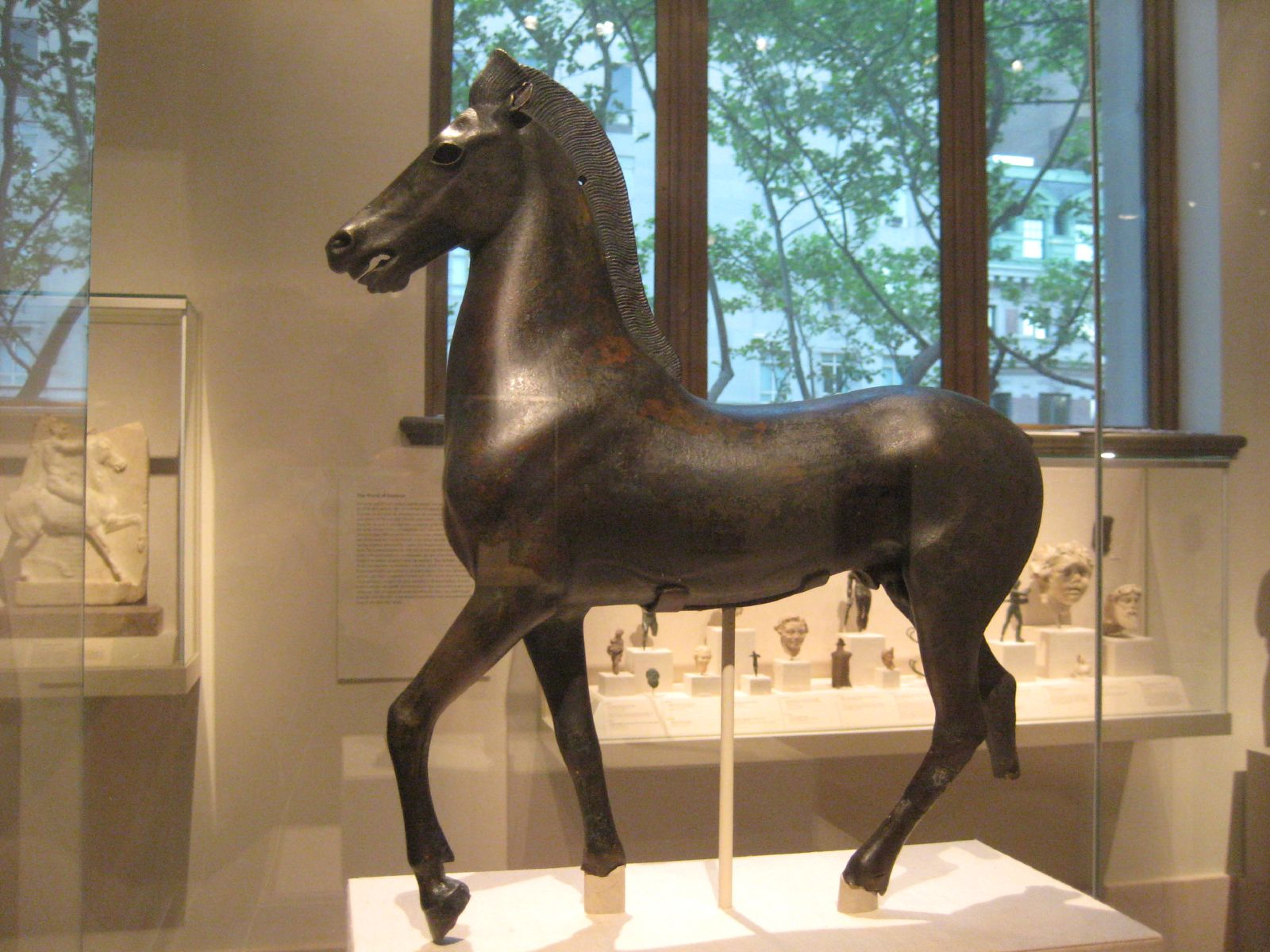
«Бронзовий кінь», 1 ст. до н.е. Музей мистецтва Метрополітен, Нью-Йорк
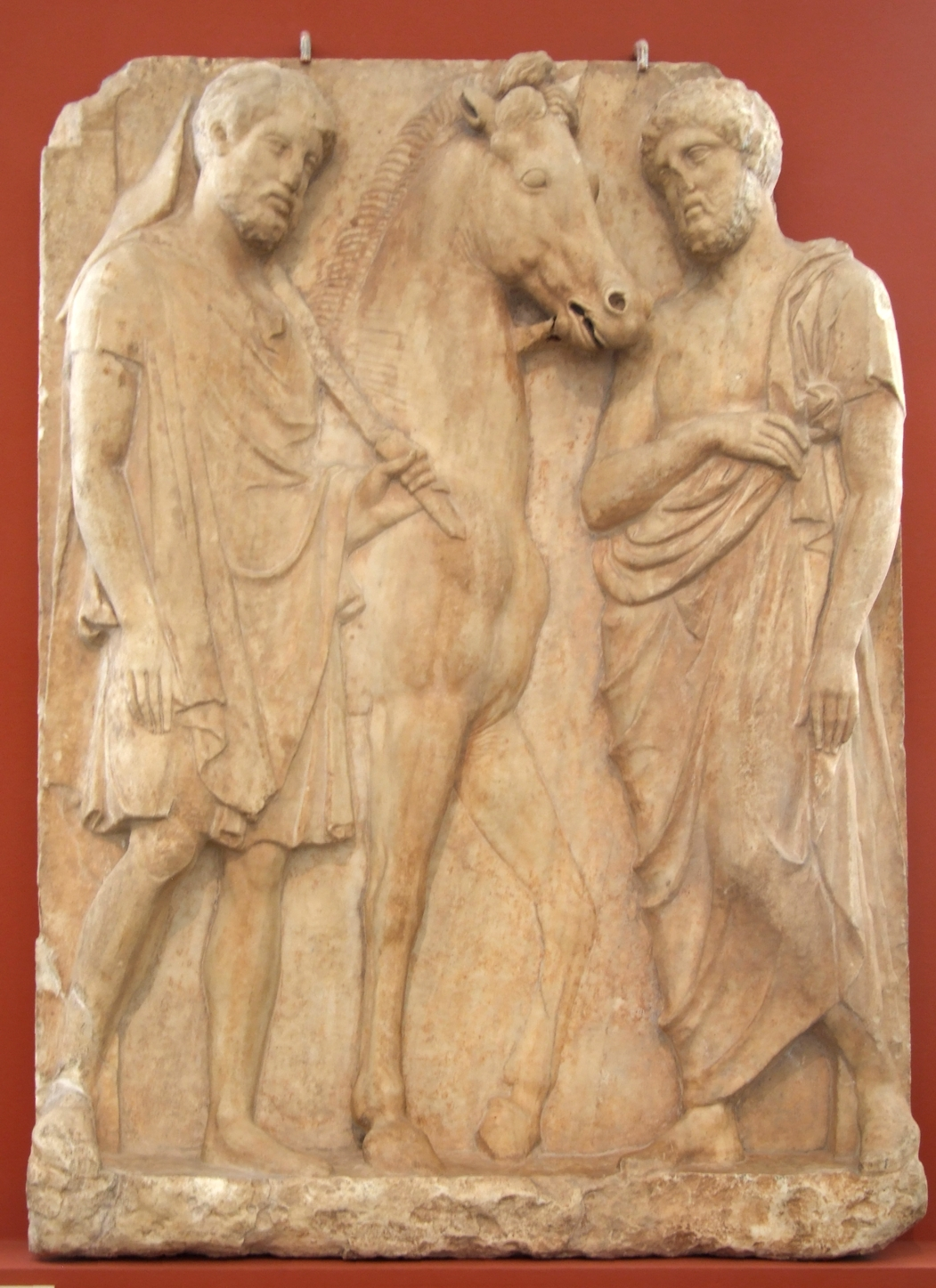
Надгробкова стела вершника. Музей образотворчих мистецтв імені Пушкіна
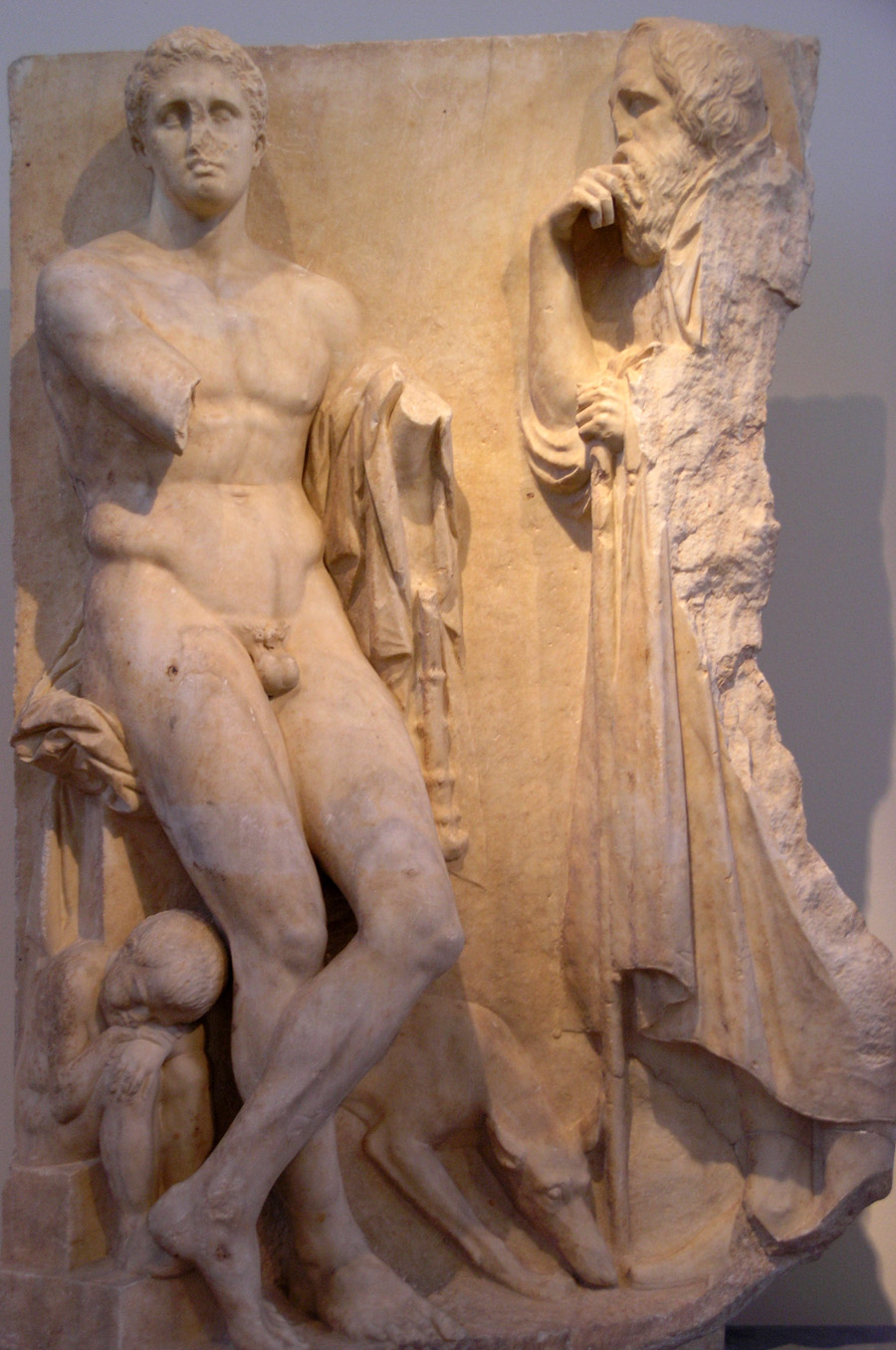
Ск. Скопас. Надгробкова стела мисливця з собакою. Національний археологічний музей (Афіни)
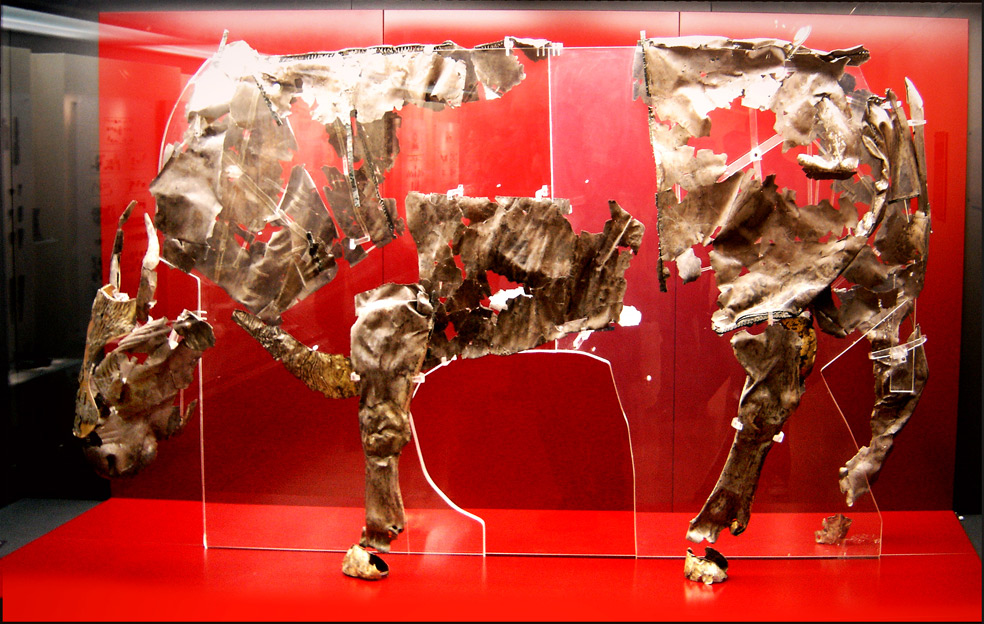
Срібна фігура бика. Археологічний музей, Дельфи
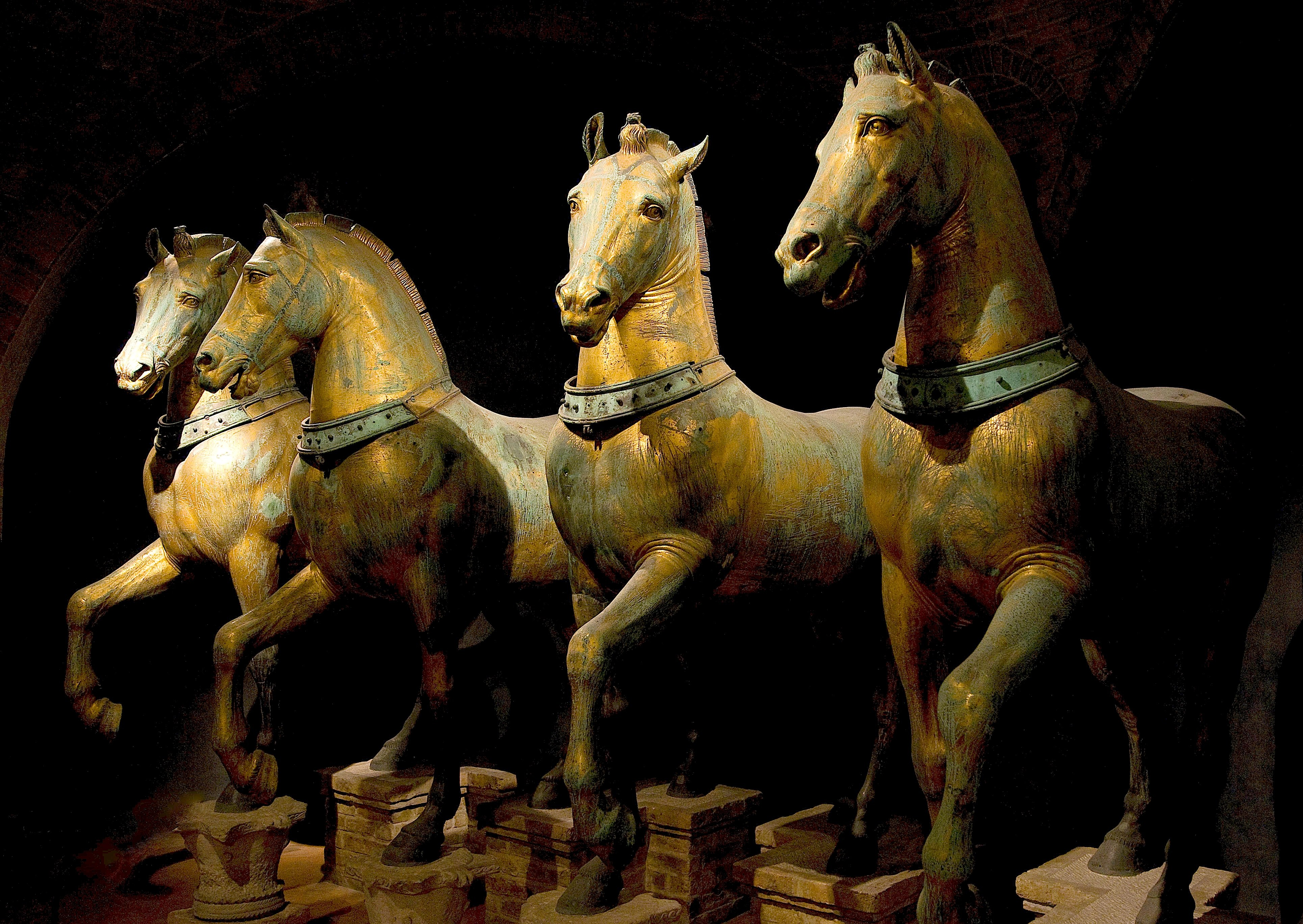
Античні коні з базиліки Сан Марко в Венеції
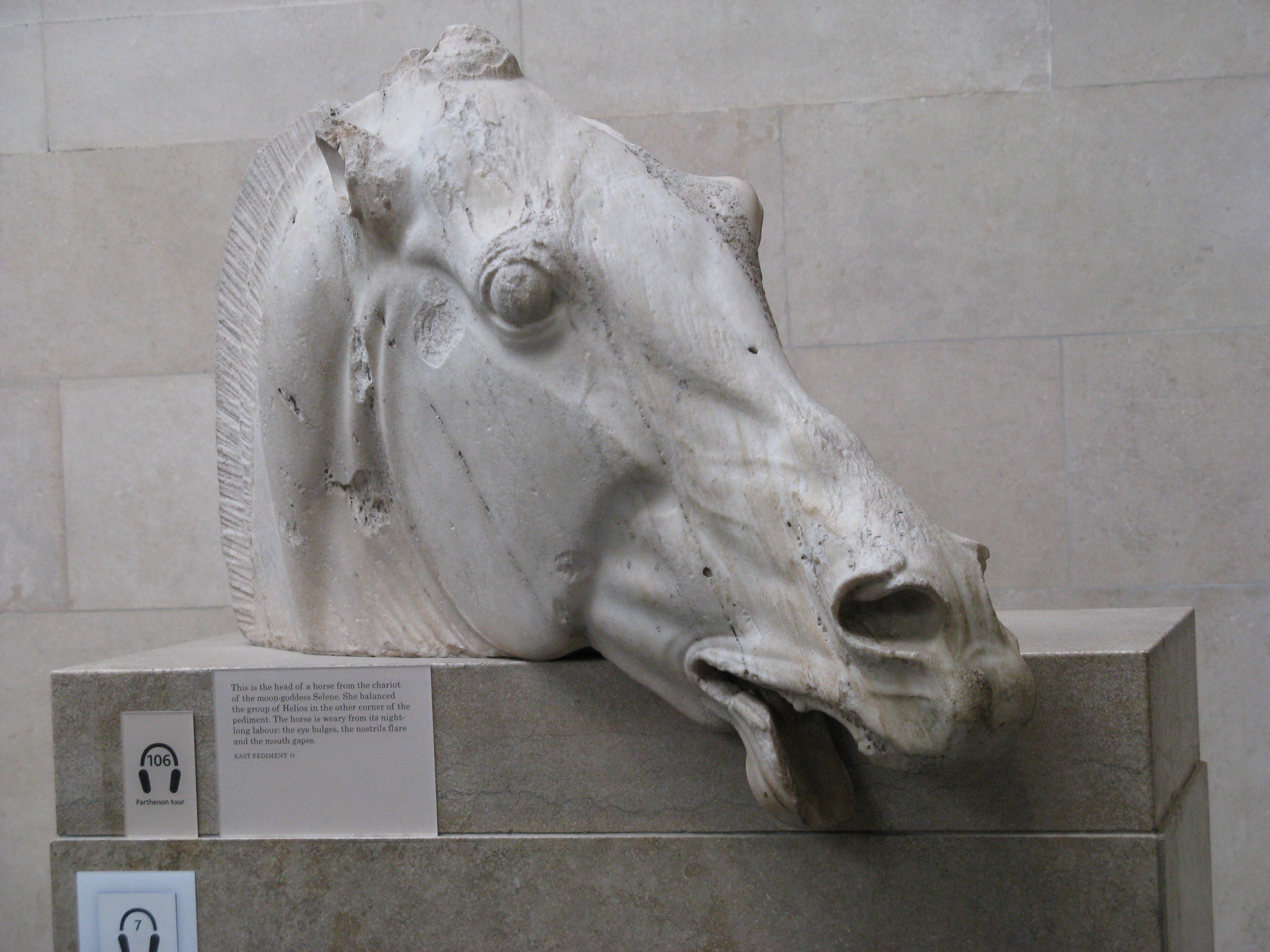
«Голова коня від колісниці богині ночі Селени», Британський музей
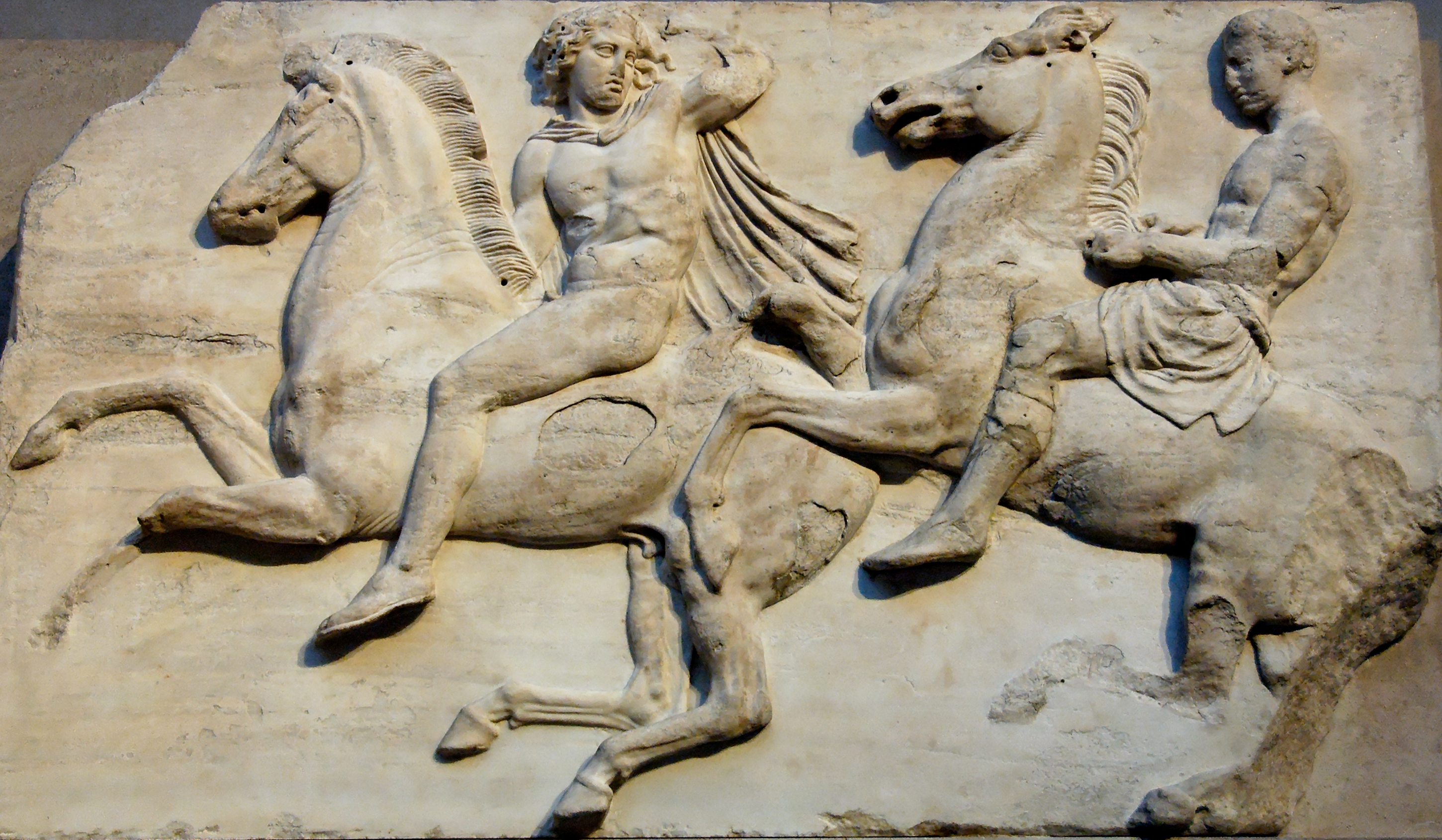
Вершники. Рельєф західного фризу з Парфенона
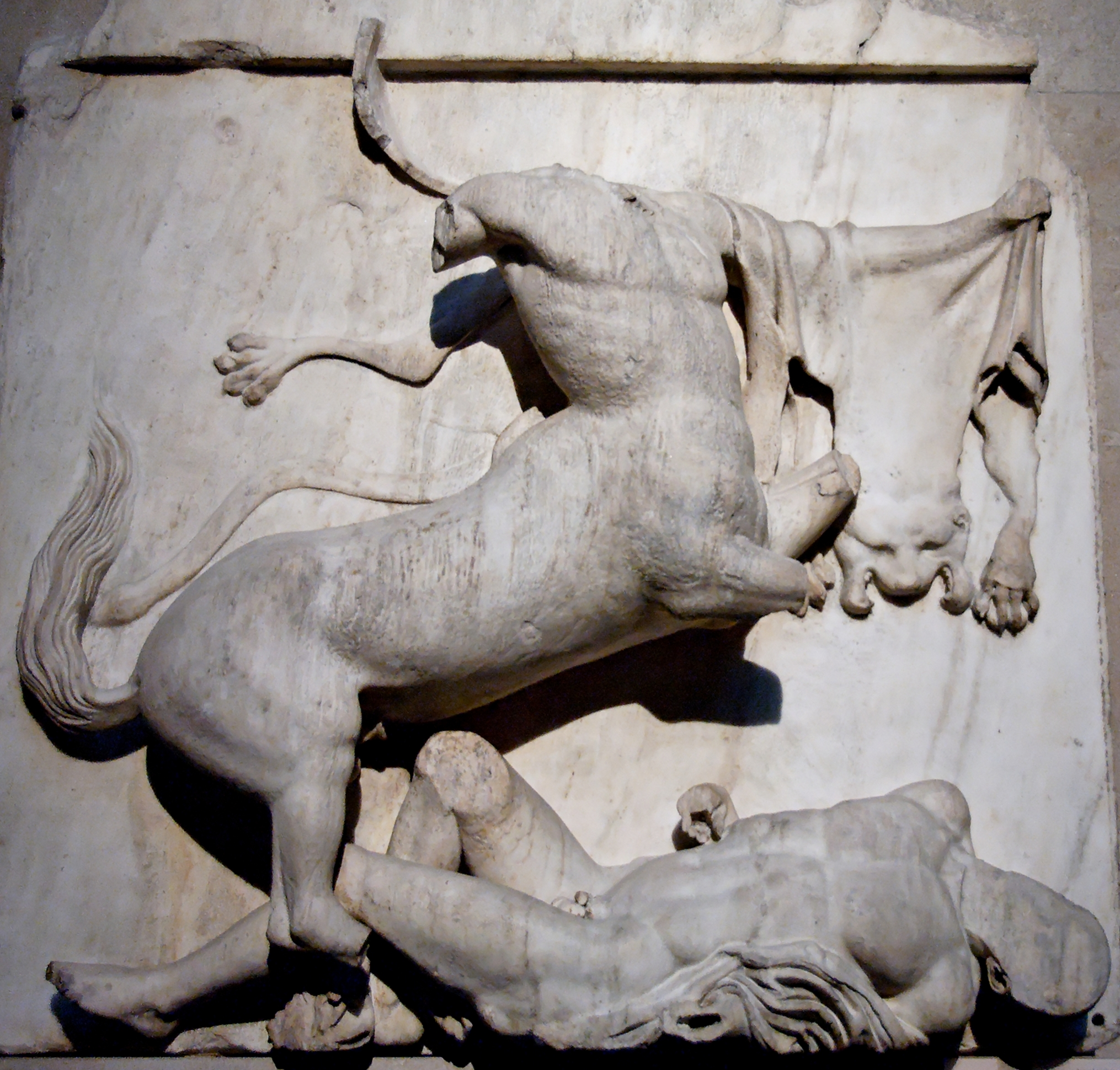
Рельєф південного фризу Парфенона. Лондон, Британський музей
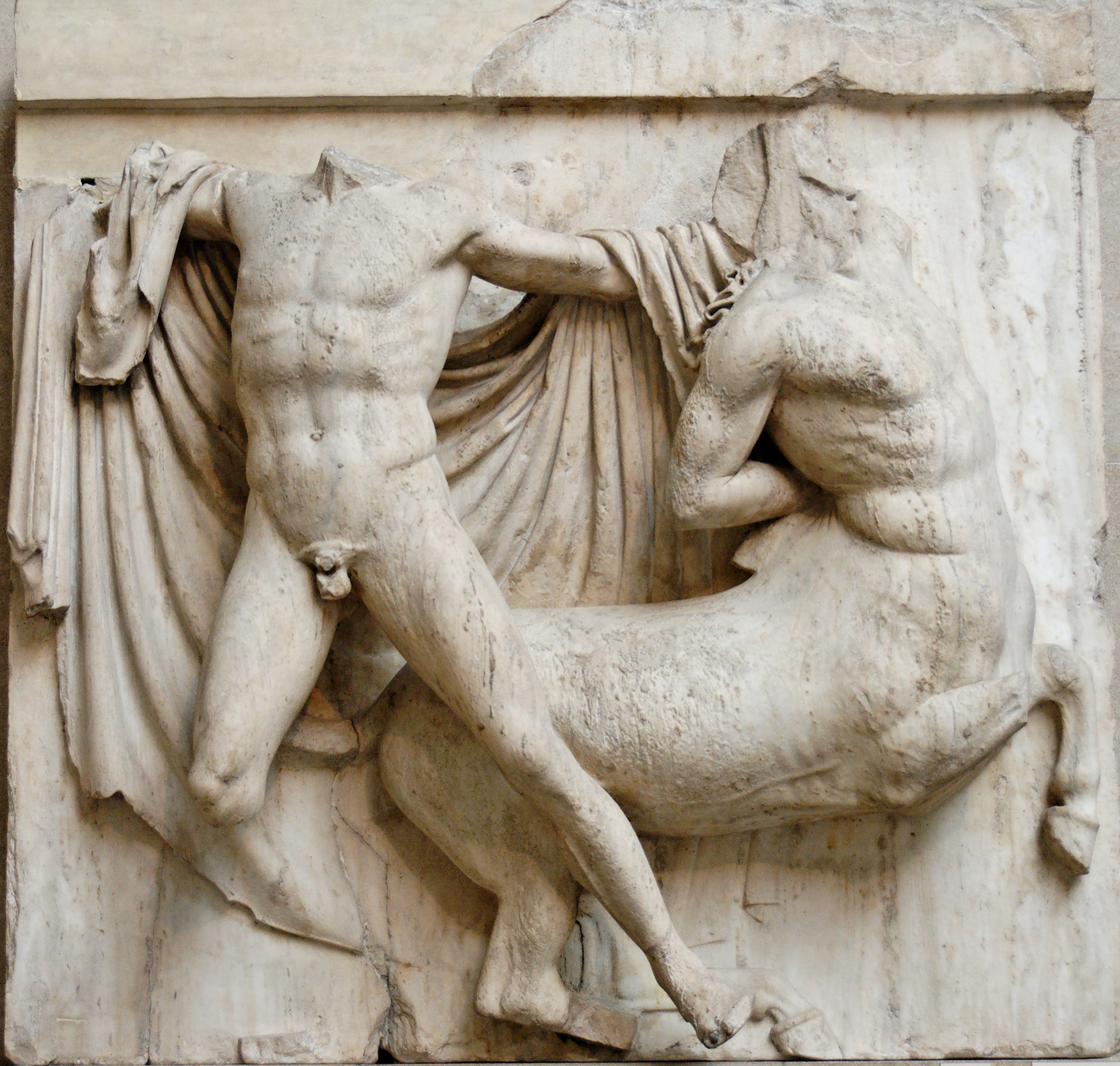
Рельєф південного фризу Парфенона. Лондон, Британський музей
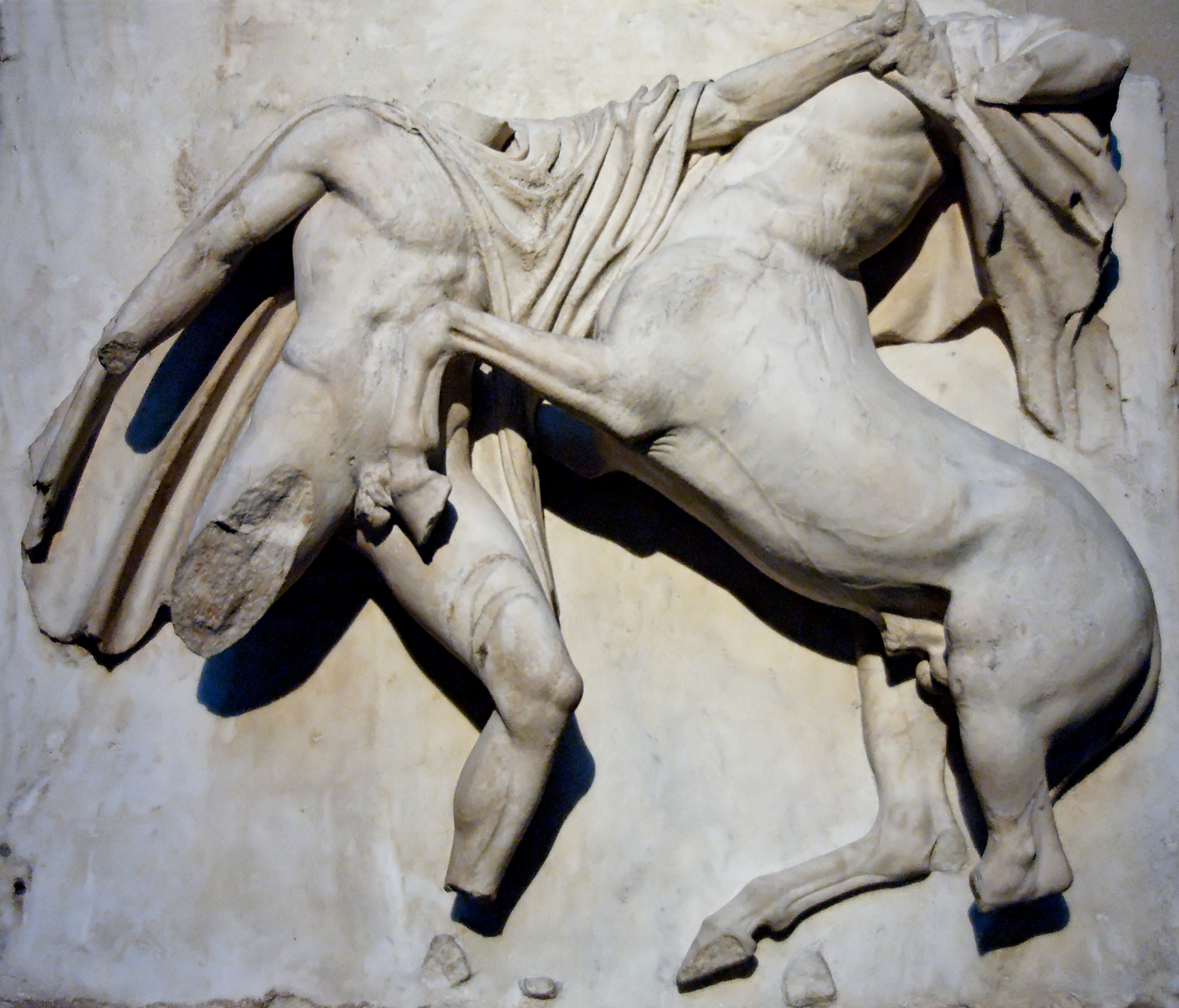
Рельєф південного фризу Парфенона. Лондон, Британський музей
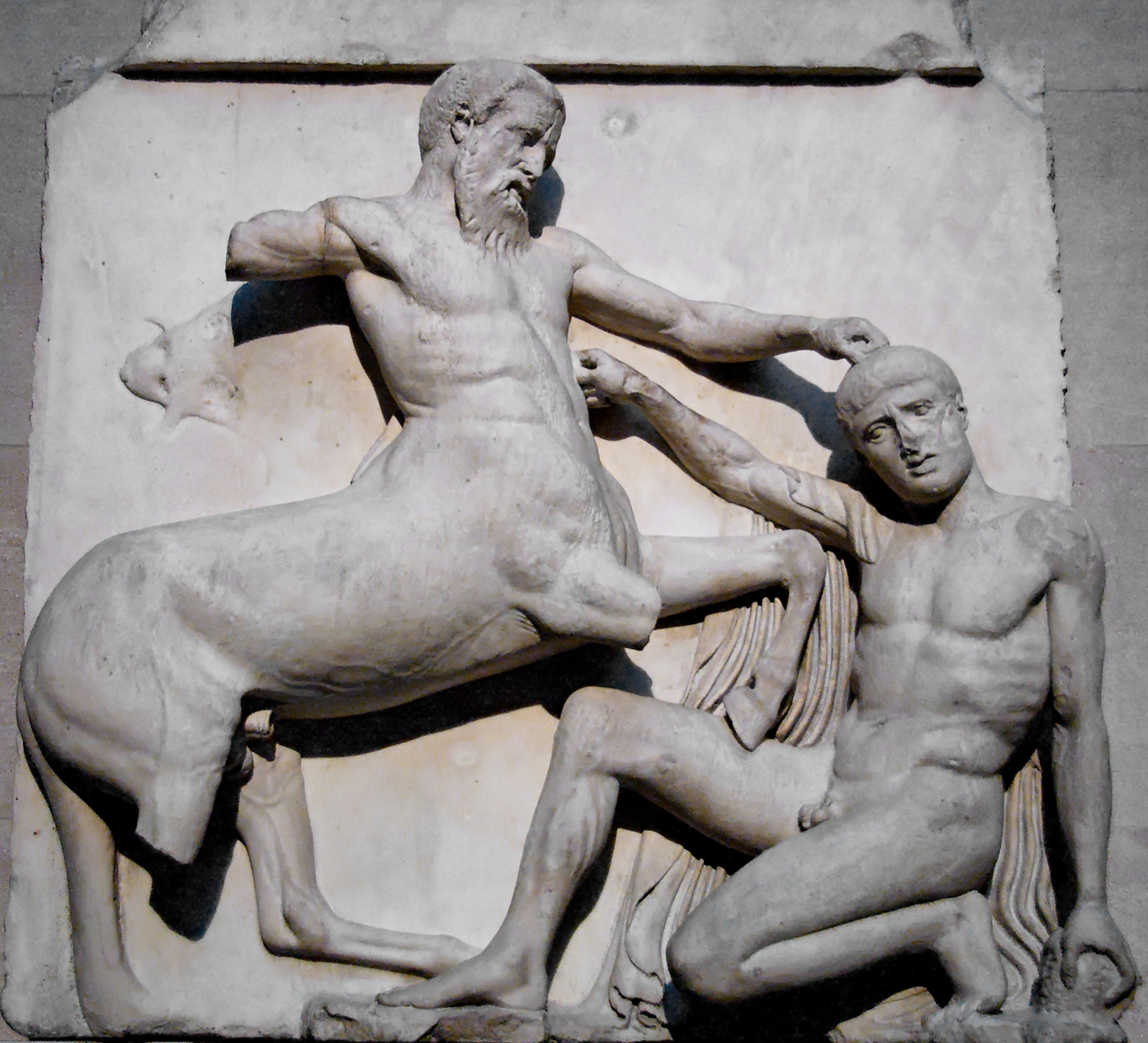
Рельєф південного фризу Парфенона. Лондон, Британський музей
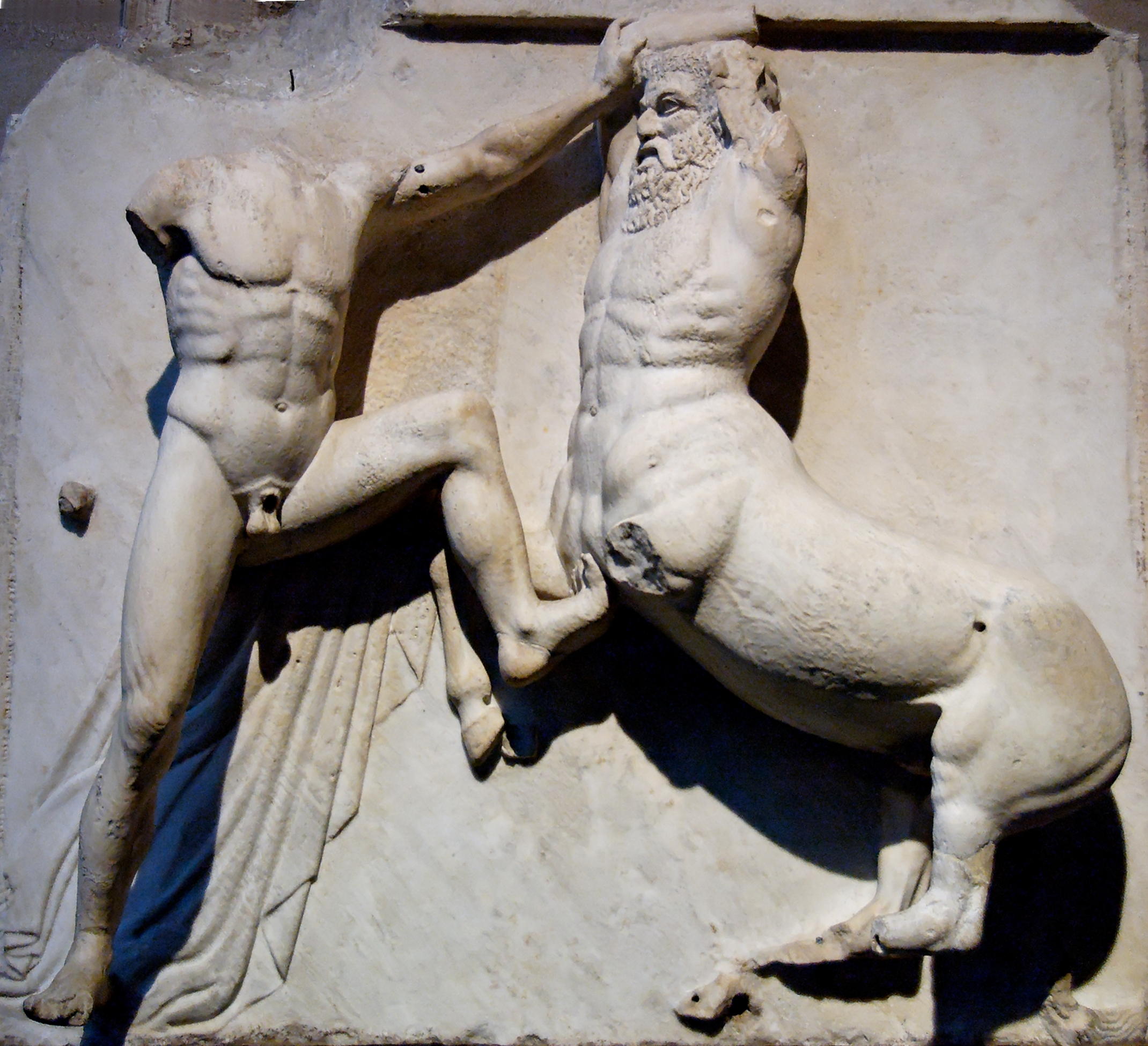
Рельєф південного фризу Парфенона. Лондон, Британський музей
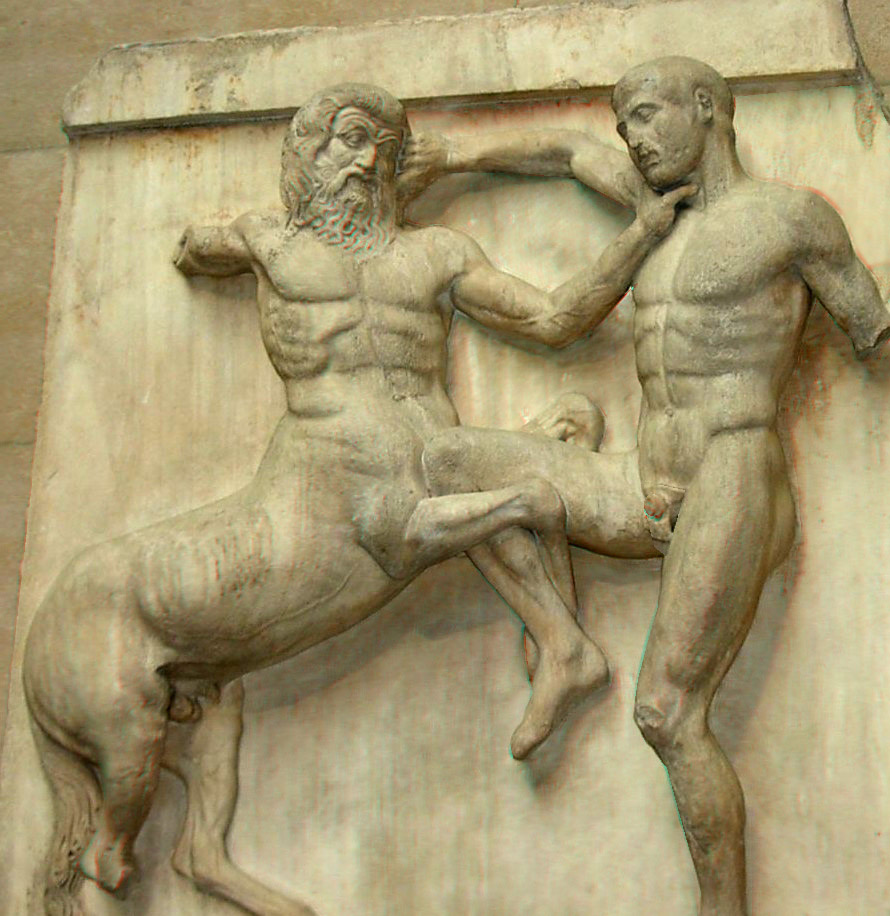
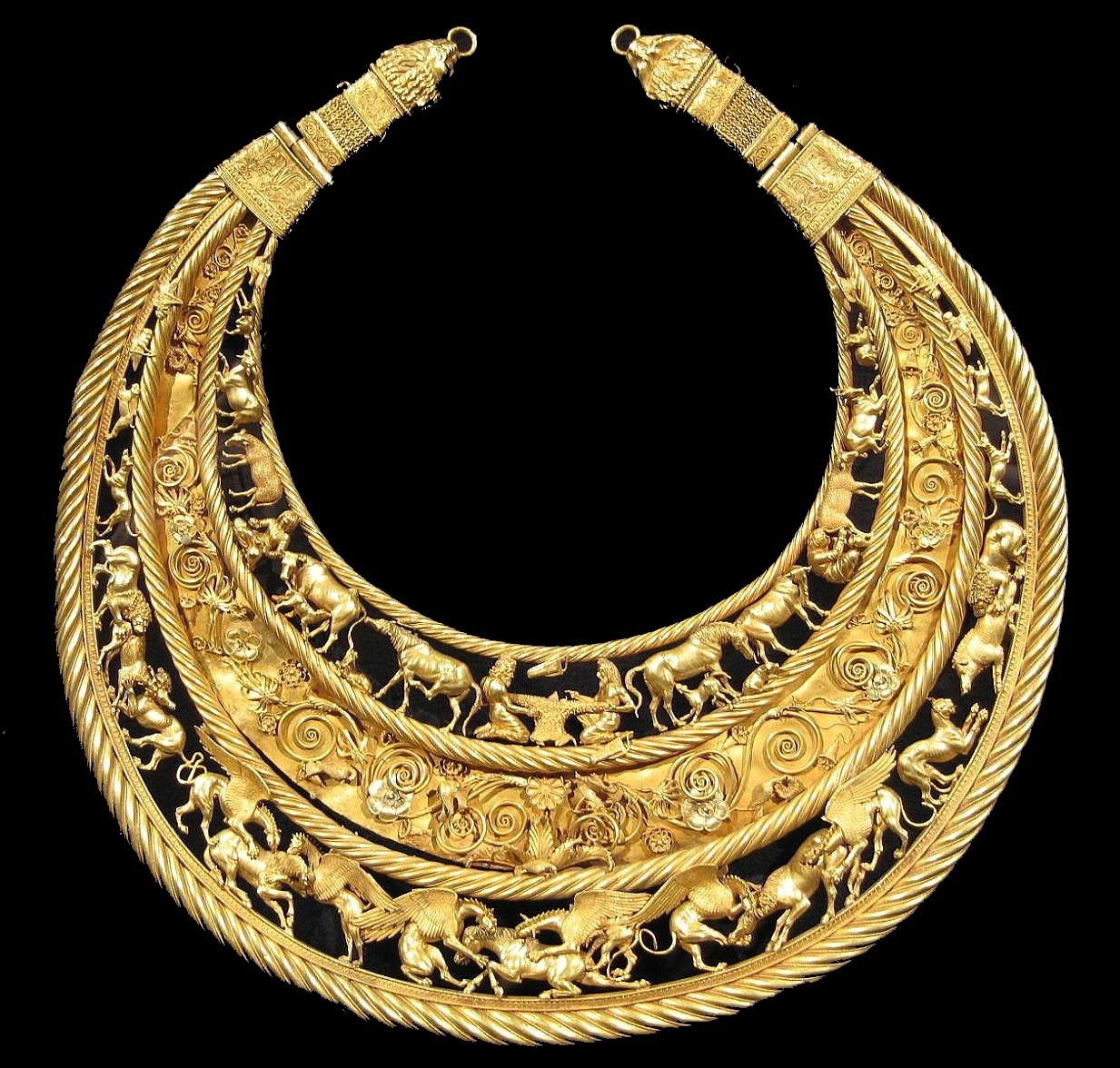
Скіфська пектораль з Товстої могили. Скарбниця Національного музею історії України, Київ
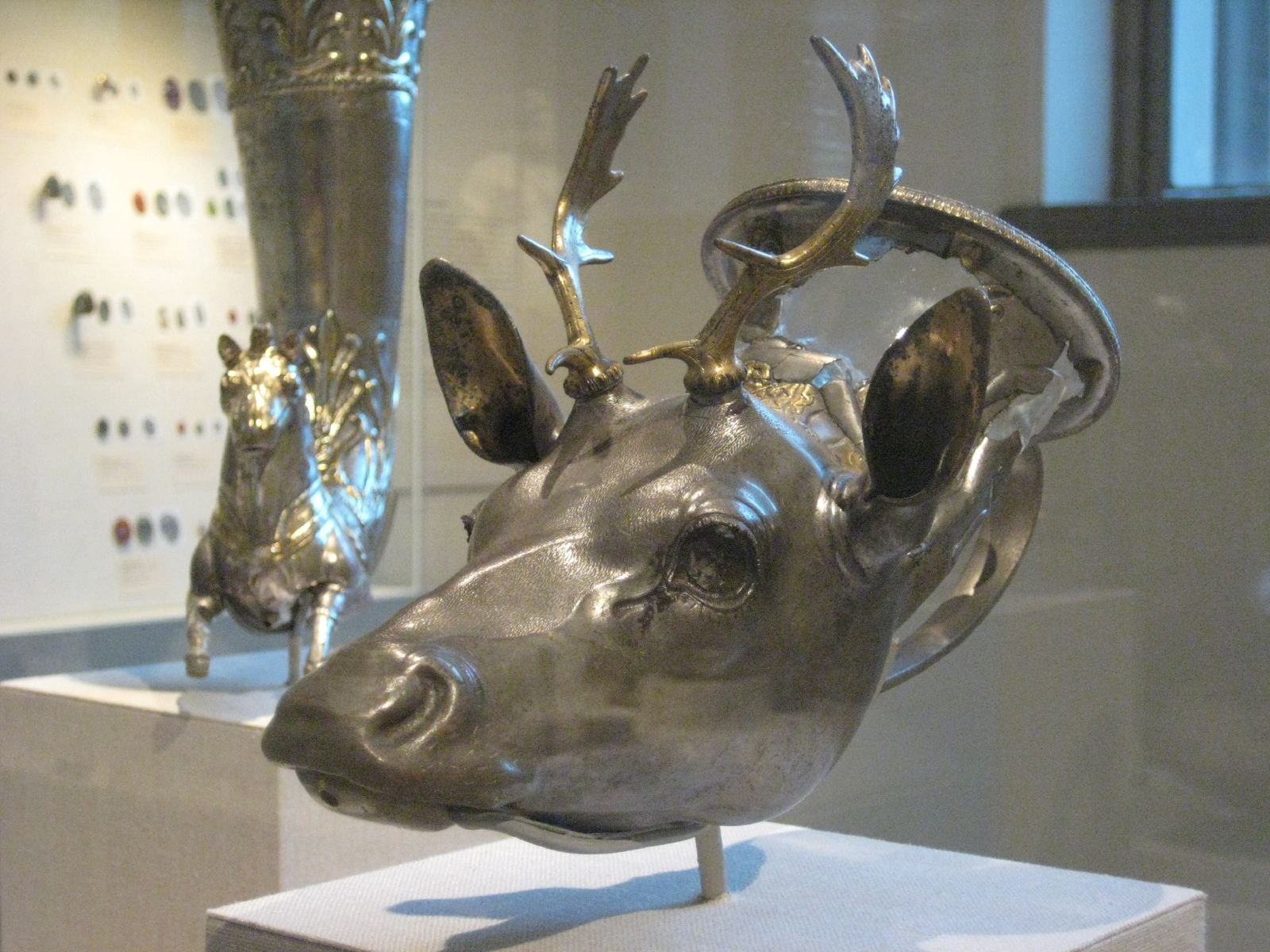
Два коштовні ритони. Музей мистецтва Метрополітен
Золоті сережки з Ганімедом і орлом Зевса, до 300 року до н.е.
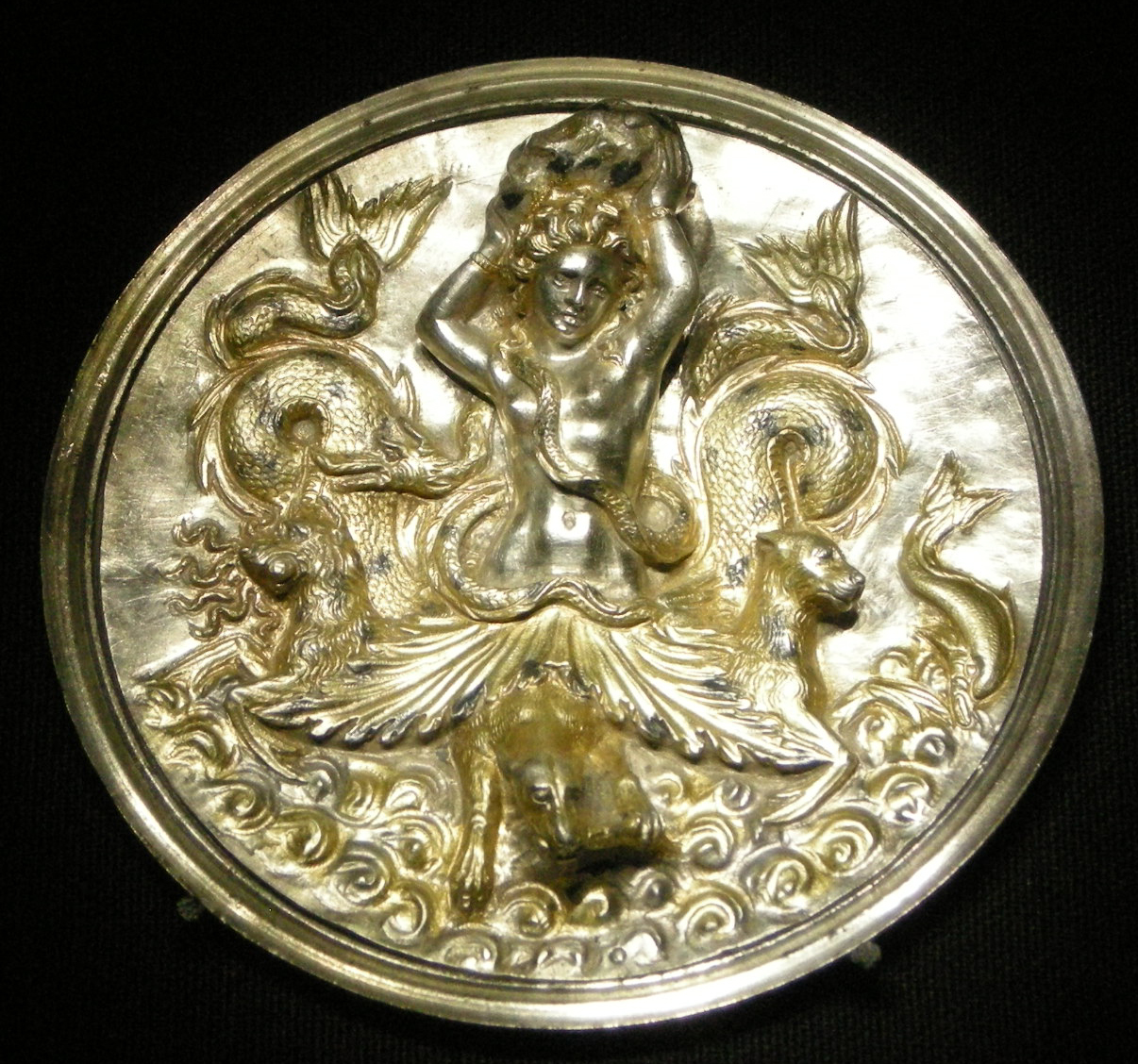
Скарб міста Моргантіна, ювелірна прикраса 3 століття до н.е.
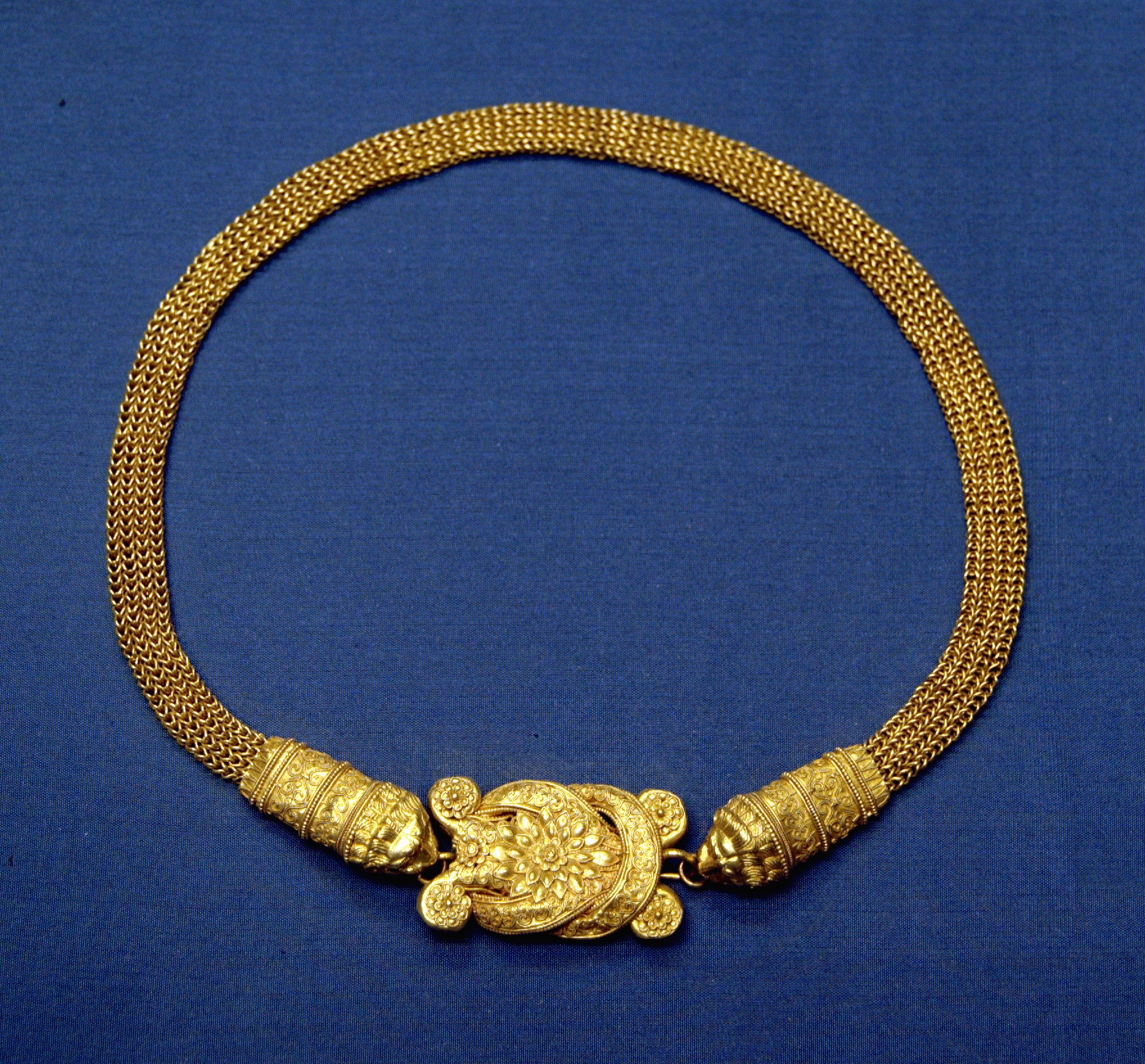
Золоте намисто з використанням плетива і Геркулесового вузла, 3 ст. до н.е., Державне античне зібрання, Мюнхен.

## Рибні тарелі. Побутова кераміка стародавніх греків

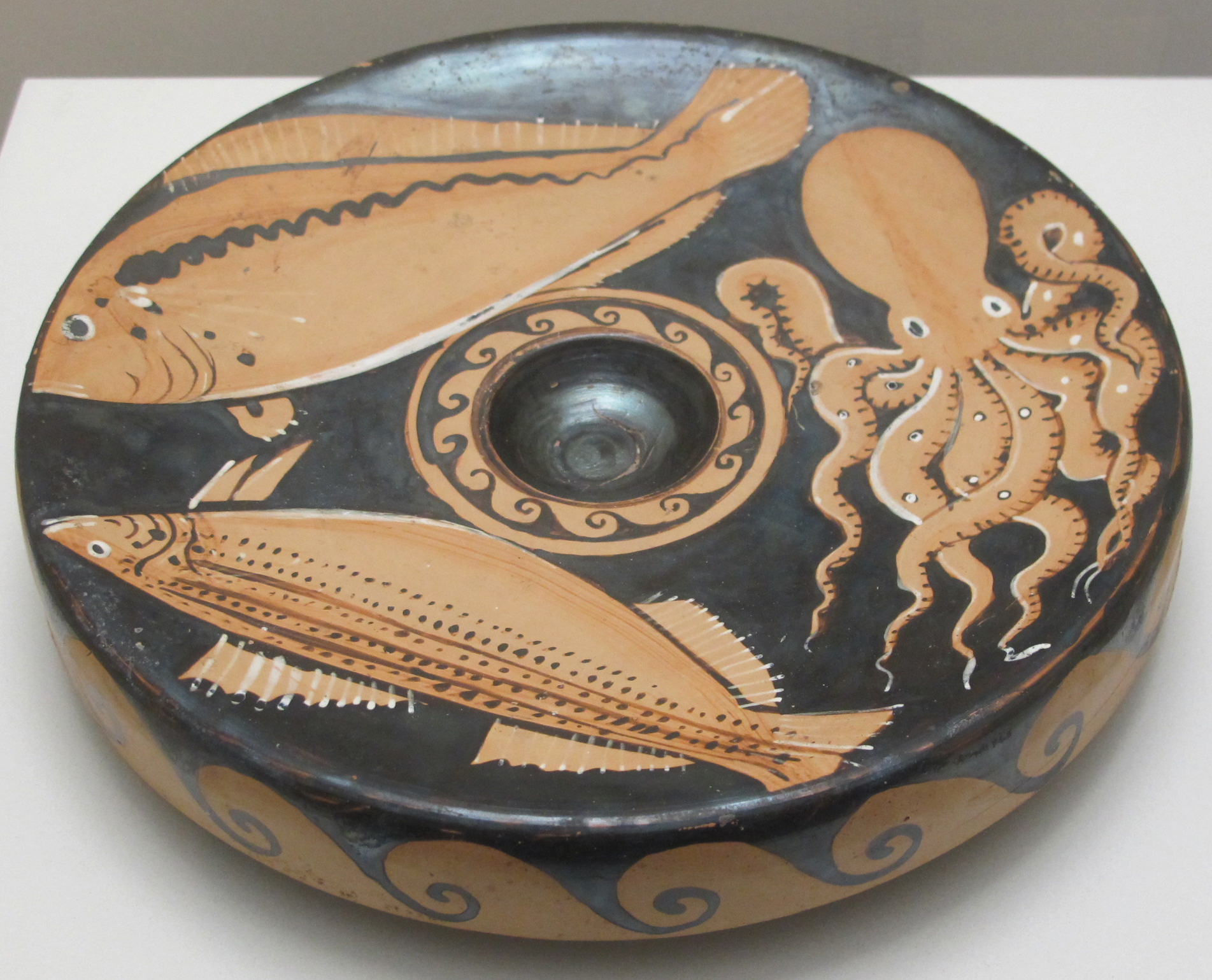
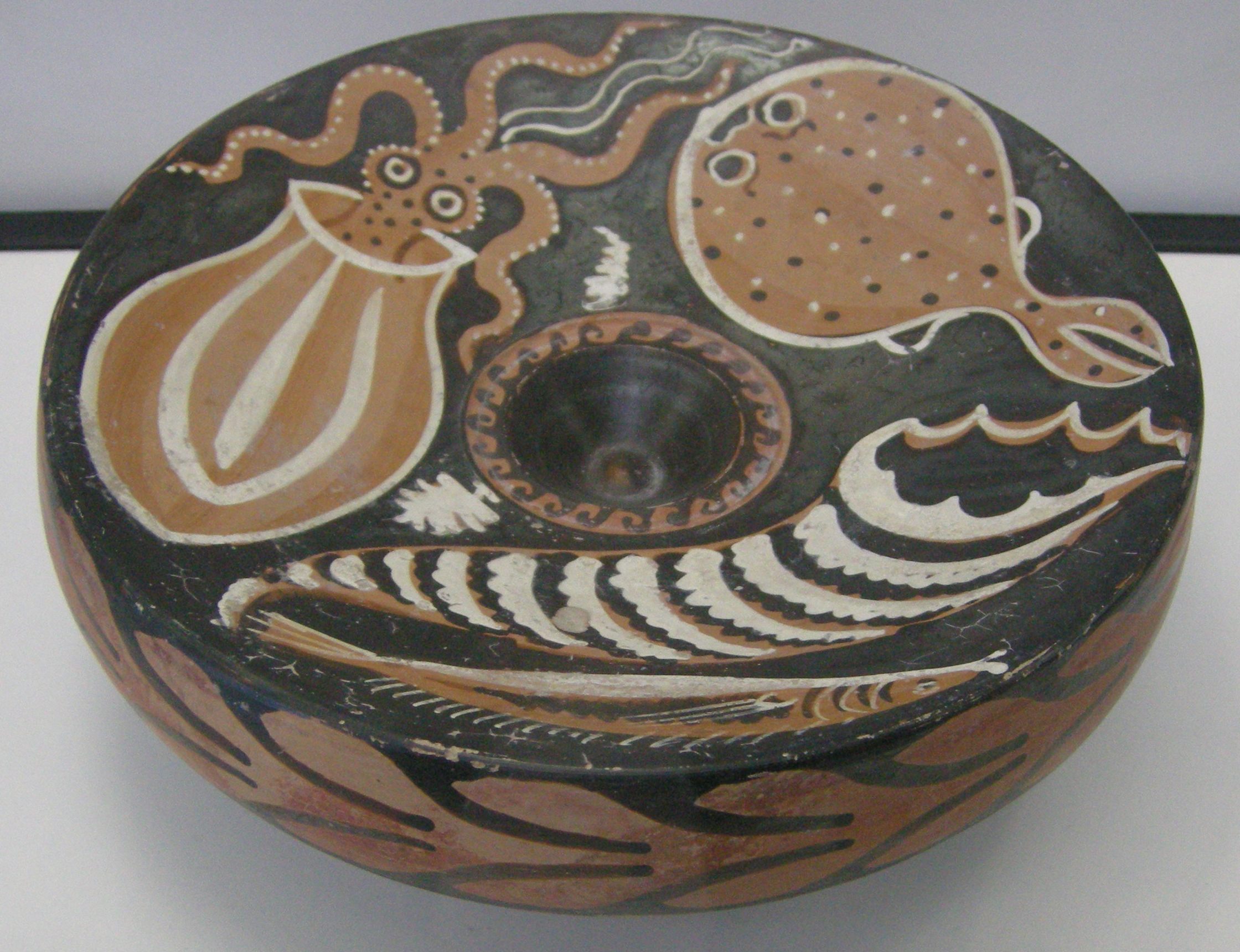
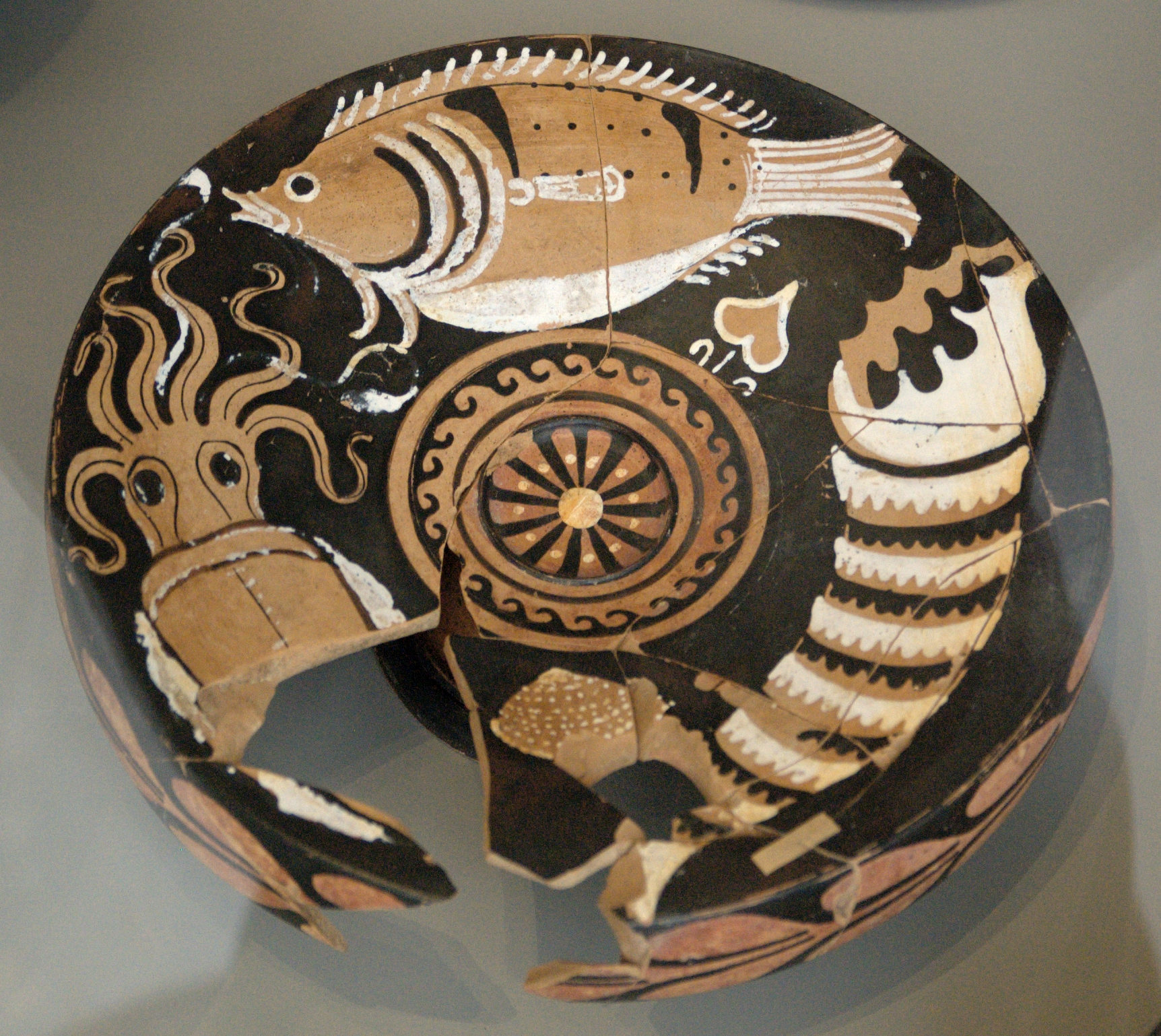
Таріль «морські тварини», Берлін
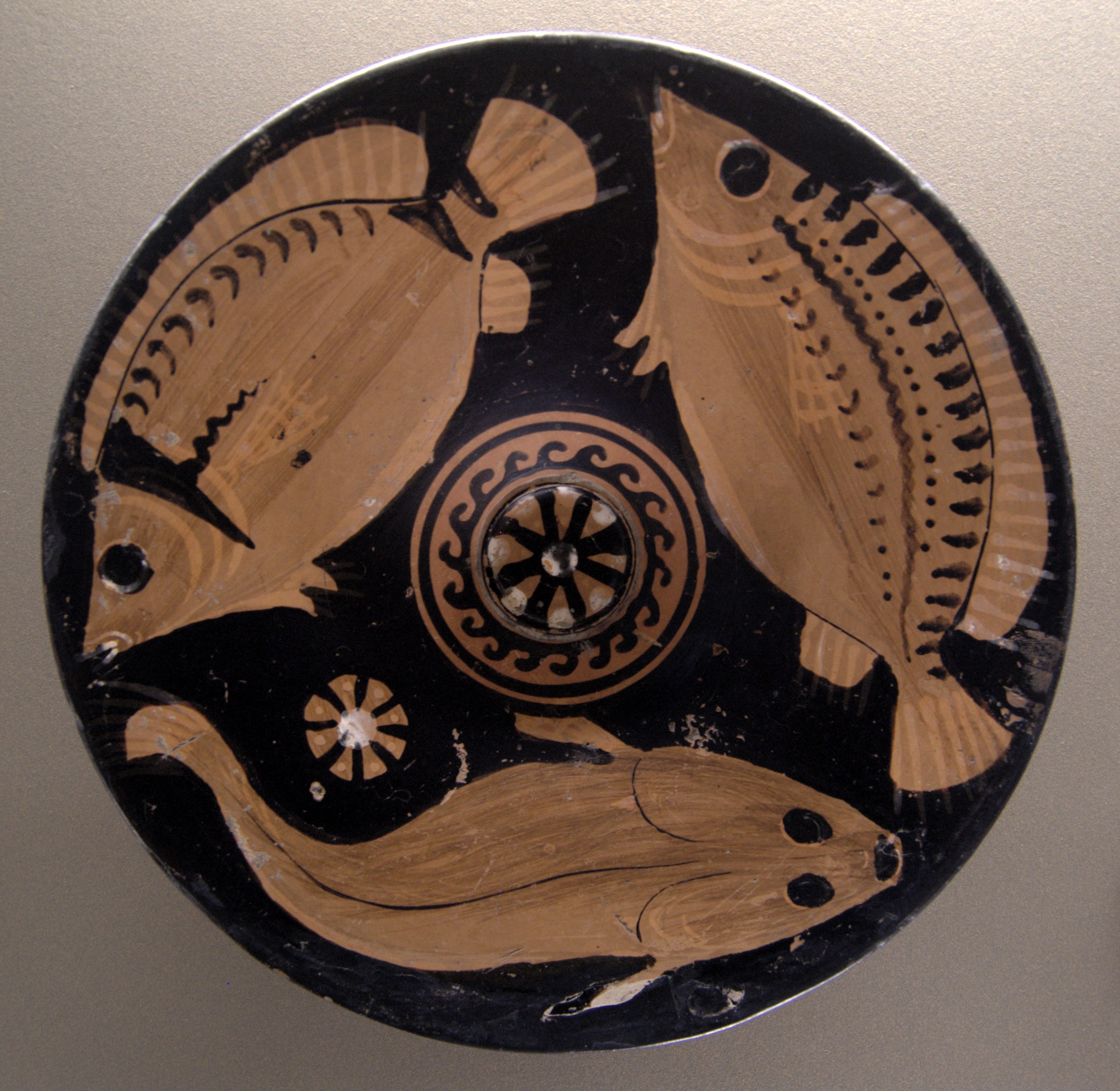
Таріль з рибами. Стародавня Греція. Лувр.
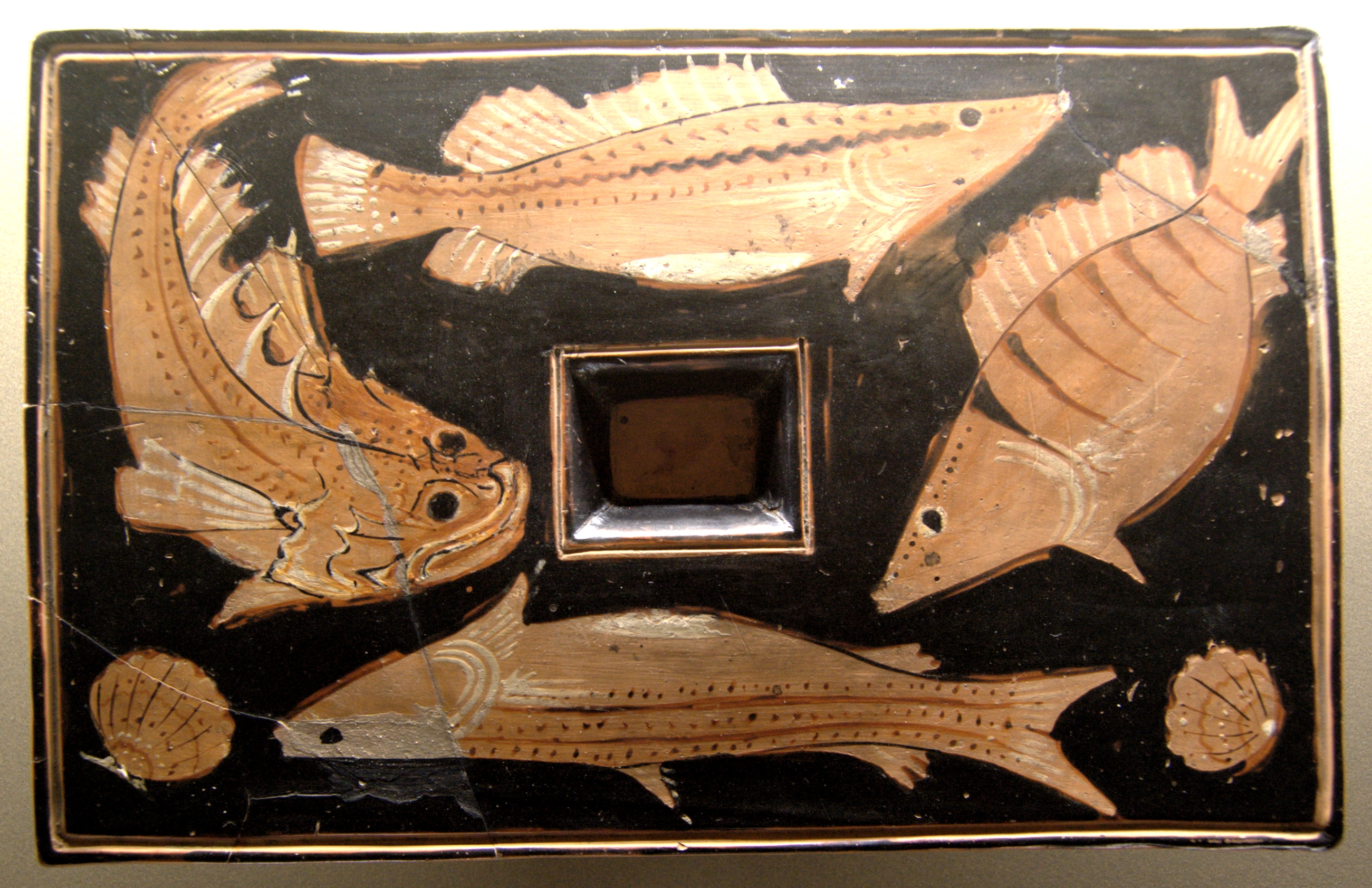
Кераміка стародавньої Греції. Риби. Лувр.
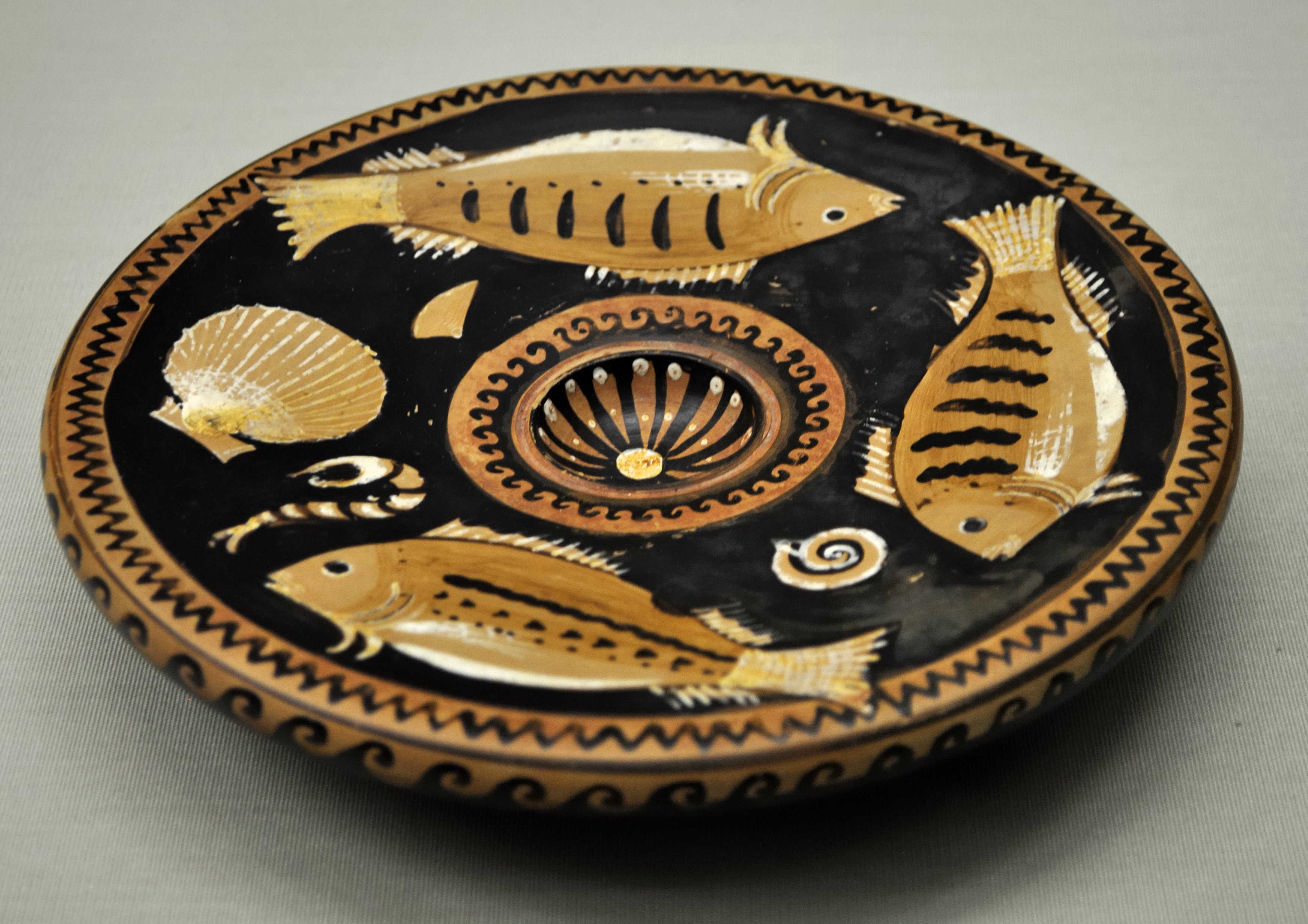
Рибна таріль з мушлею, музей. Дюссельдорф.
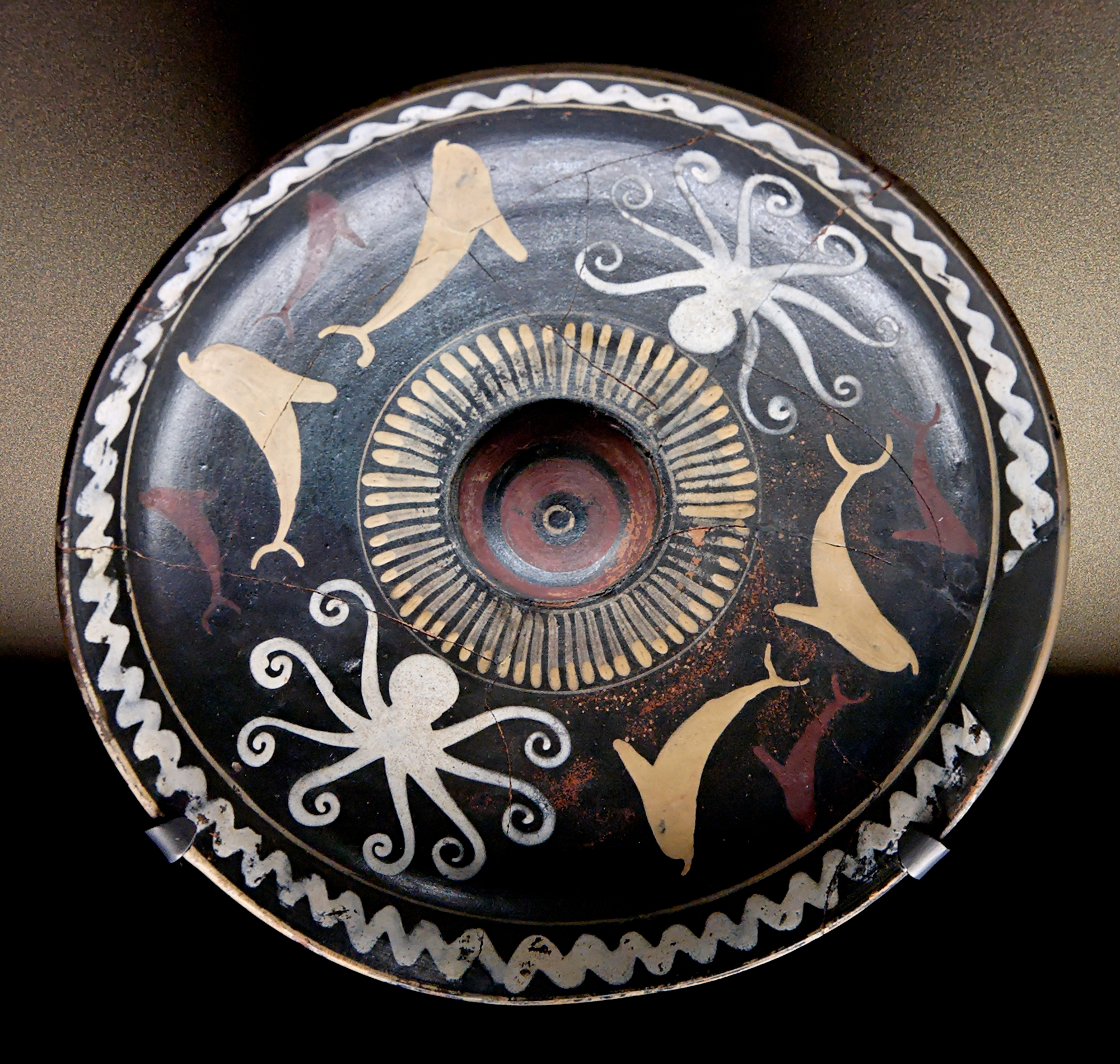
Таріль з дельфінами і восьминогами
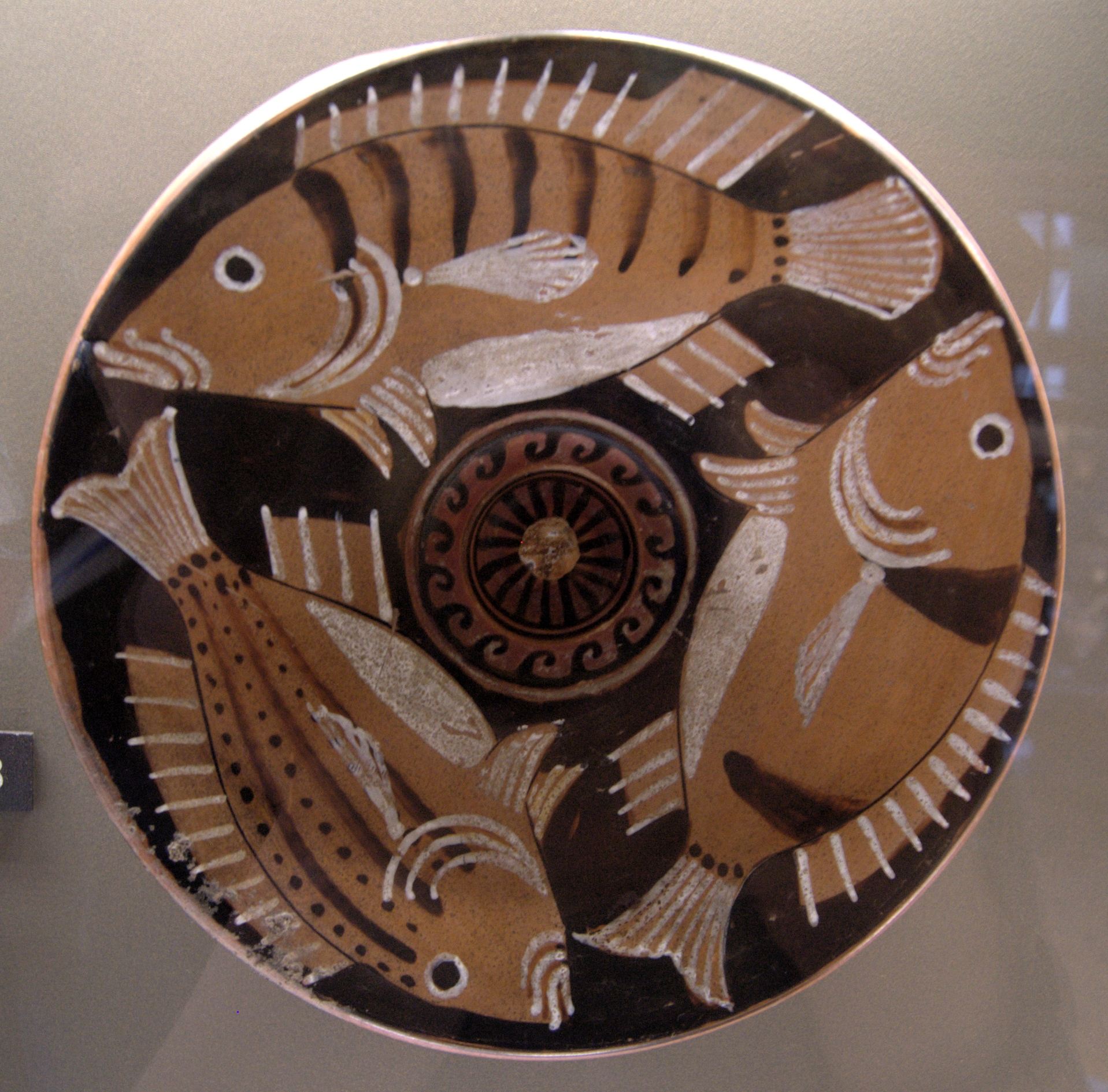
Полумисок з рибами. Стародавня Греція. Лувр
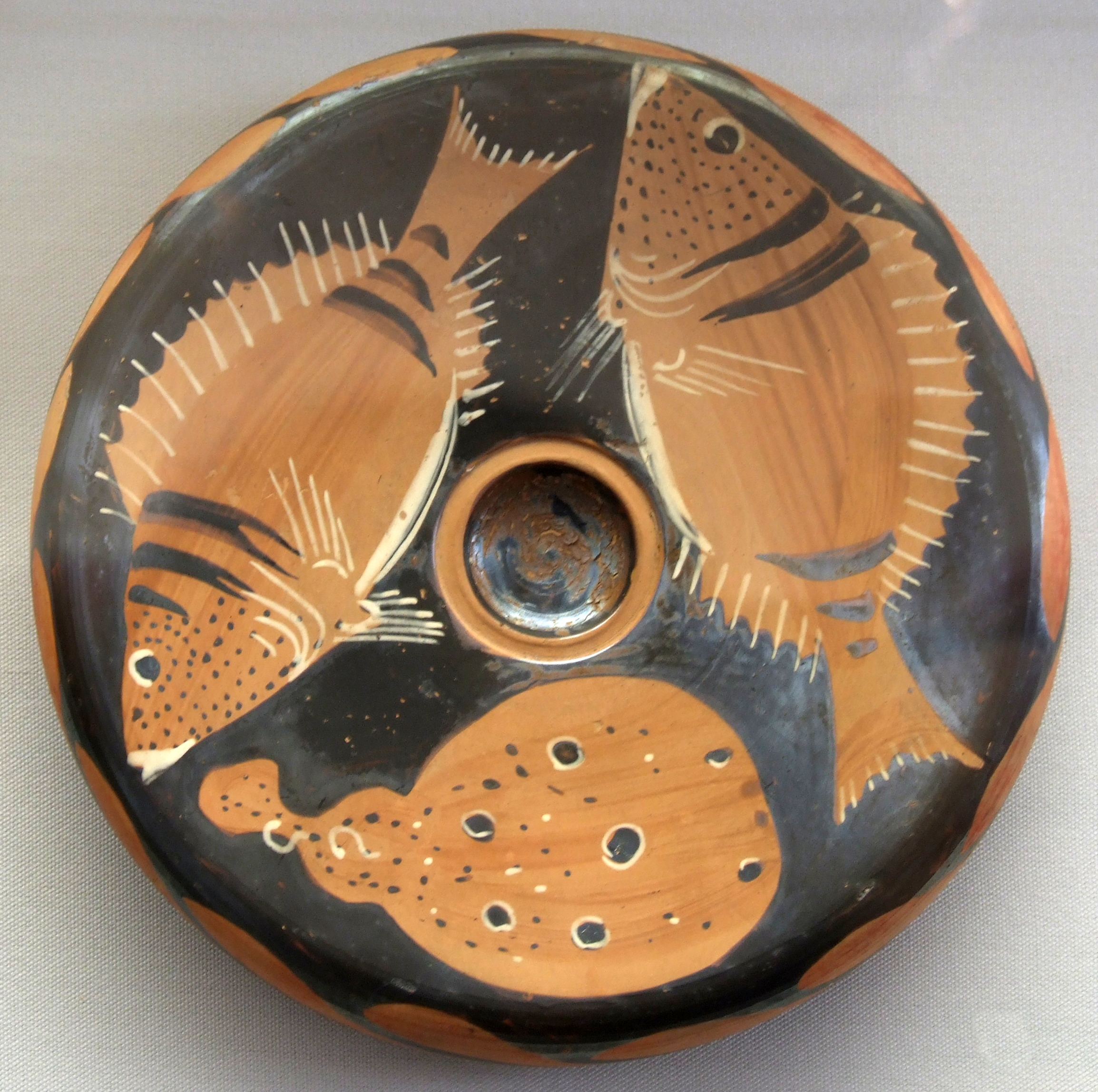
Рибна таріль 4 ст. до н.е., Москва.
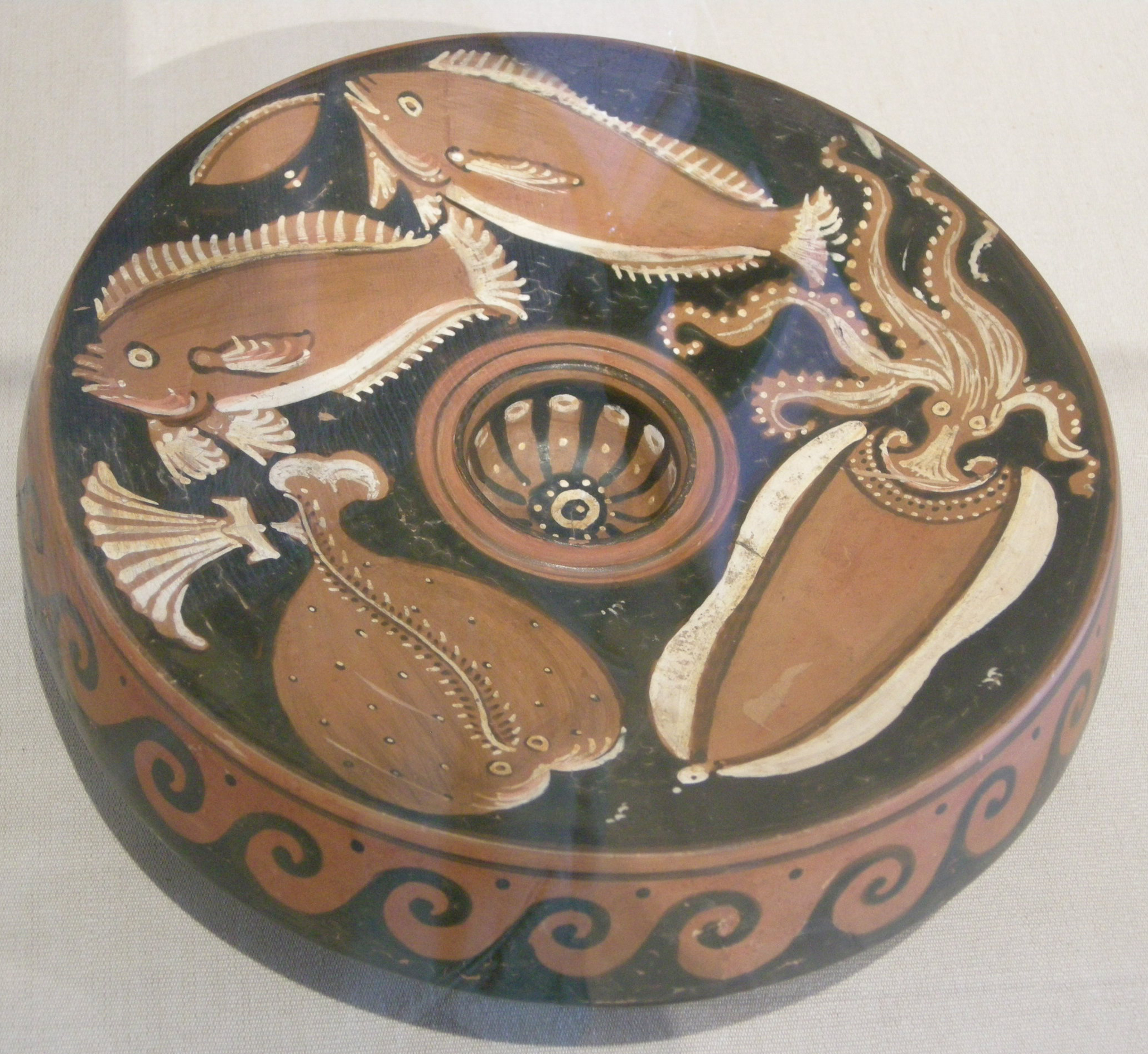

## Анімалістичний жанр в Римській імперії

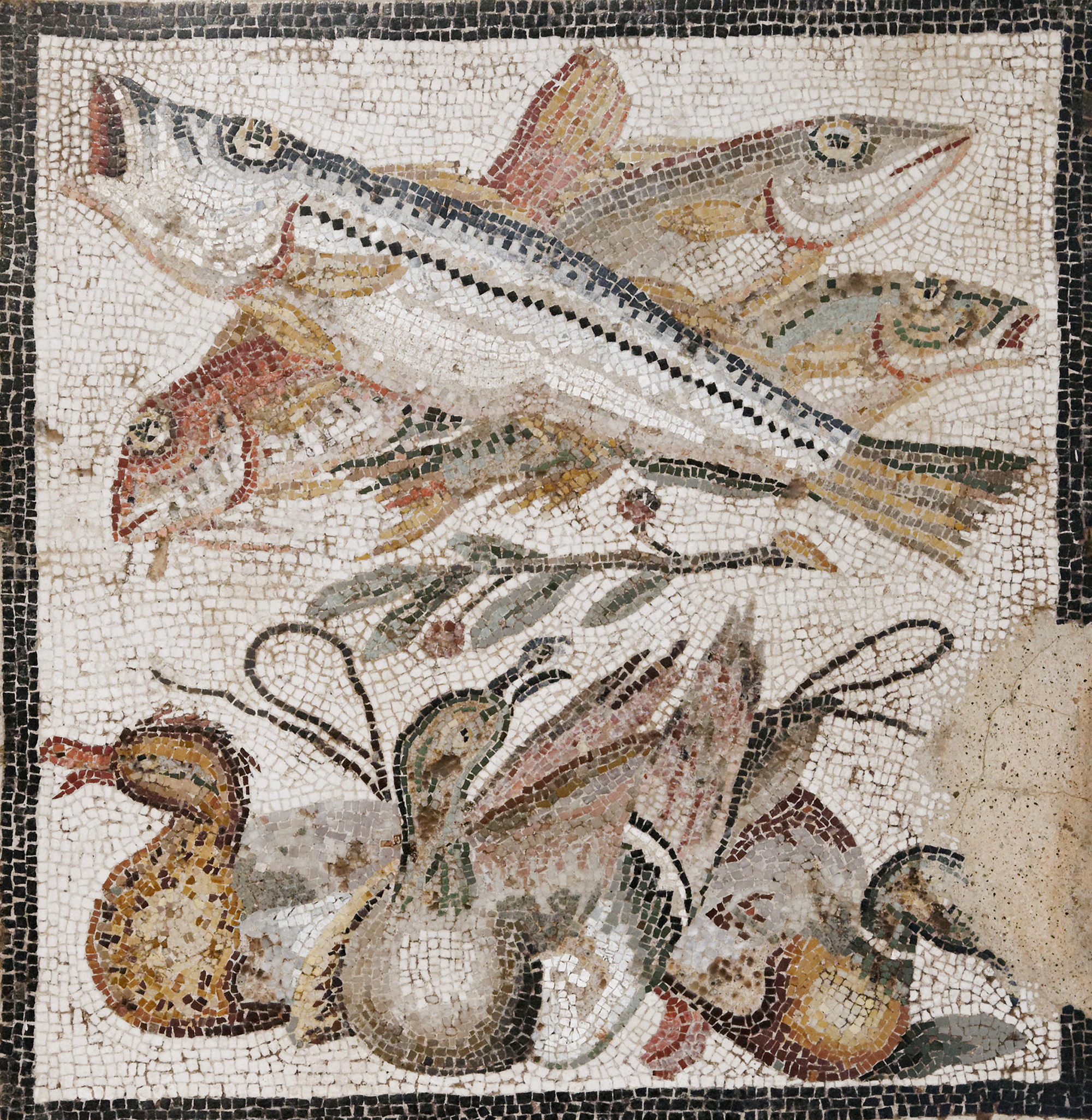
«Качки і риби», давньоримська мозаїка з Помпей. Національний археологічний музей (Неаполь)
Бричка римського торговця білим вином, запряжена волами. На бочці — собака. Поховальна стела. Римський музей, Аугсбург, Німеччина.
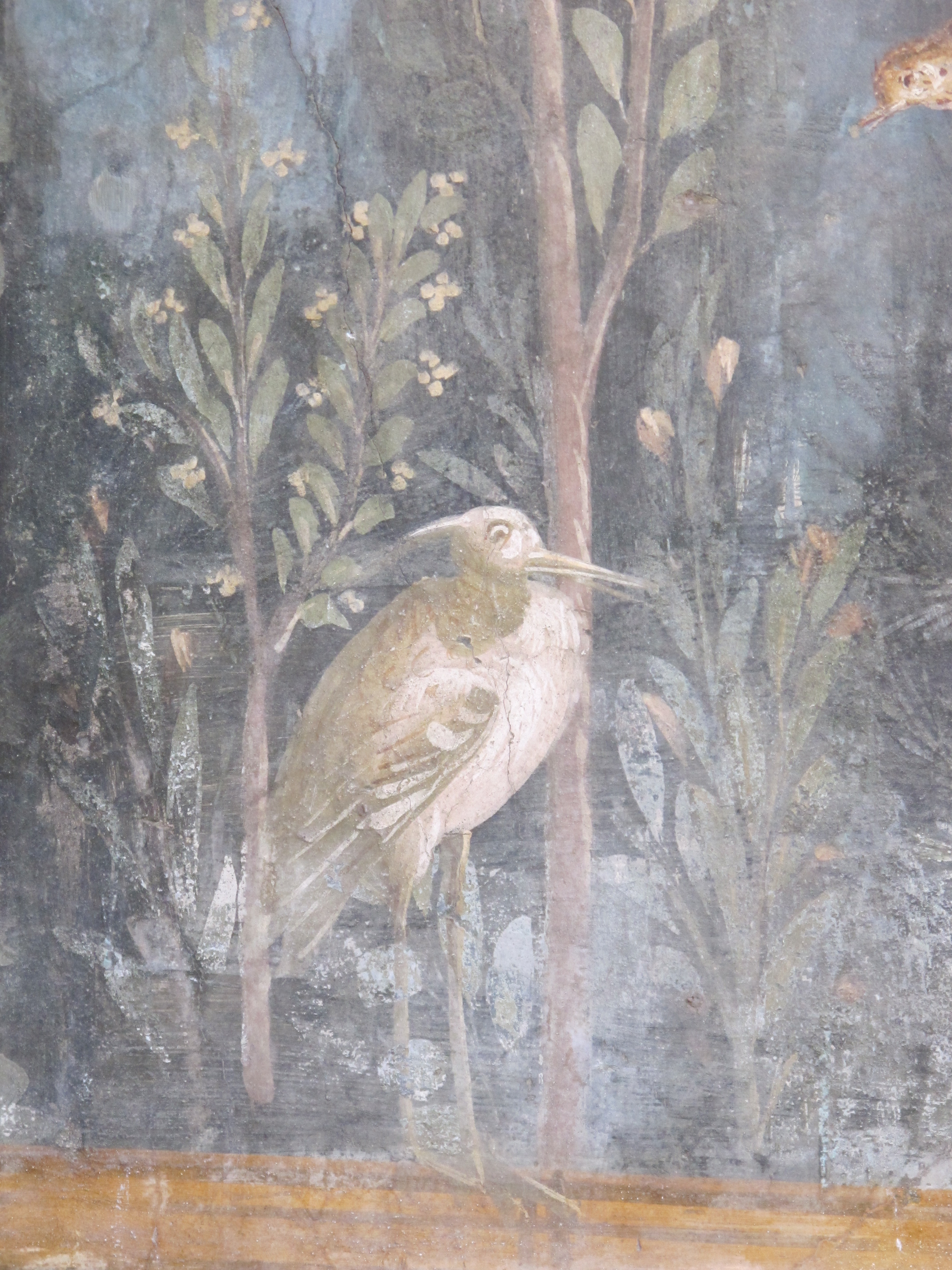
Біла чапля. Фреска в Помпеях.
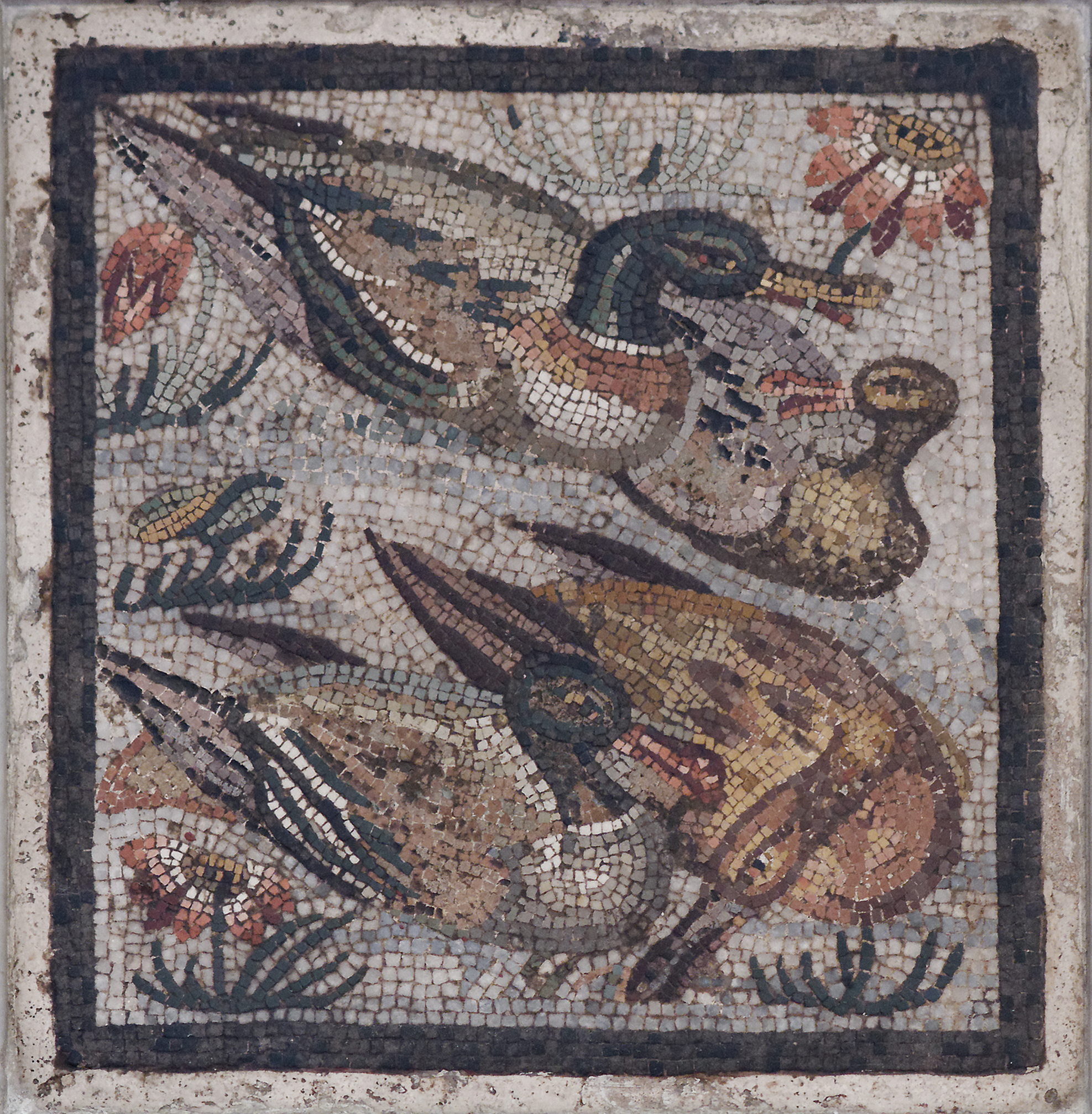
«Качки і селезні», давньоримська мозаїка з Помпей. Національний археологічний музей (Неаполь)

## Традиційний китайський живопис і тварини
Художники традиційного китайського живопису давно звернулись до зображень тварин, комах і птахів. Вони знайдені ще на черепках старовинної кераміки під час археологічних розкопок. Згодом в мистецтві сформувався окремий жанр «Птахи і квіти», котрий поєднав зображення птахів і рослин, рослин і комах тощо.
Появу жанру датують десятим століттям нашої ери. Китай того часу — конгломерат подрібнених державних утворень. Верхню і середню ділянки річки Янцзи контролювали держави Рання Шу та Пізня Шу. В краю зелених схилів і мешкав художник Хуан Цюань, дати життя якого не зберегли. Саме його вважають засновником жанру «Птахи і квіти» (хуа-няо китайською). За переказами, на подвір'я царя Гуначжена привезли в подарунок шість журавлів. Птахи так сподобались царю, що він наказав художникові намалювати їх на стіні. Митець настільки добре відтворив птахів у стінопису, що відтоді зала отримала назву «Шести журавлів». Зрозуміло, що майстерно відтворити тварин художникові допомогли давні спостереження за птахами і тваринами та висока обдарованість. Виконав він і інші замови володаря, одна з яких (теж стінопис) отримала назву «Птахи і квіти в чотири пори року». Унікальний характер мала і збережена пам'ятка початкового періоду жанру «Птахи і квіти», відома під назвою «Рідкісні птахи», хоча там подані не тільки птахи. На невеликому шматочку шовку художник водяними фарбами створив зображення двадцяти чотирьох (24) птахів, комах і плазунів. Картина, створена художником, що пізніше потрапила до збірок музею Гугун в Пекіні, не мала яскраво відтвореного сюжету. Її зміст частково пояснив напис, що свідчив про призначення картини. Остання мала бути навчальним посібником для сина, котрого батько готував для фаху художника.
Жанр «Птахи і квіти» не зник і за століття. Він мав численних прихильників, навіть коли зникли держави Рання Шу та Пізня Шу і дожив до 21 століття. Сини Хуан Цюаня — Хуан Цзюйцай та Хуан Цзюйбао успадкували фах батька и також працювали в жанрі «Птахи і квіти». Разом із батьком їх вважають першими художниками цього жанру.

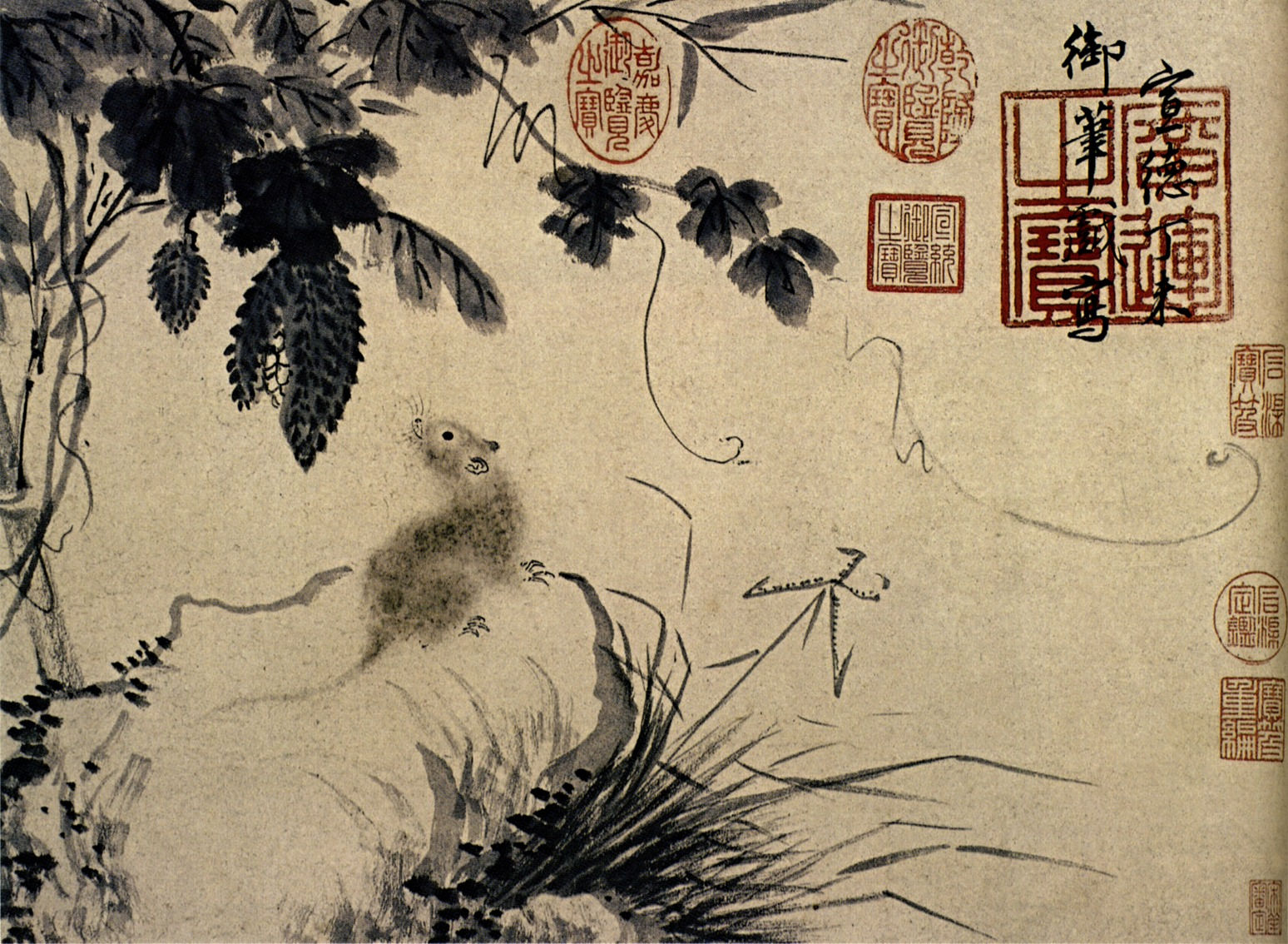
«Миша на камені», 1427 р.
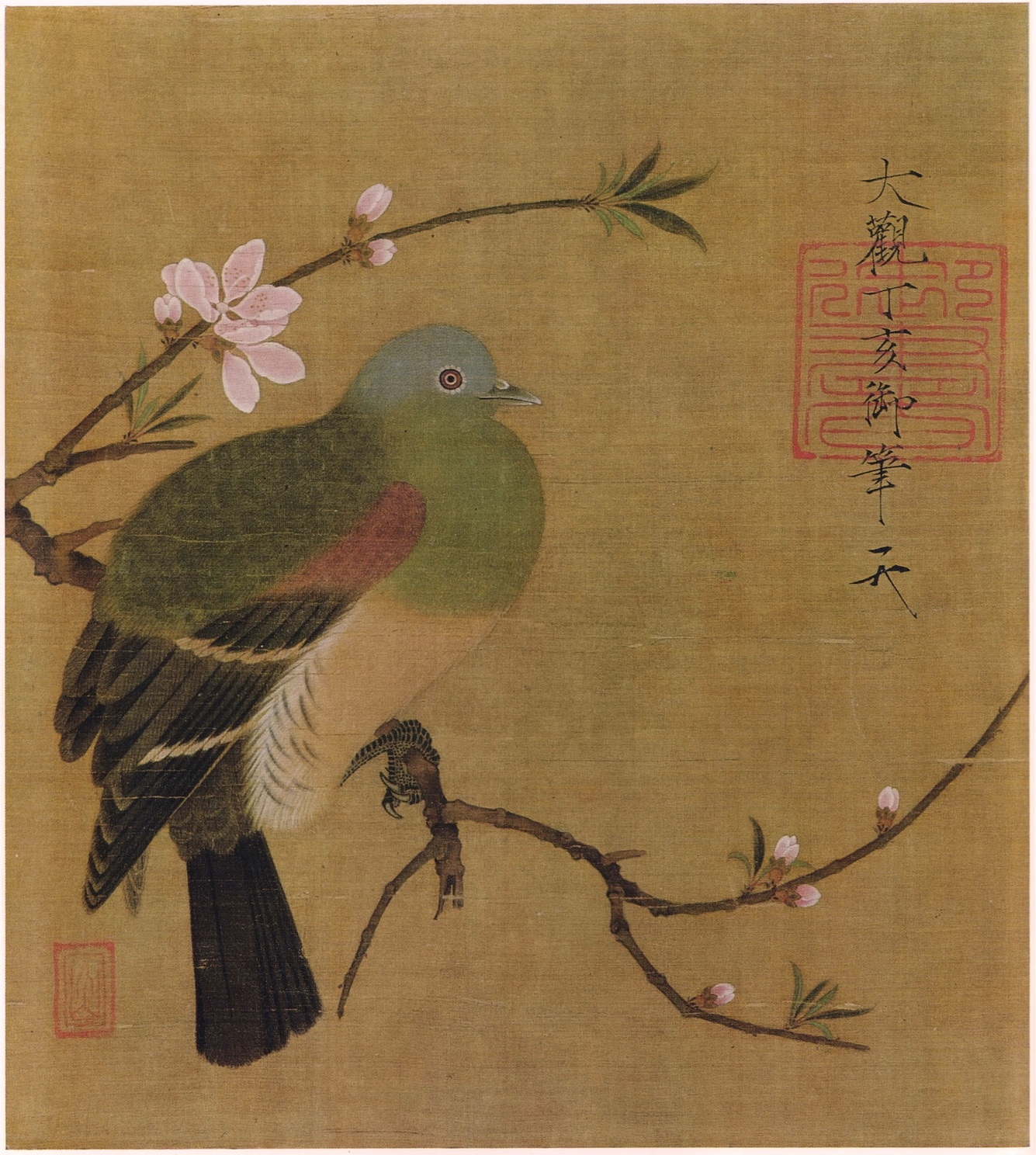
Худ. Гуйзонг. «Голуб на гілці розквітлого дерева»
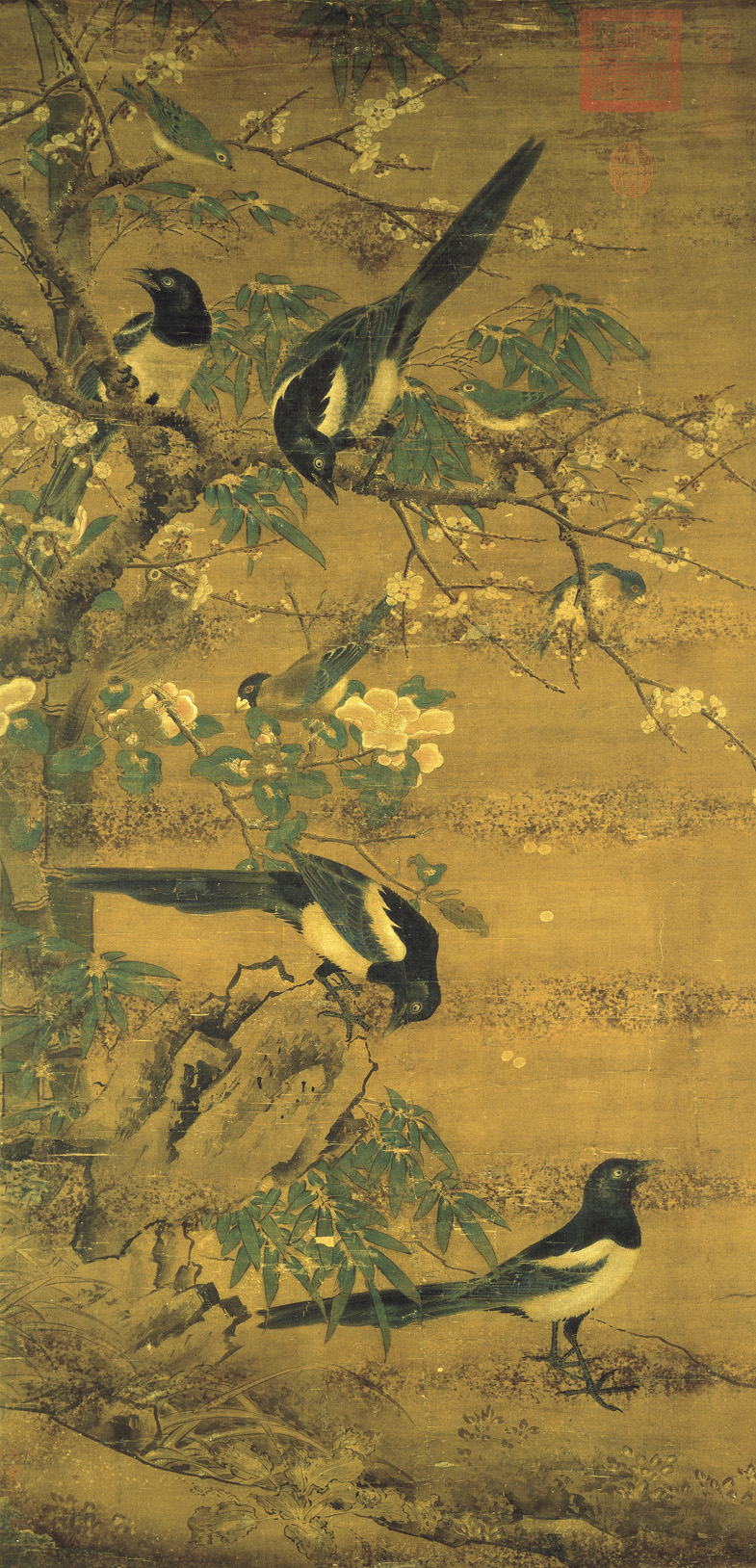
«Чотири сороки», Рання династія Мін, до 17 ст.
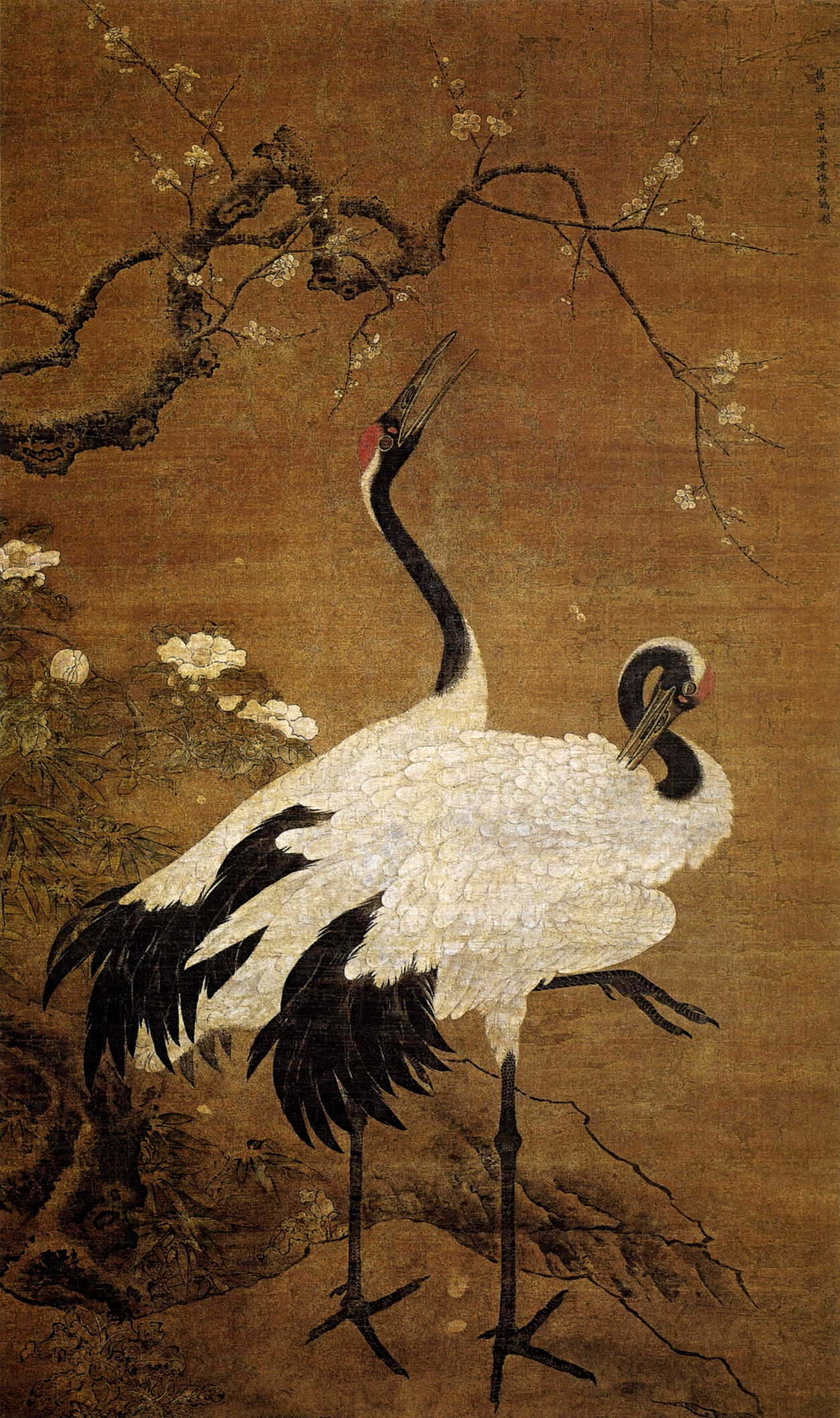
«Білі квіти сливи і лелеки»
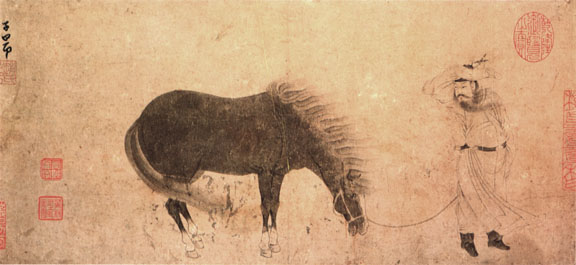
Чжао Менфу. «Вершник з конем у буран»
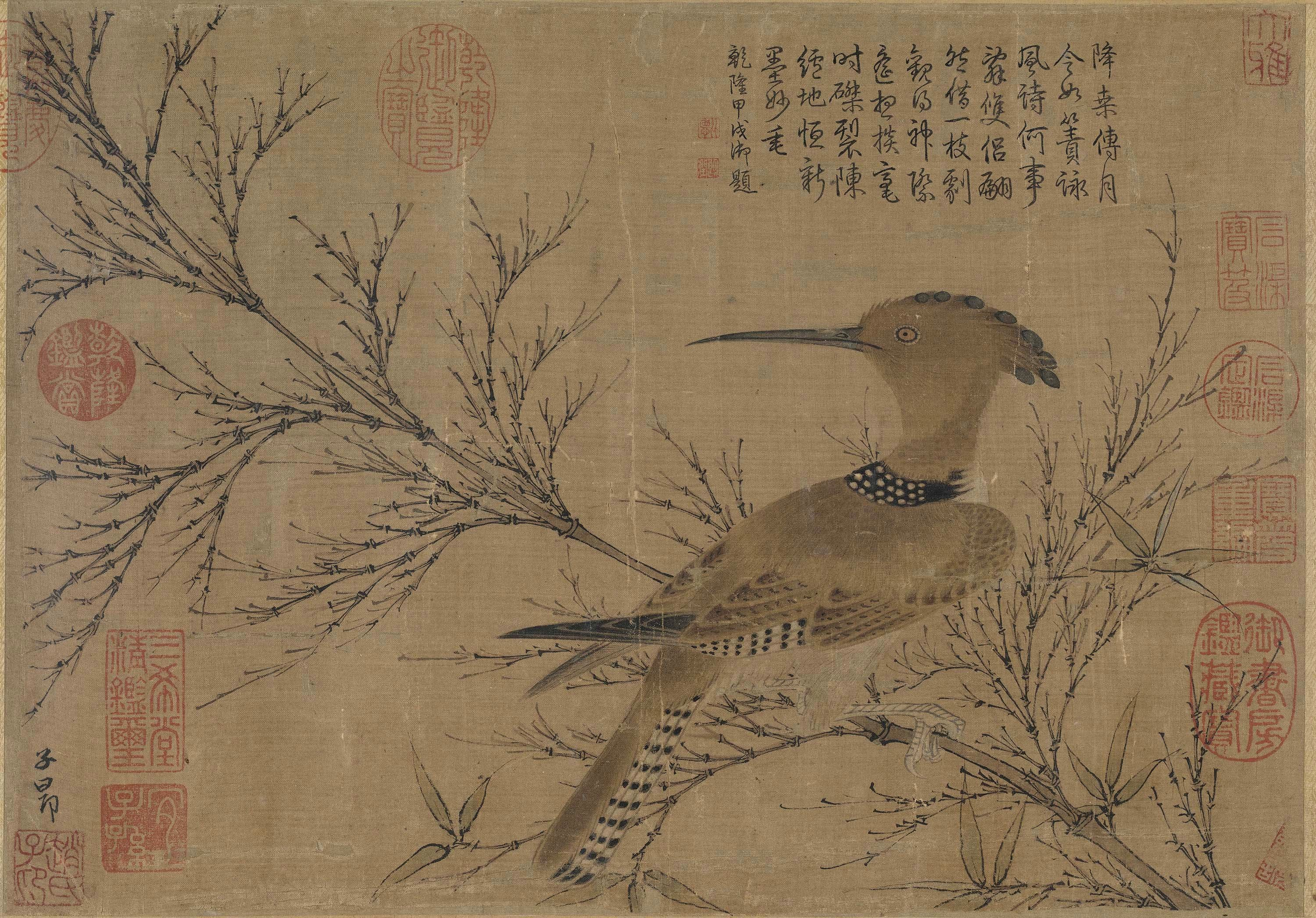
Чжао Менфу. «Таємничий паросток бамбука, що несе на собі птаха»

## Тварини в мініатюрах середньовічної Індії

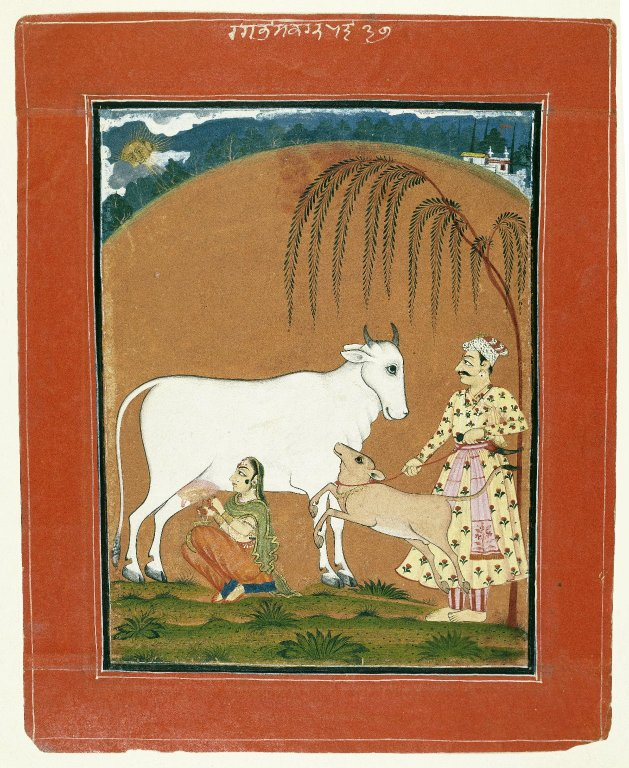
Анонім 18 ст. «Дойка корови», Бруклінський музей , Нью-Йорк
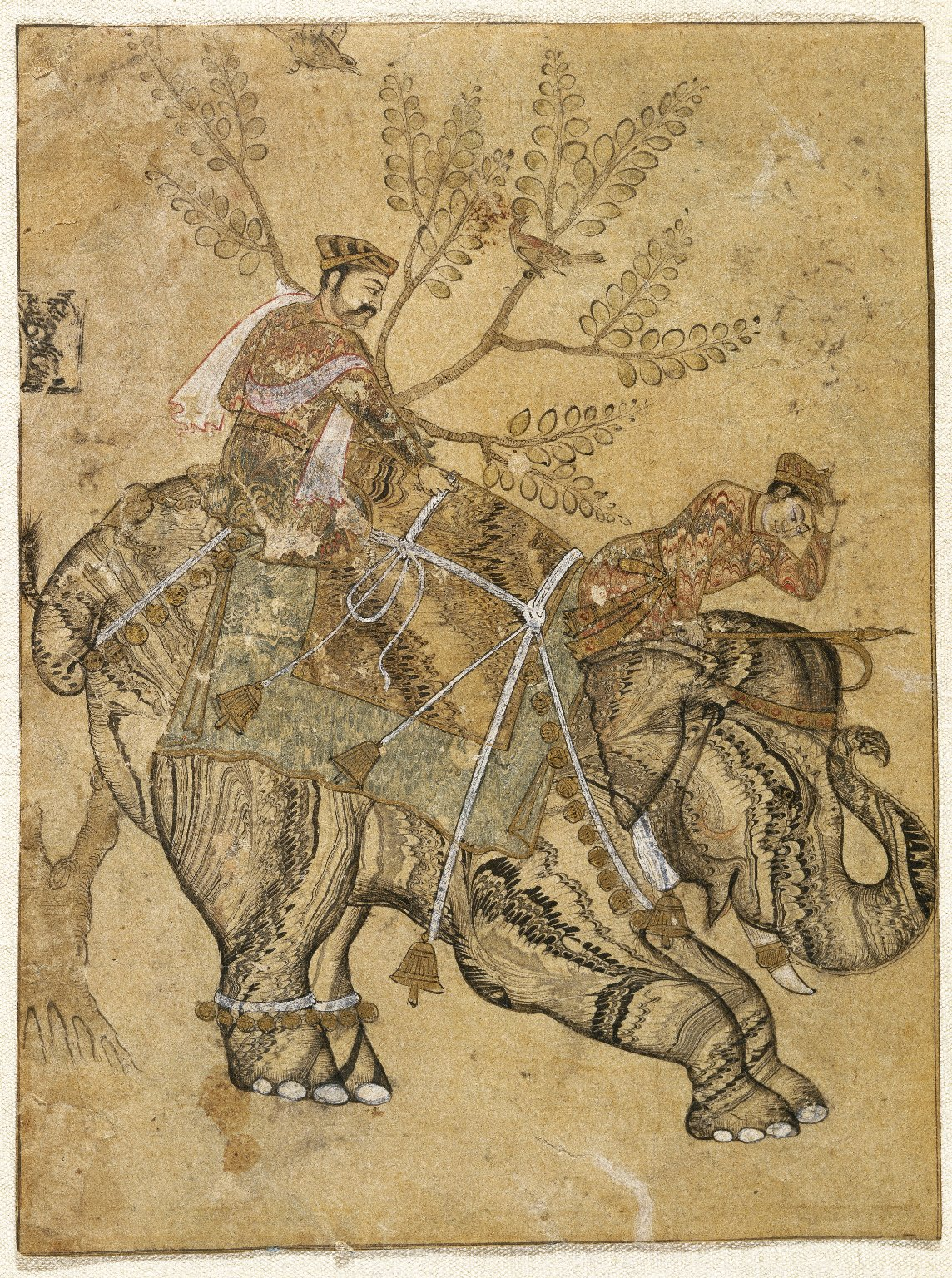
Анонім 17 ст. «Керування слоном», Бруклінський музей , Нью-Йорк

## Японська гравюра і анімалістичний жанр

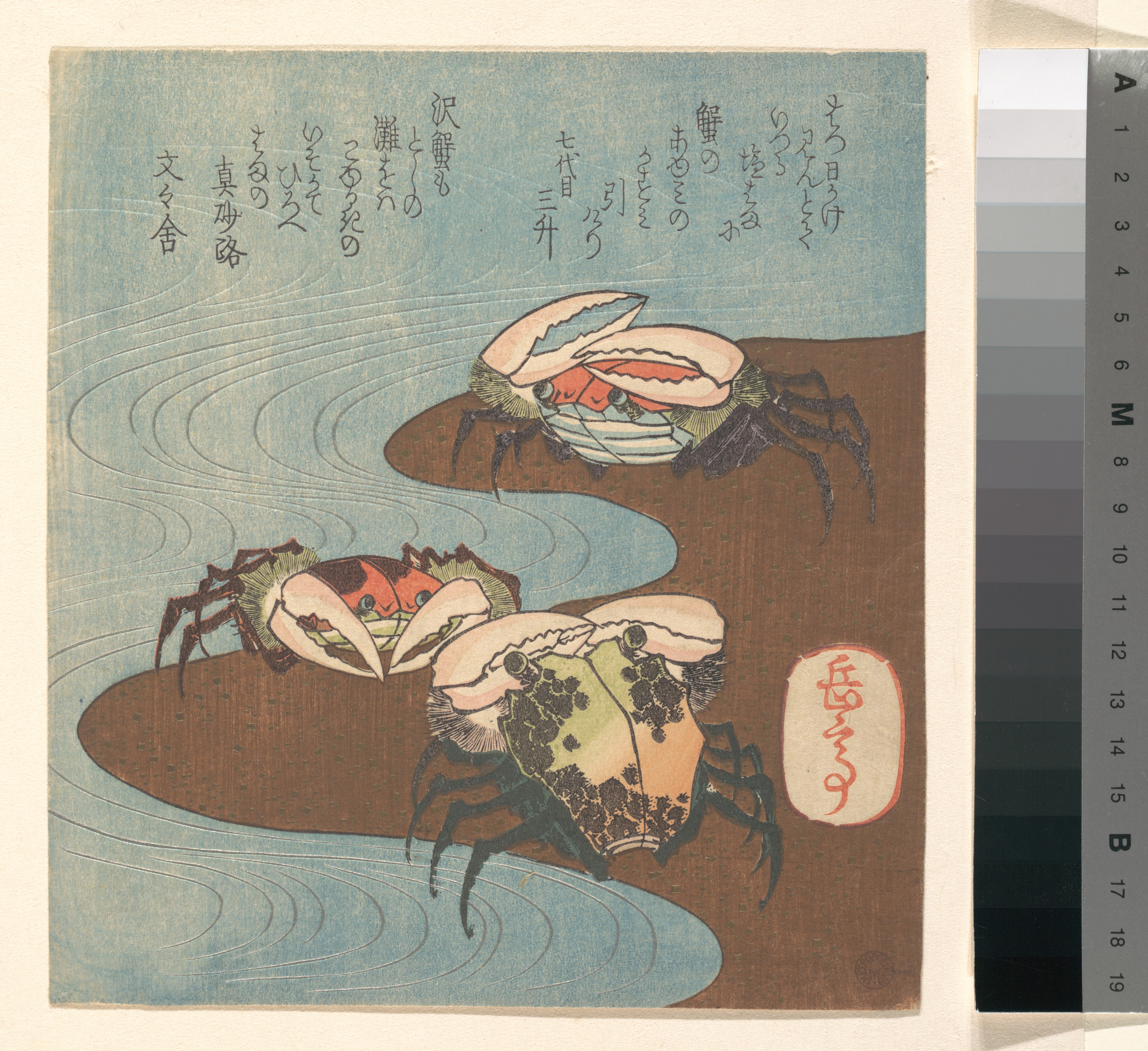
Яшима Гакутей. «Краби на узбережжі». бл. 1830 р., Музей мистецтва Метрополітен.

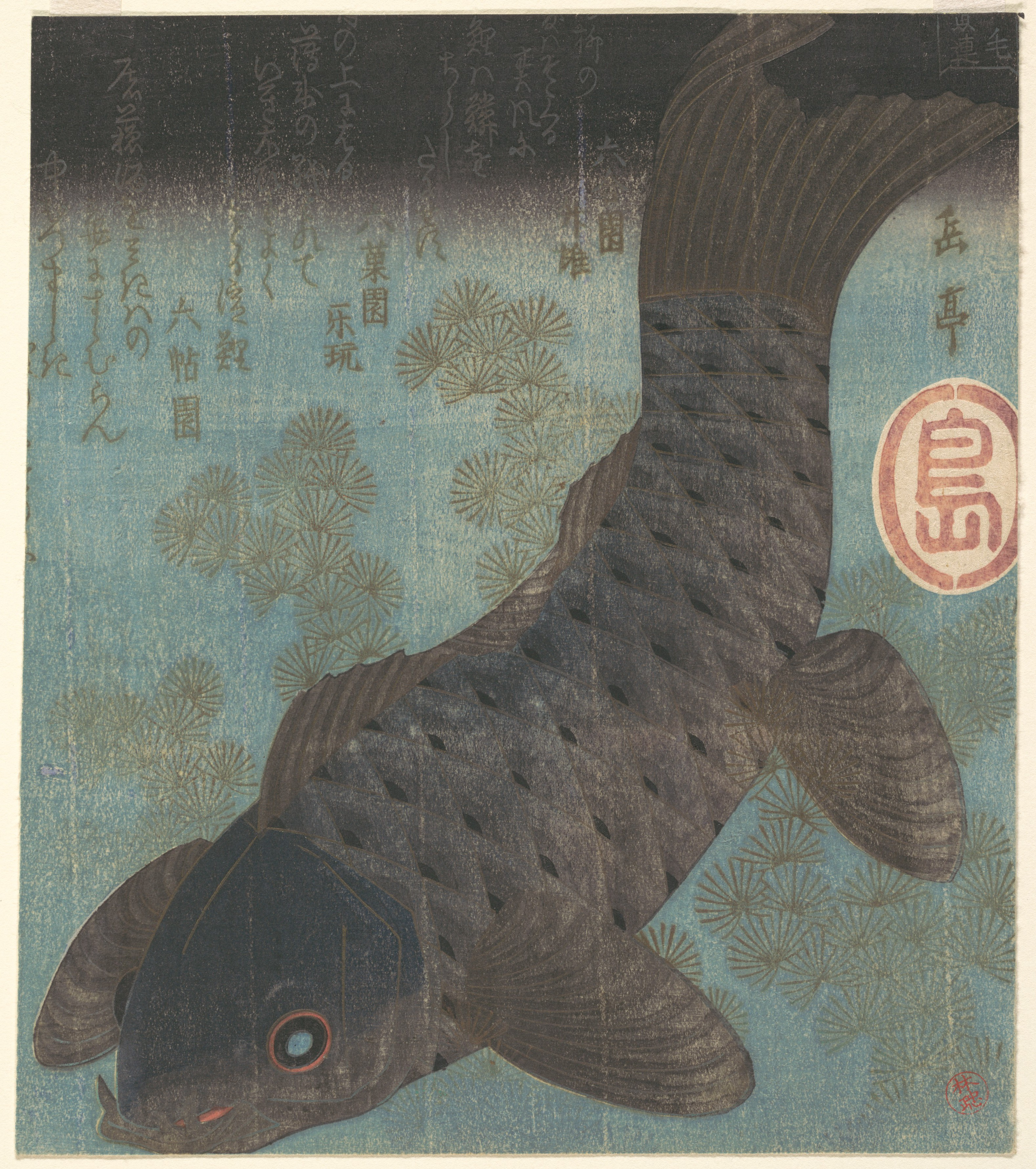
Яшима Гакутей. «На глибині», бл. 1825 р., Музей мистецтва Метрополітен.

## Тварини в західноєвропейському живопису бароко
Важливим центром стилю бароко в 17 ст. була Фландрія (Південні Нідерланди). Країна була тісно пов'язана віросповіданням та економікою з Італією, де панівні позиції в мистецтві теж посідало бароко. Однак єдина стилістика мала в кожній країні національне забарвлення. У Фландрії з її давніми реалістичними традиціями, риси реалізму відбились навіть більше, ніж в бароковому мистецтві Італії. Промисловість і культура Фландрії були також зорієнтовані на виробництво товарів розкошів, серед яких виробництво ювелірного срібла, килимів-аррасів, картин для декорування палаців і маєтків князів церкви, багатих купців і городян.
Мистецтво Фландрії десятиліттями зберігало аристократичний характер і задовольняло переважно аристократичні потреби. Уява про шляхетність полювання обумовила розповсюдження в мистецтві країни як самих сцен полювання, так і зображення мисливських трофеїв та зображення тварин. Новий поштовх для розвитку отримав і національний натюрморт. Популярність картин цього жанру була такою значною, що мимоволі потіснила навіть створення релігійних образів. Замовниками декоративних картин і натюрмортів стають навіть священники. Так, для декору власної палацової їдальні єпископ міста Брюгге Антоній Трист замовив серію декоративних картин із зображенням крамниць з їжею. Художник Франс Снейдерс отримав рідкісну можливість продемонструвати власні здібності в зображенні крамниць дичини, риби і морських істот тощо. " Крамнички " Франса Снейдерса — гімн і уславлення плодючих сил природи. Велетенського розміру натюрморти із зображенням морських істот, дичини і свійських птахів у Снейдерса надзвичайно динамічні. Вони зберігали розмаїття природних форм, мажорний настрій, яскраву декоративність. Зображення морських істот, дичини і свійських птахів настільки панували в картинах, що зробили другорядними персонажами навіть небагатьох людей (володарів крамниць, покупців чи служниць), поданих поруч.
Динамічні, ефектні композиції полювання на диких і екзотичних для Західної Європи тврин створював і Пітер Пауль Рубенс («Полювання на левів» Стара Пінакотека, Мюнхен, варіант — Ермітаж, «Полювання на гіпопотама»). Подібні композиції призначались тільки для декорування пишних палаців аристократів і королівських родин.
Серед менш обдарованих митців, що розробляли мисливську тематику в живопису і зображували тварин — художники Пауль де Вос (бл. 1896—1678) «Полювання на ведмедів», Ян Вільденс (1586—1654) «Мисливець з собаками на полюванні», Симон Даув (1630—1677)"Зупинка вершників на полюванні" та інші.
Зображення тварин в картинах голладських художників — куди спокійніші, уповільнені і побутові. Майстри Голлндії не женуться за ефектами, а ніби фіксують досягнутий добробут країни, що виборола перемогу у іспанських загарбників, і повільний плин часу переможців.

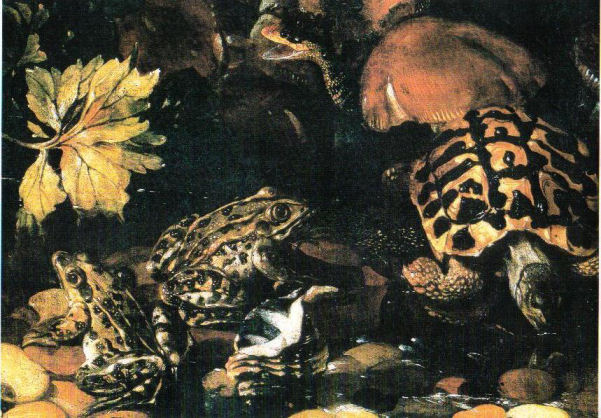
Паоло Порпора. «Черепахи і жабки», Каподімонте, Неаполь
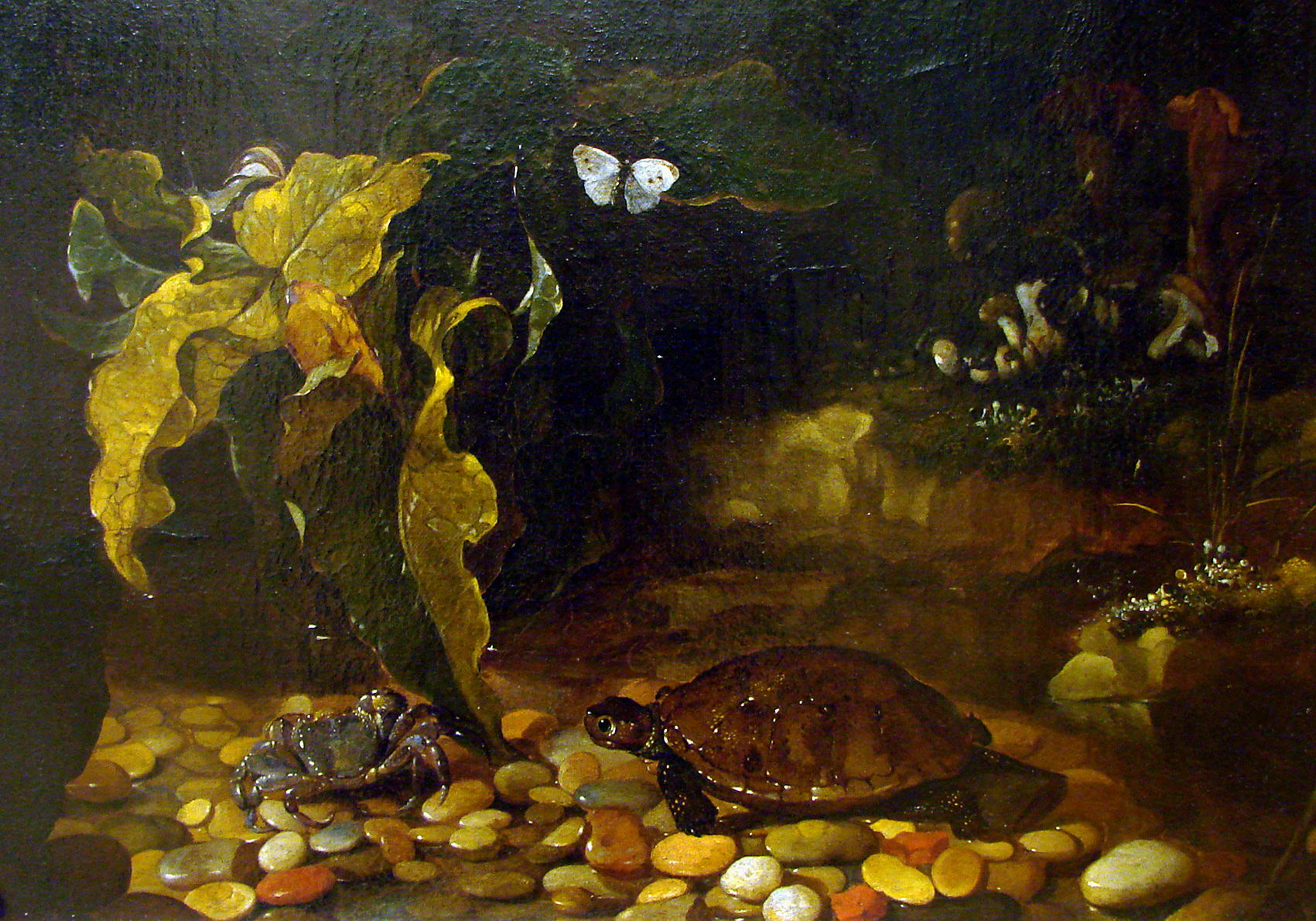
Паоло Порпора. « Черепаха і краб», до 1656, Художній музей Нансі, Франція
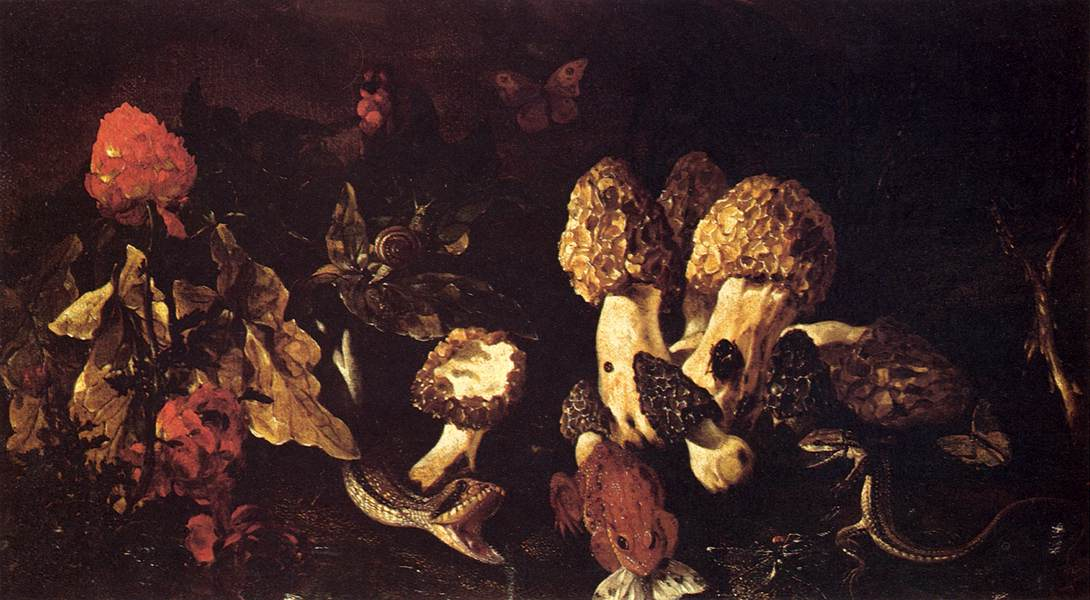
Паоло Порпора. «Гриби, змія, жабка та ящірка», приватна збірка
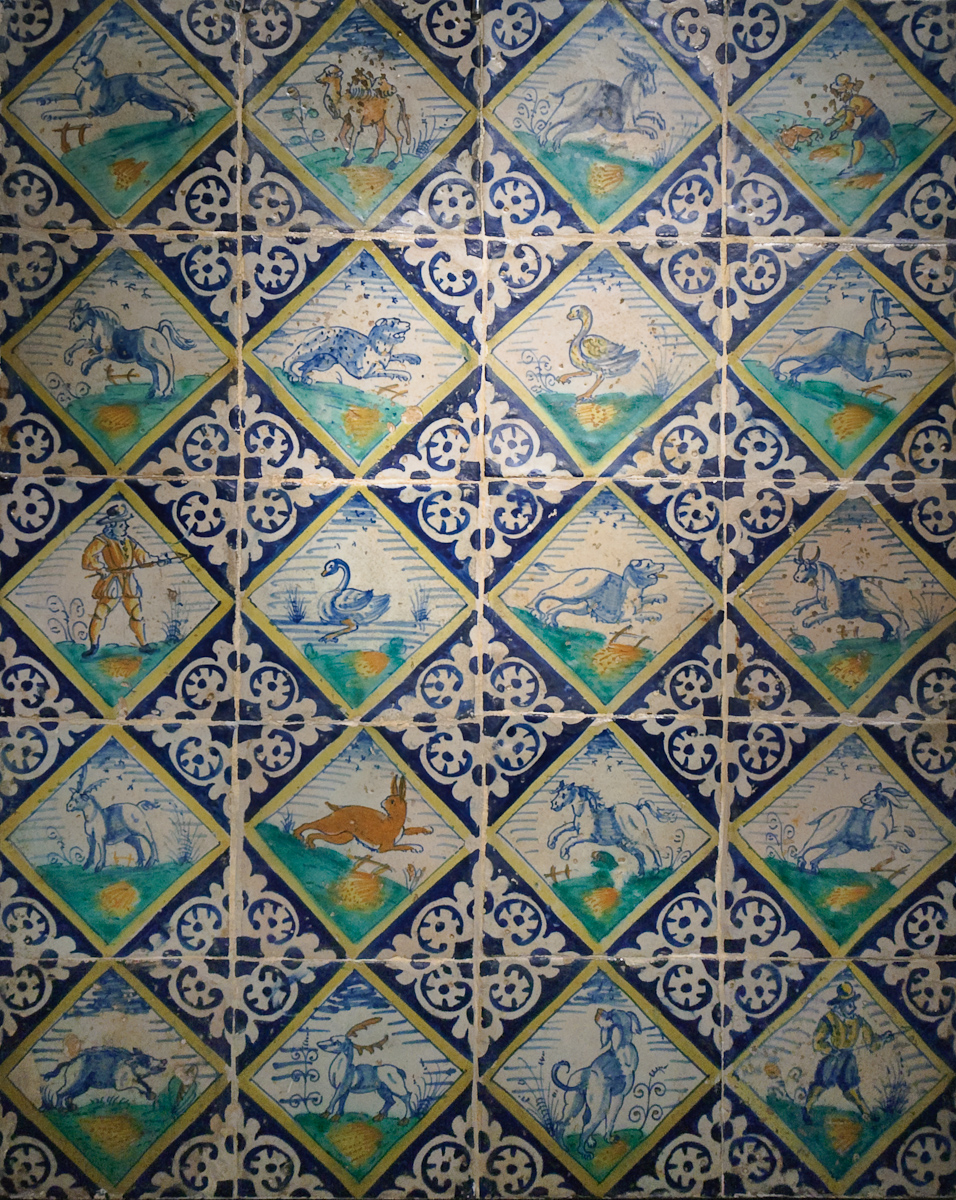
Килимові кахлі з тваринами, до 1625, Нідерланди
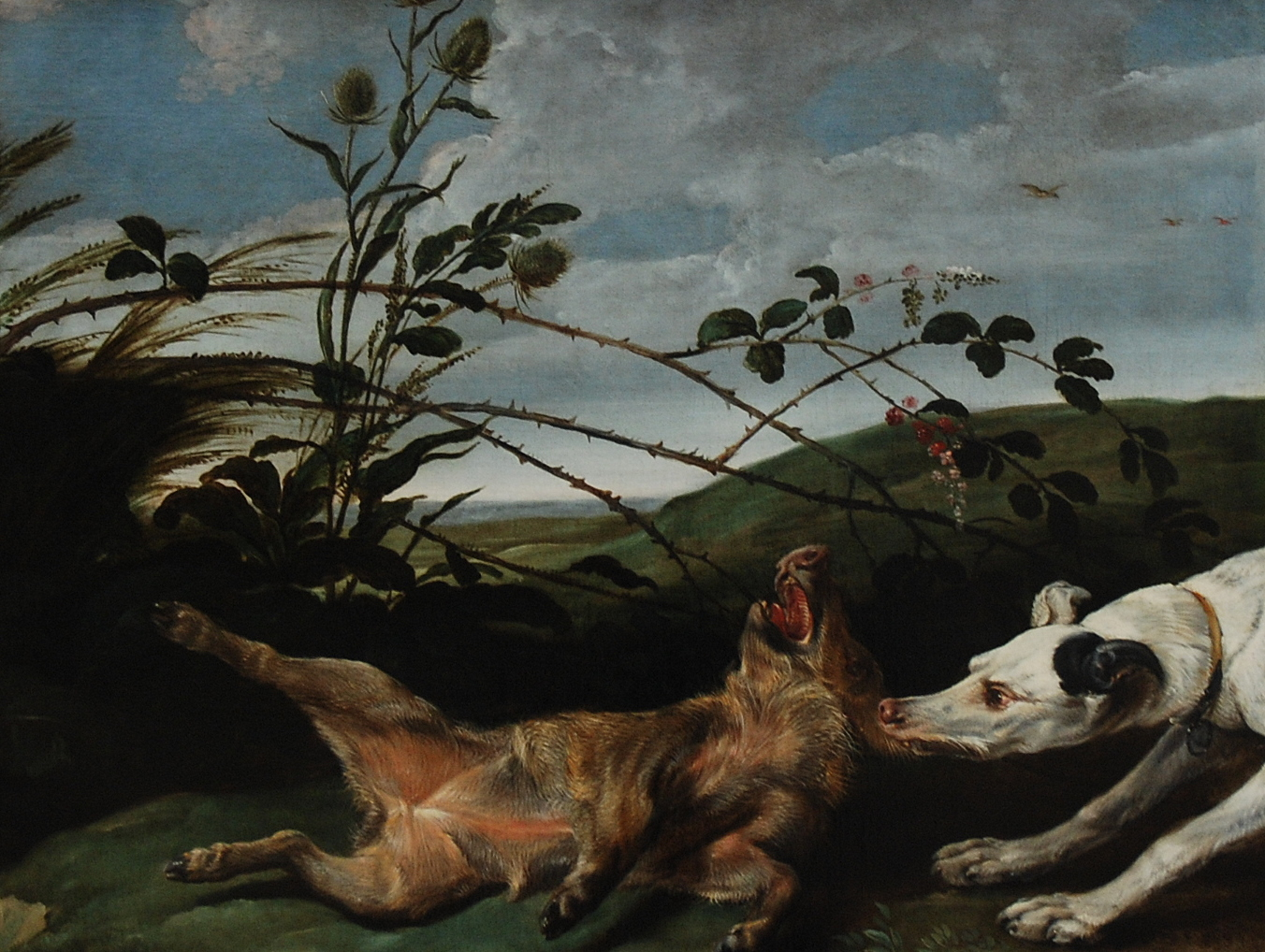
Франс Снейдерс.Вдале полювання, Гент.
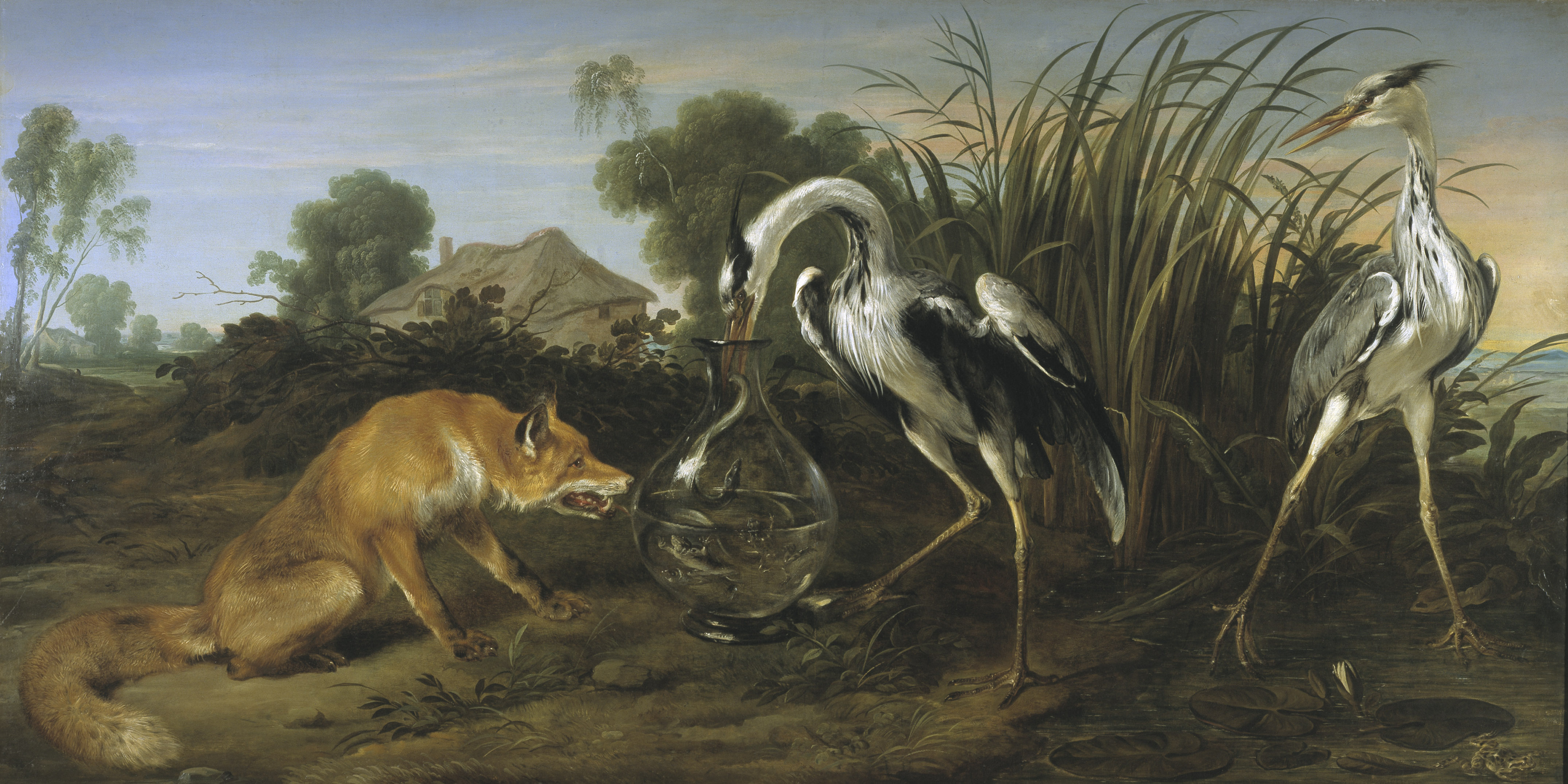
Франс Снейдерс. Лисиця і чаплі,
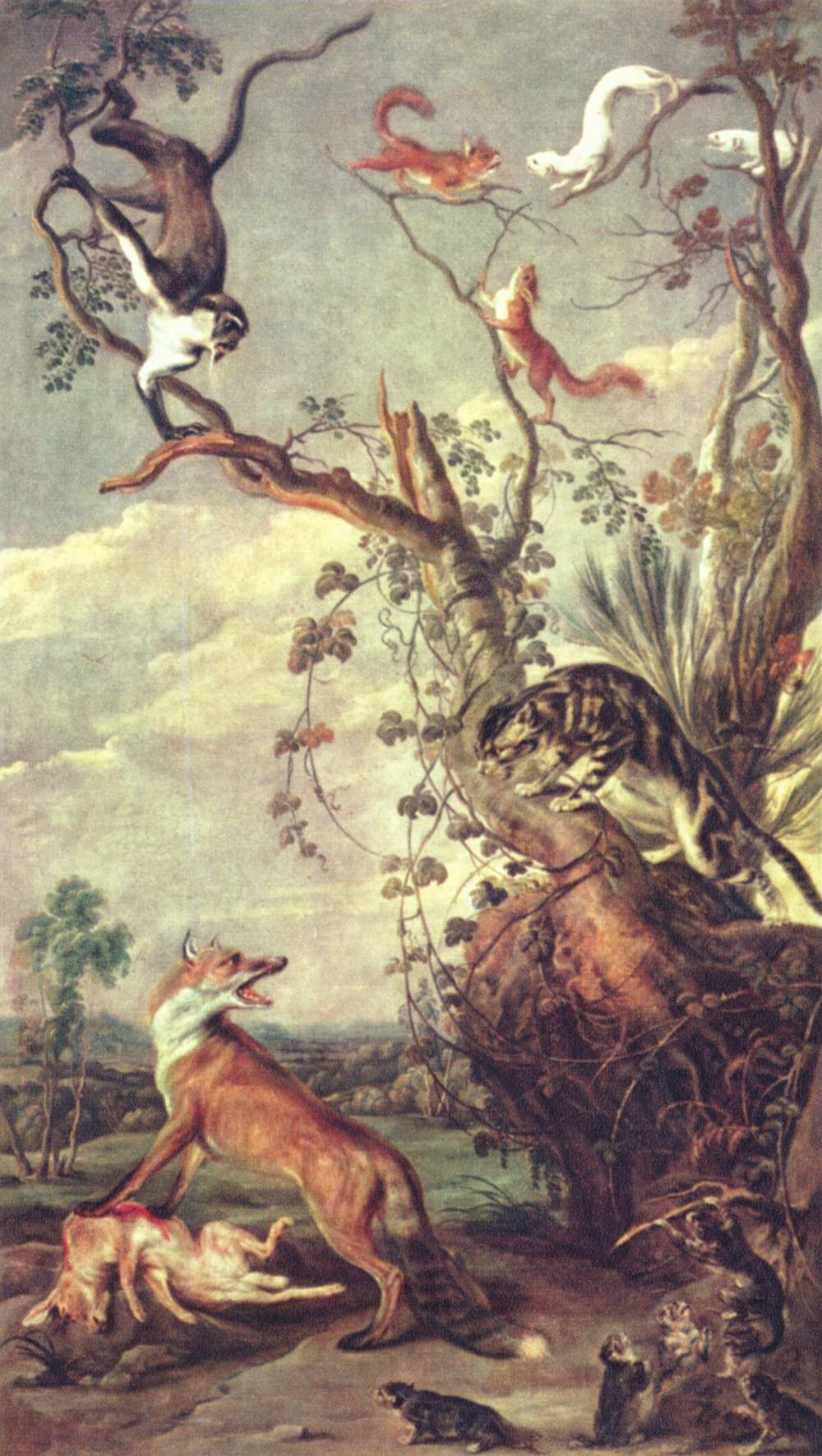
Франс Снейдерс. Лисиця і кішка, Прадо
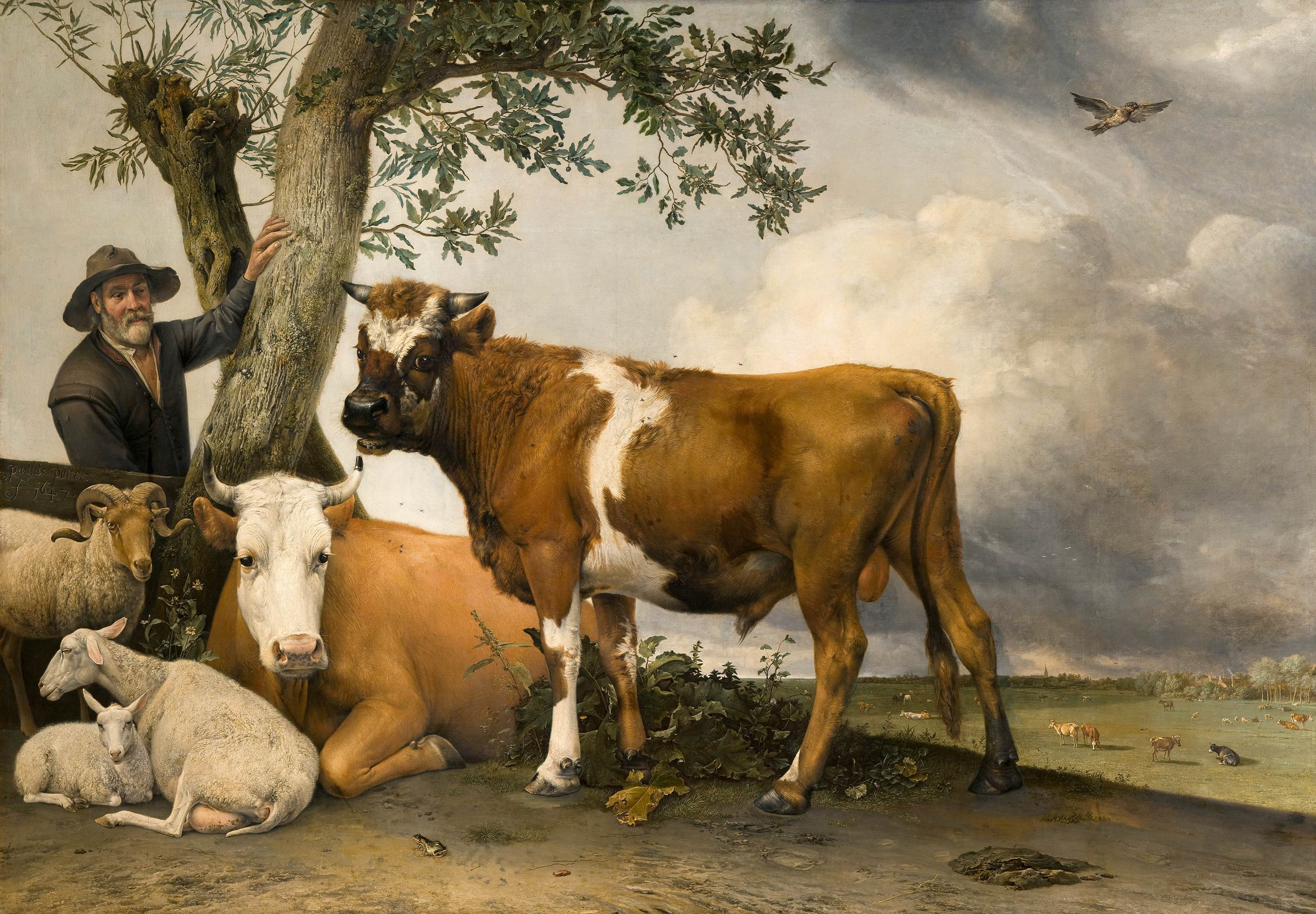
Паулюс Поттер. «Молодий бик»
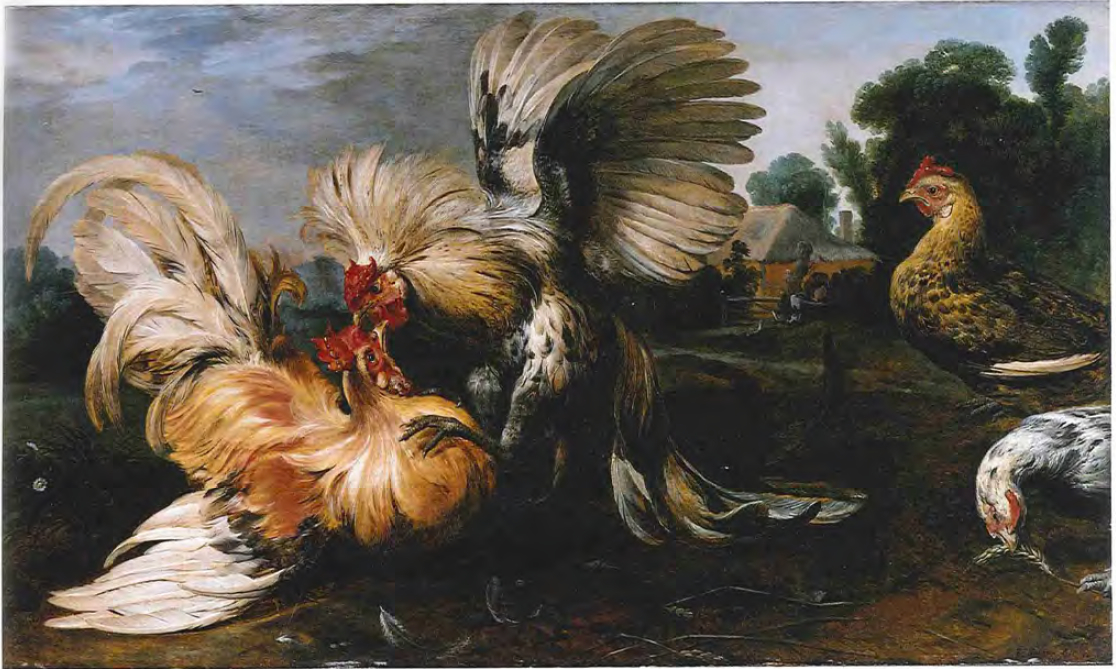
Франс Снейдерс (1579—1657), «Бійка двох півнів», перша половина 17 ст.

## Кабінетна бронза скульптора Антуана Барі́ і тварини

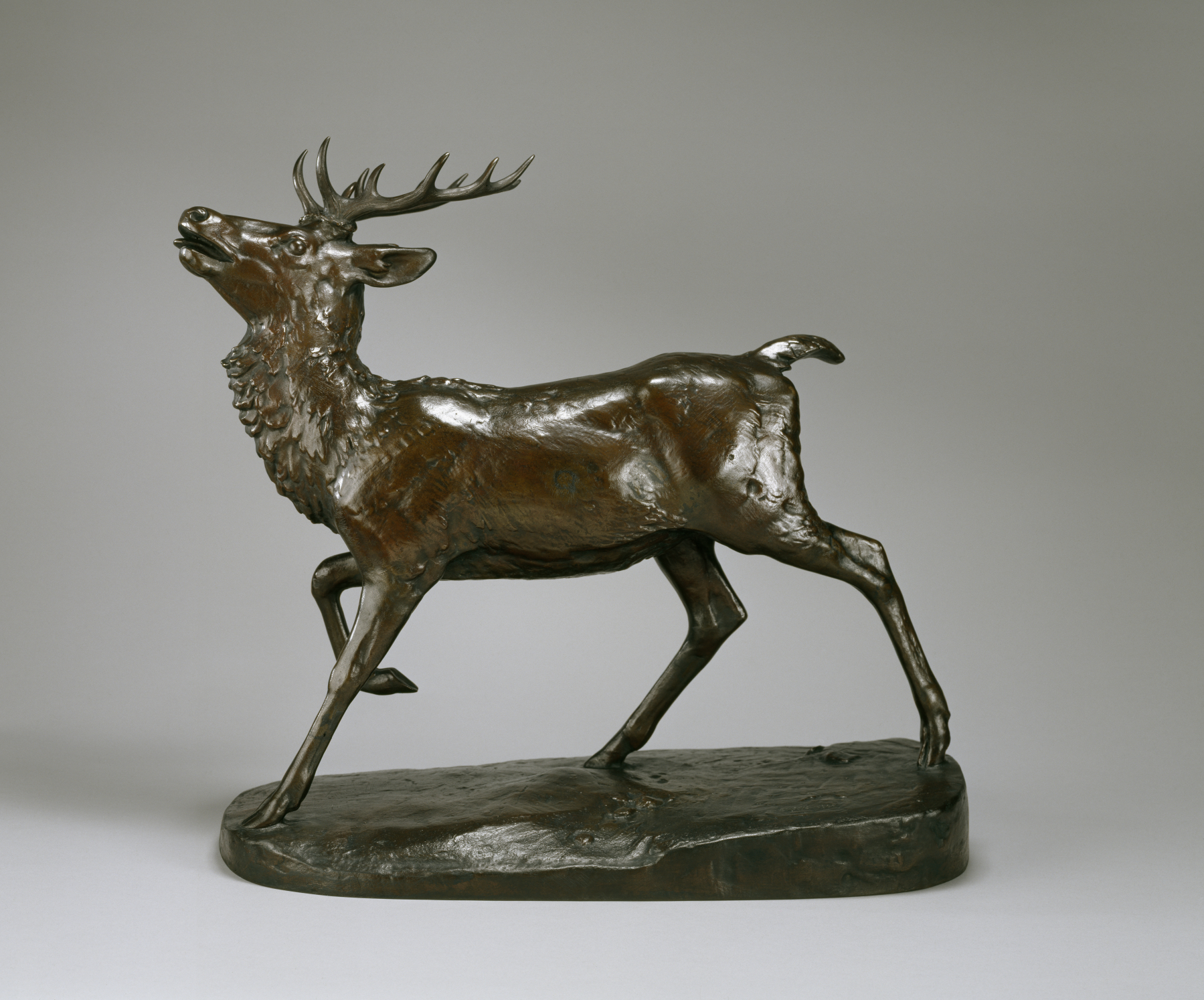
А.Л. Барі. «Олень»
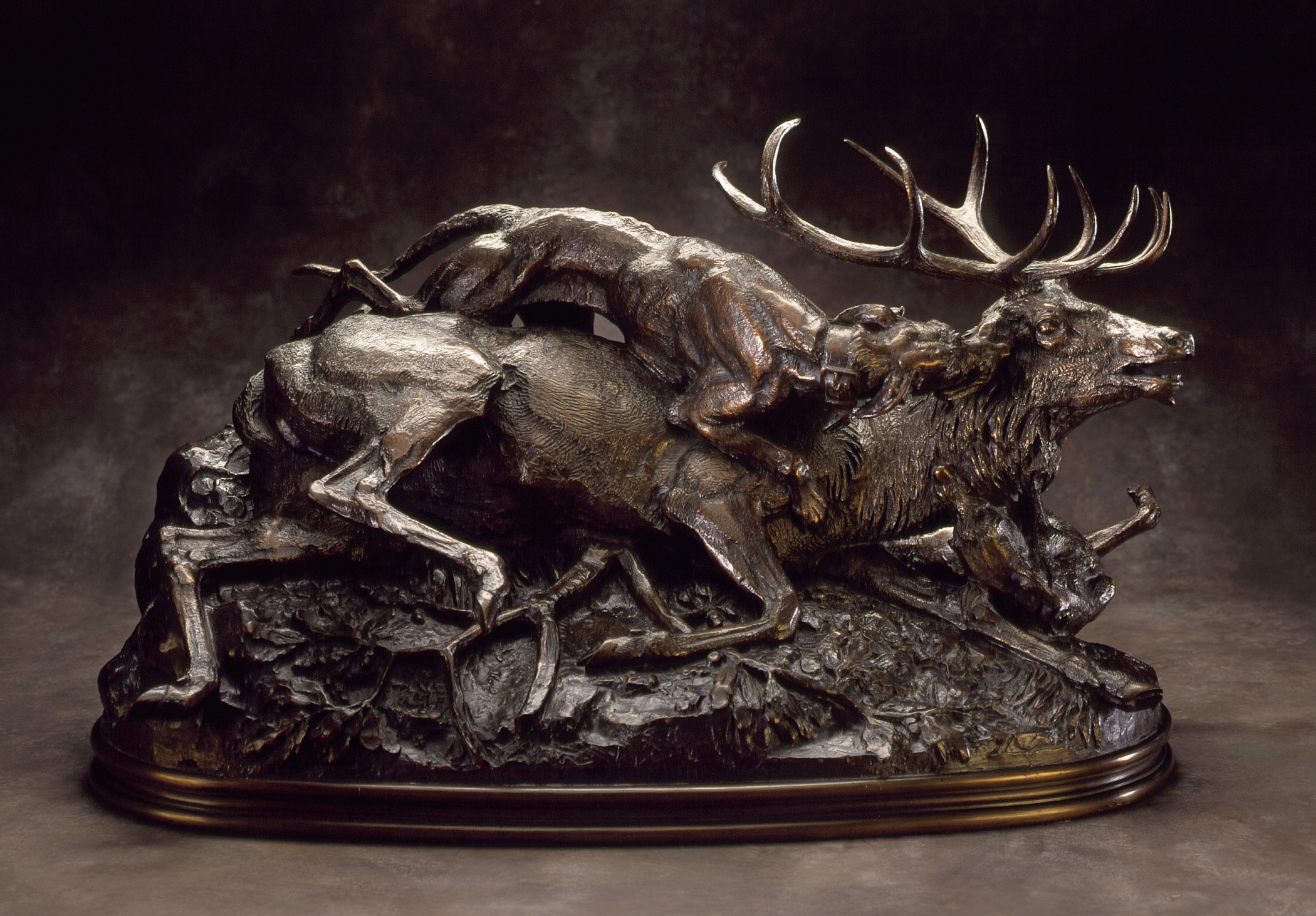
А.Л. Барі.«Полювання на оленя»
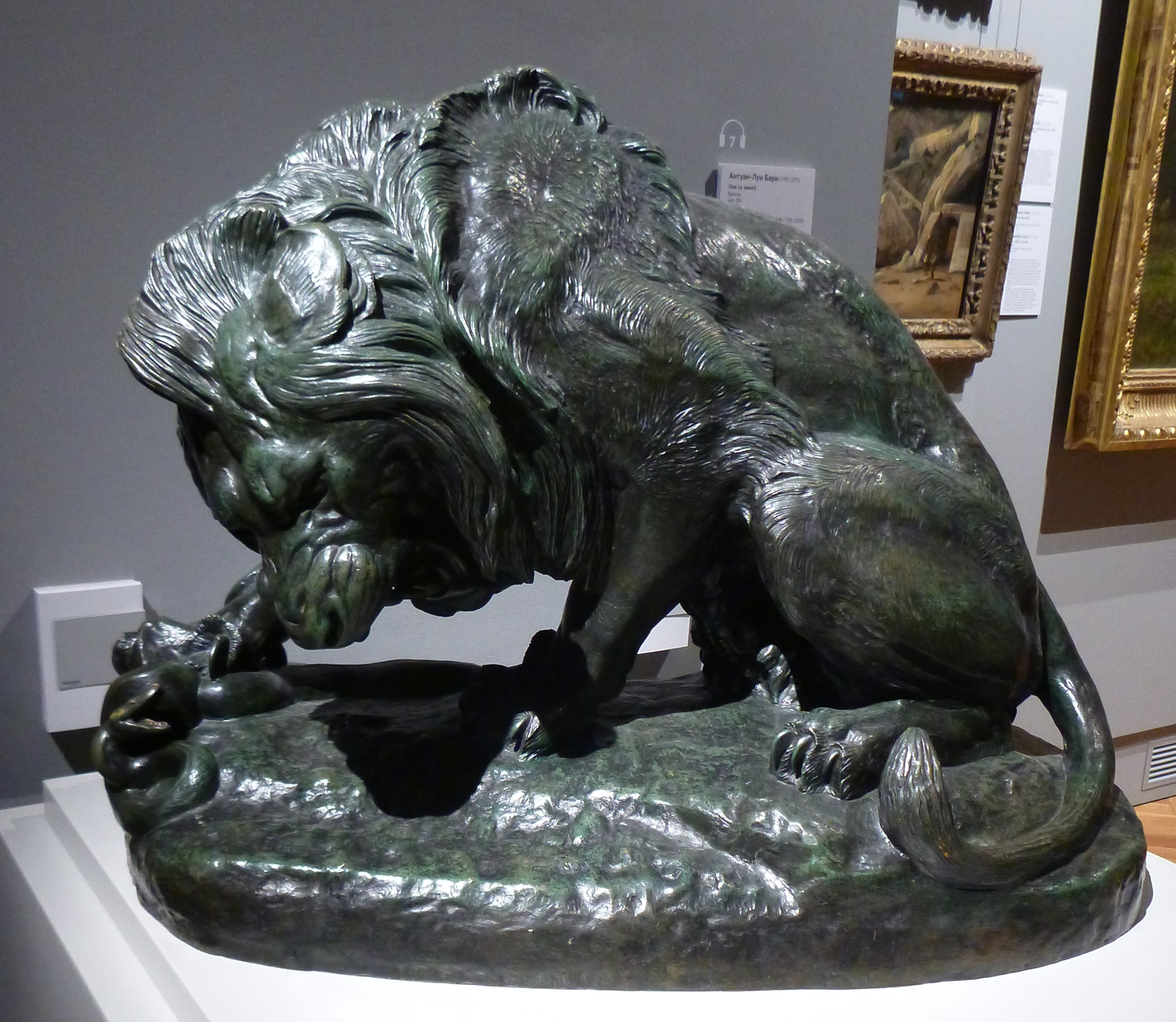
А.Л. Барі. «Лев і змія»
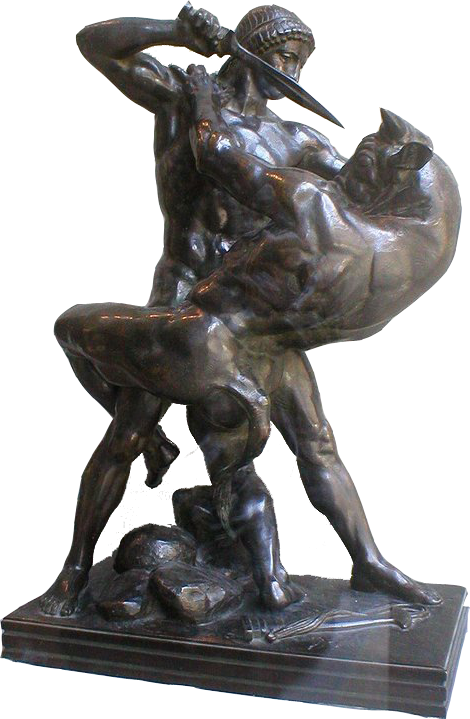
А.Л. Барі. «Тезей і Мінотавр»
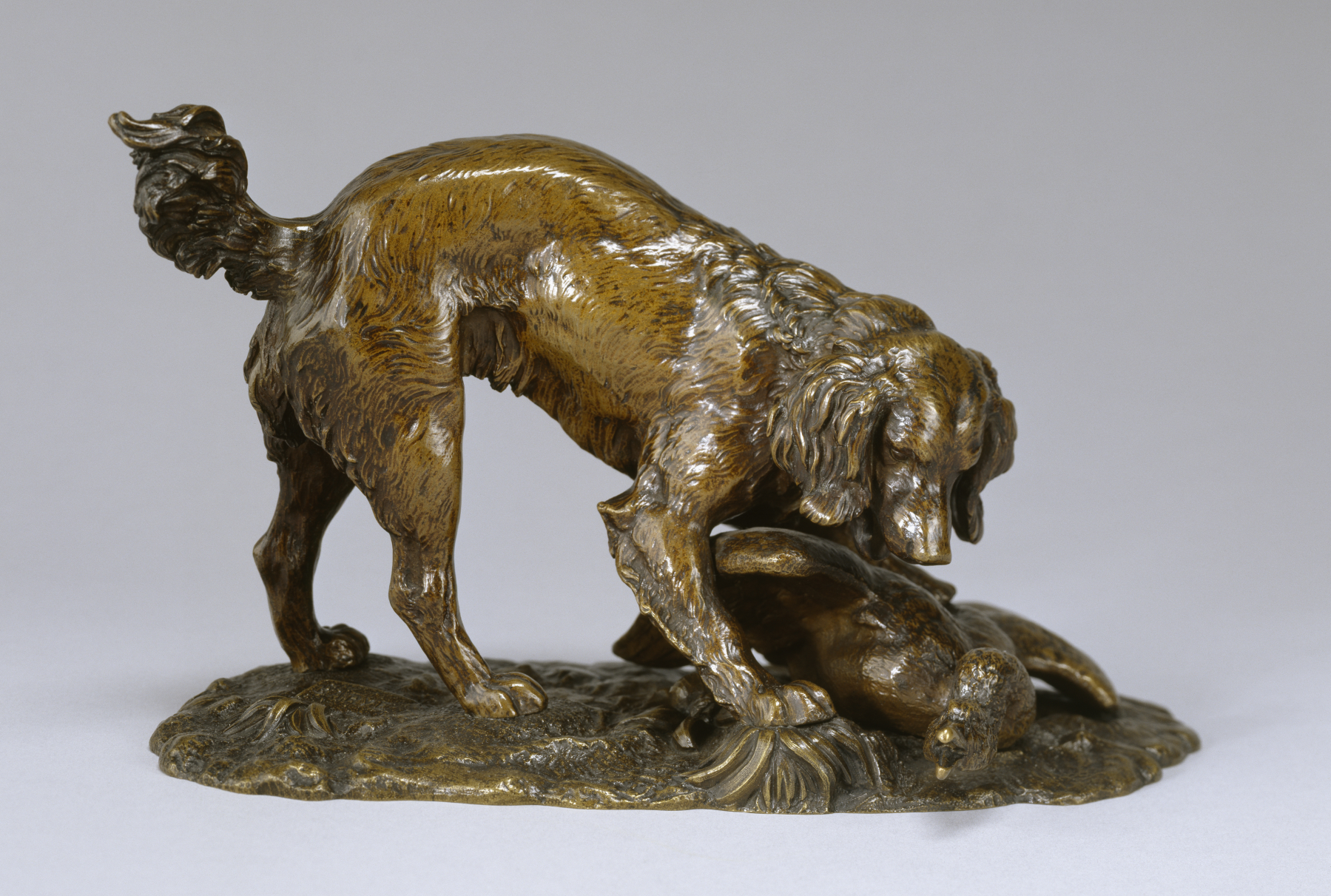
А.Л. Барі. Спаніель і гусак
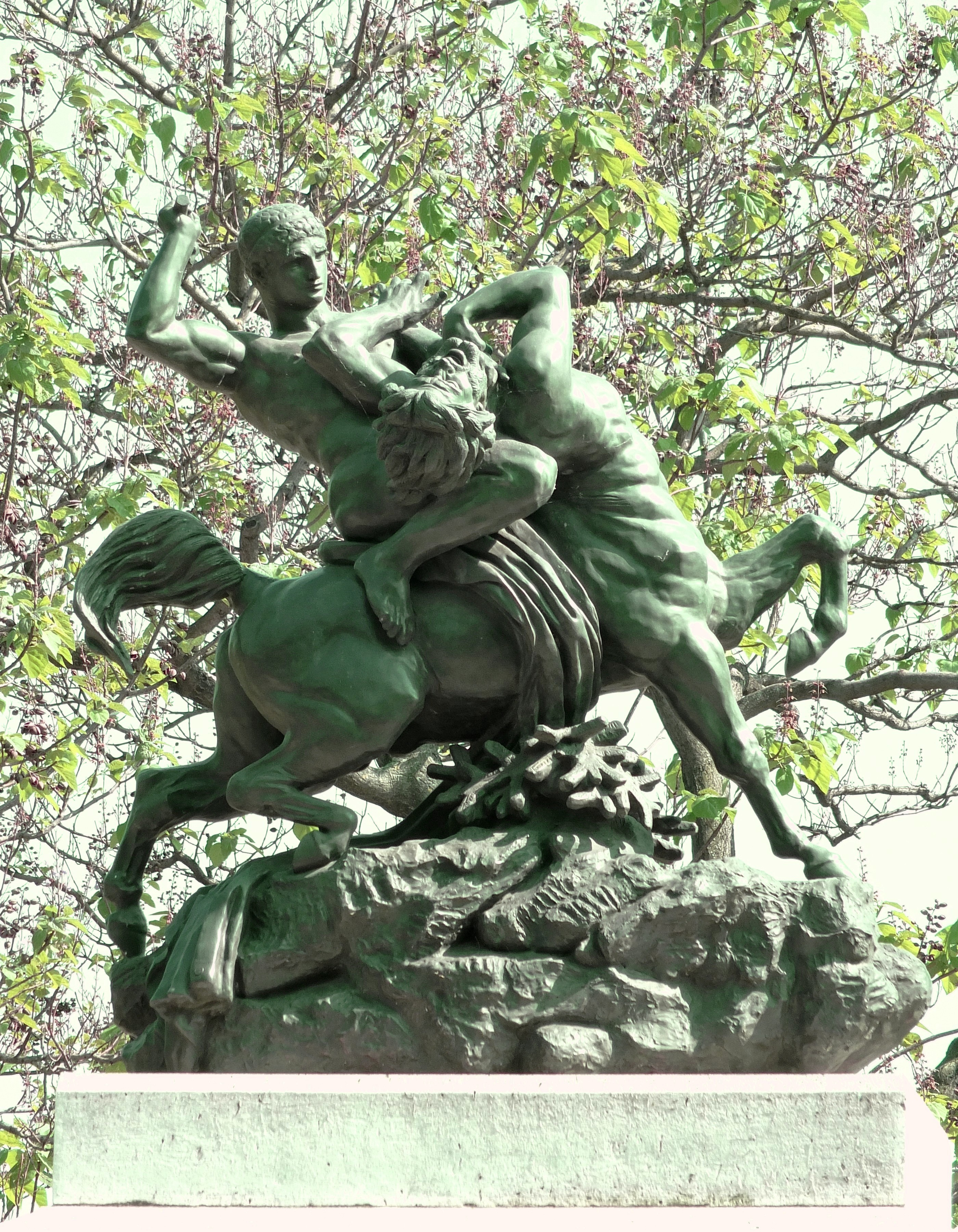
А.Л. Барі. «Двобій з кентавром»

## Галерея

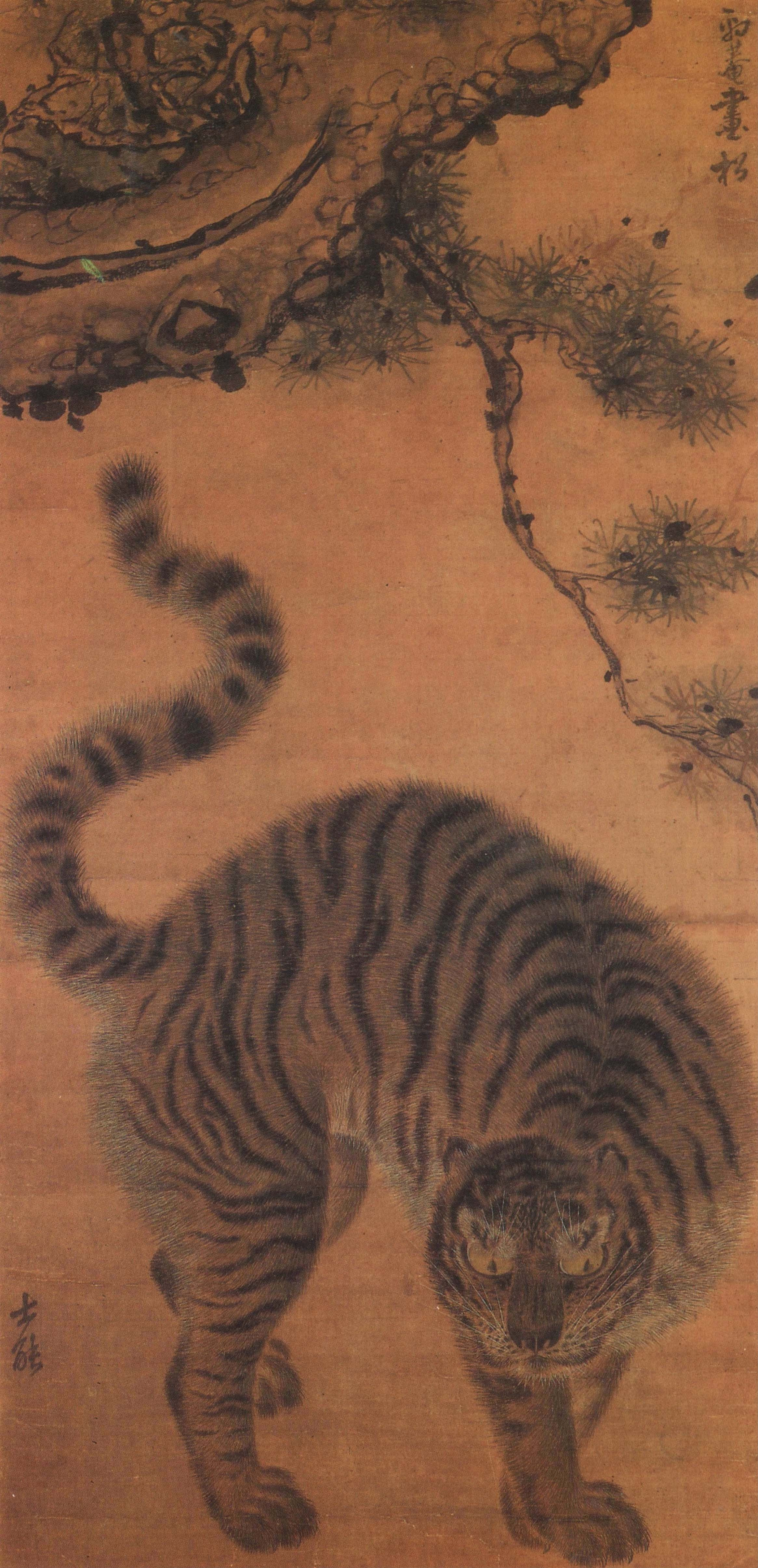
Ким Хон До, Корея, «Тигр під сосною»
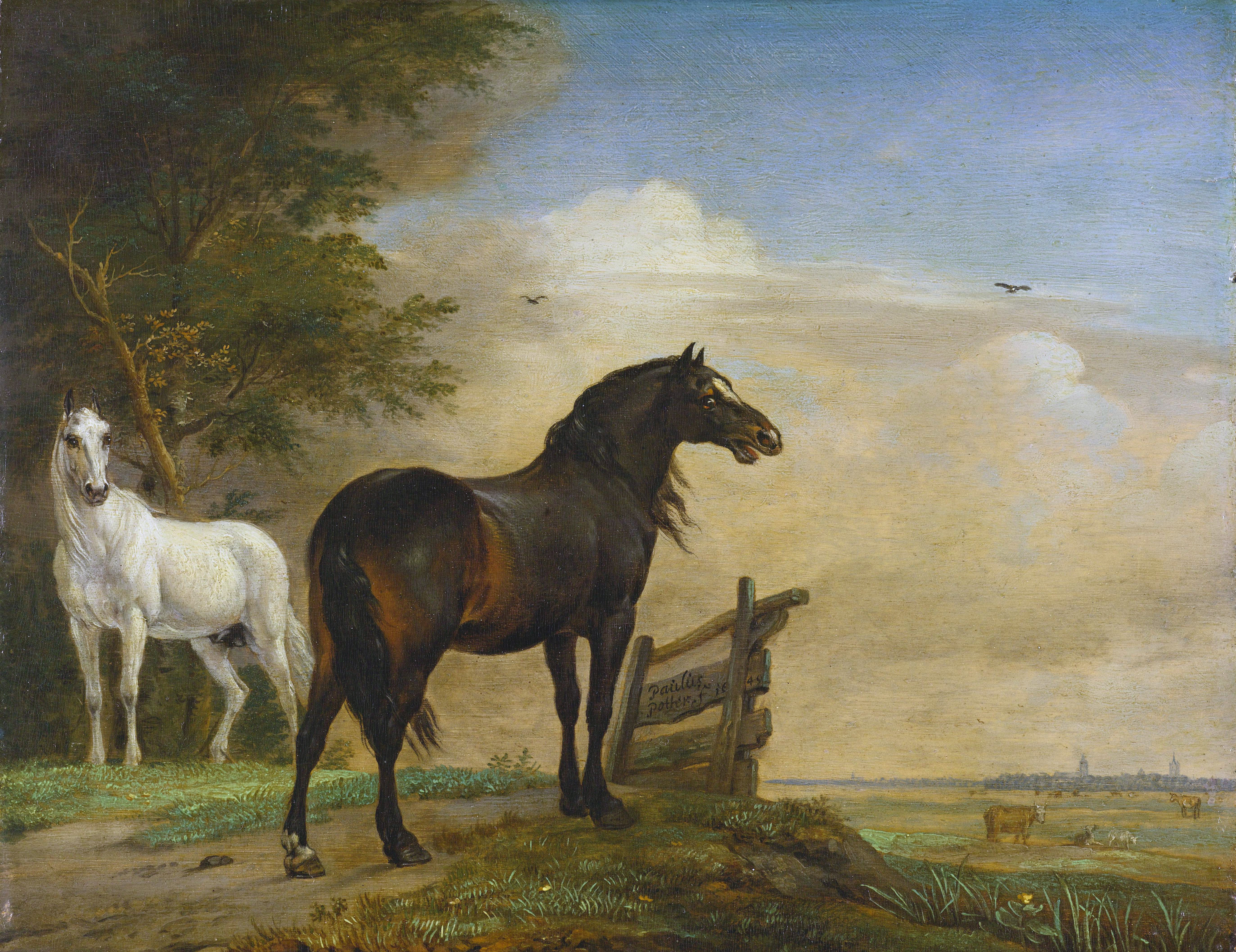
Паулюс Поттер, «Коні», 1649
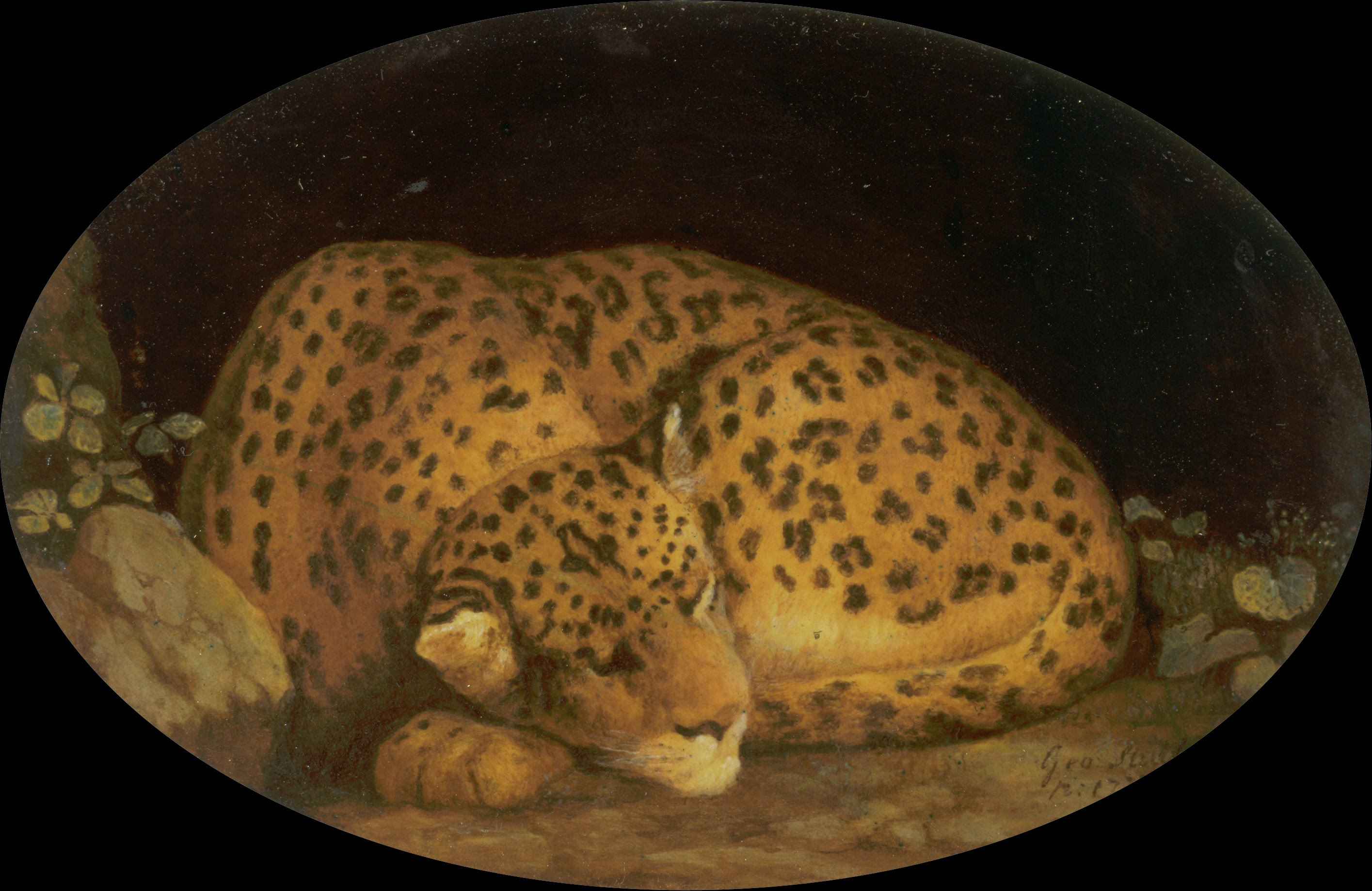
Джордж Стаббс «Леопард спить», 1777
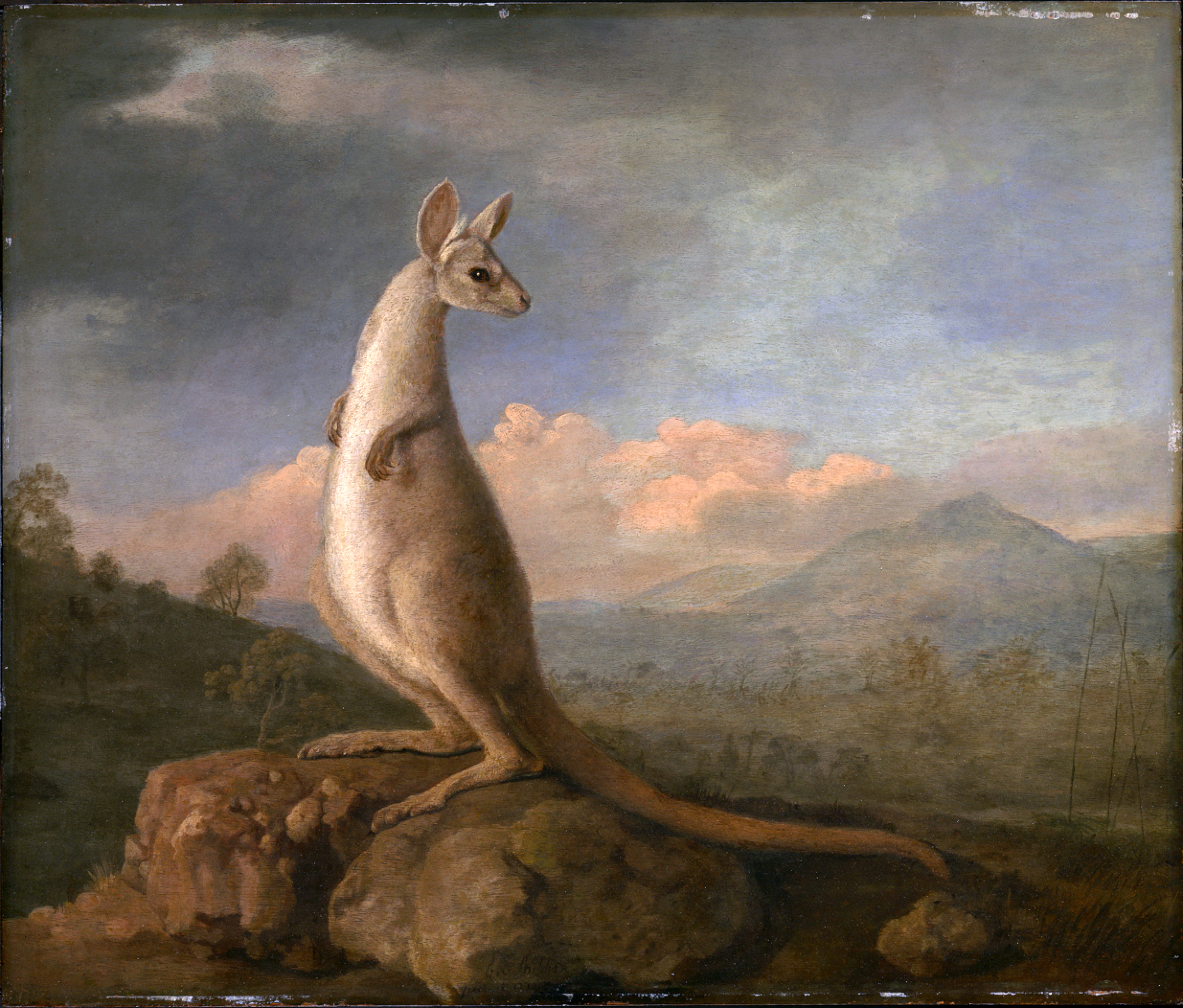
Джордж Стаббс «Кенгуру», 1772
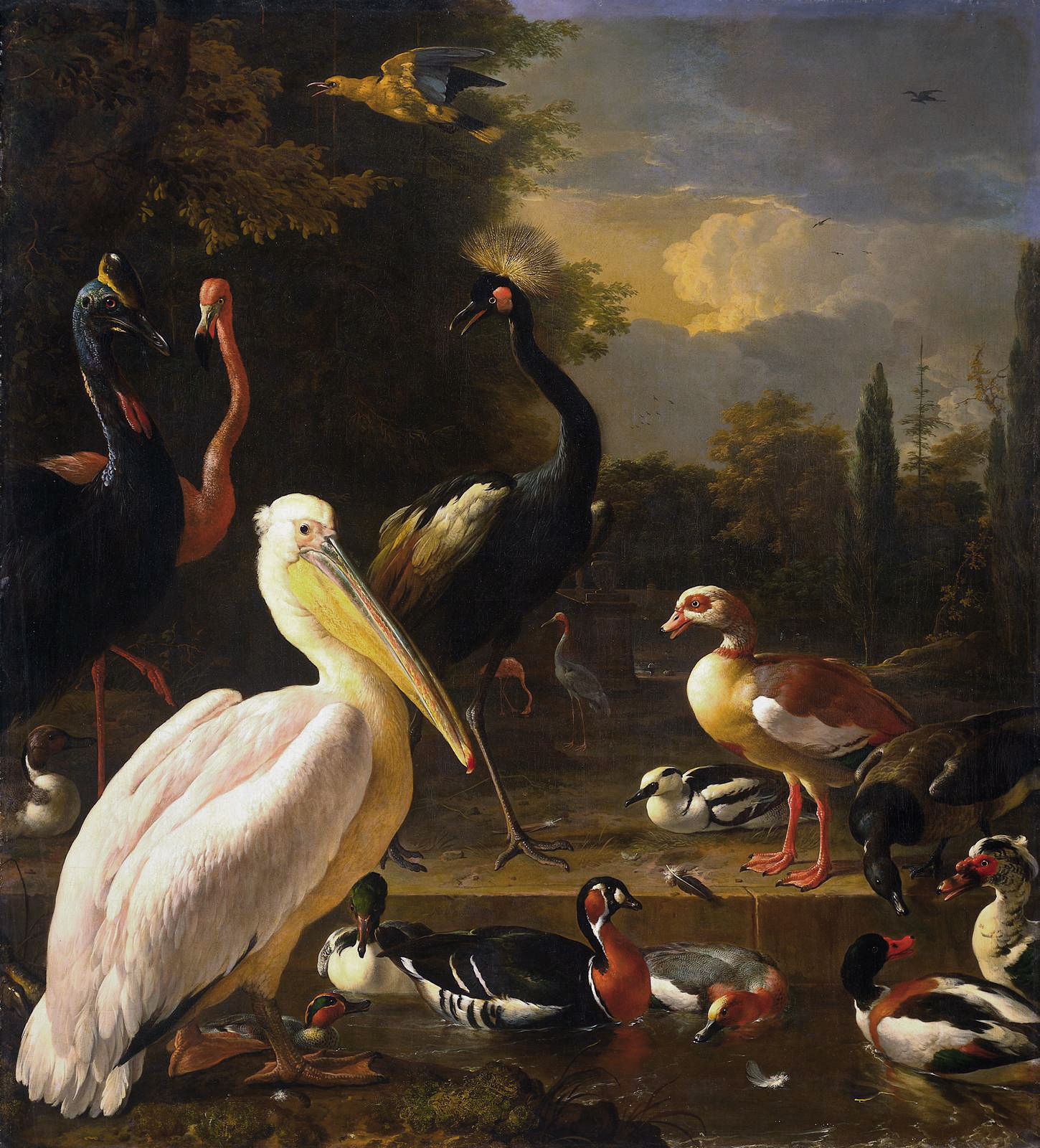
Мельхіор де Хондекутер, «Пташиний двір», бл. 1680, Державний музей, Амстердам
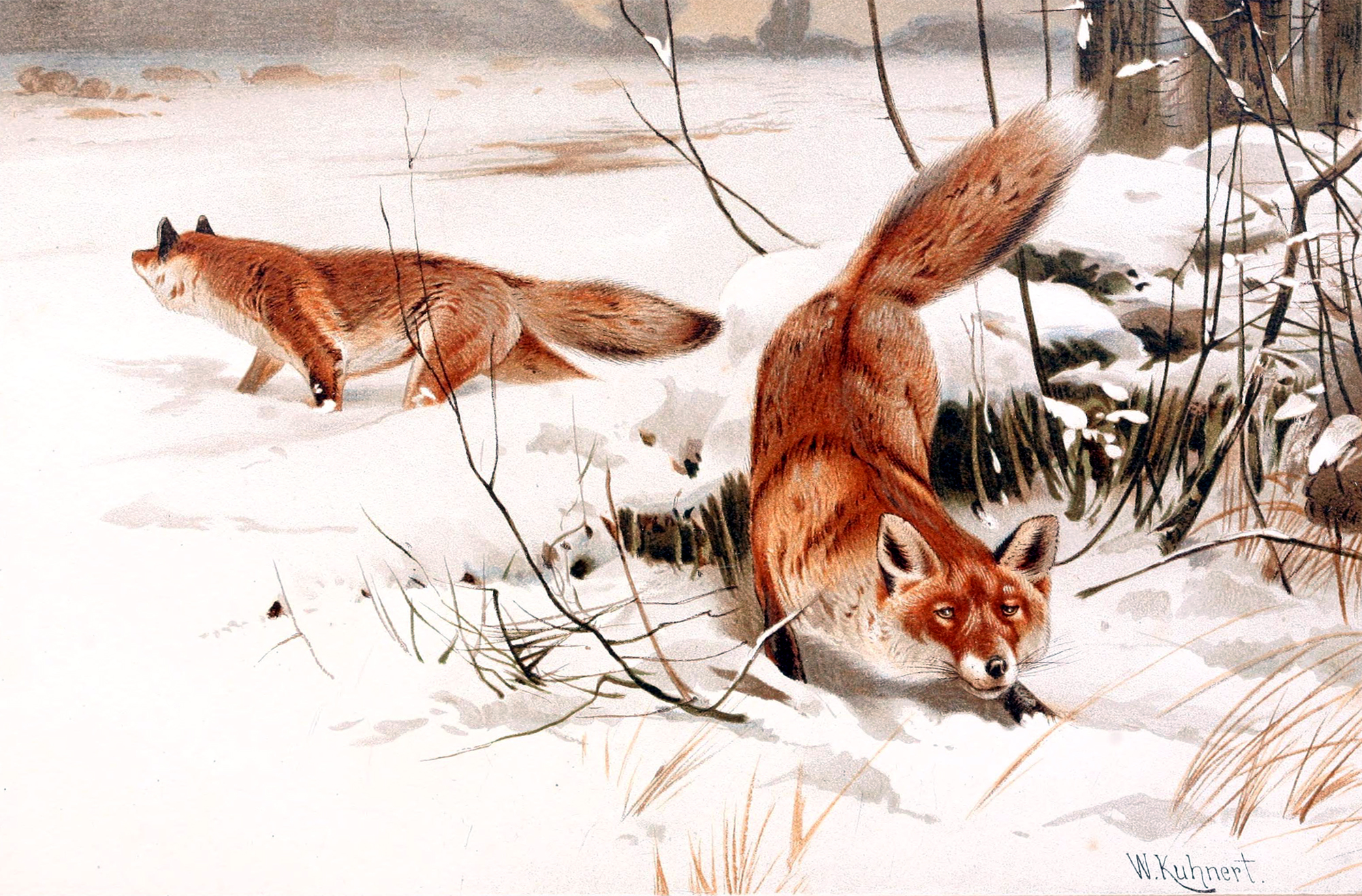
Фрідріх Вільгельм Кунерт. «Лисиці взимку»
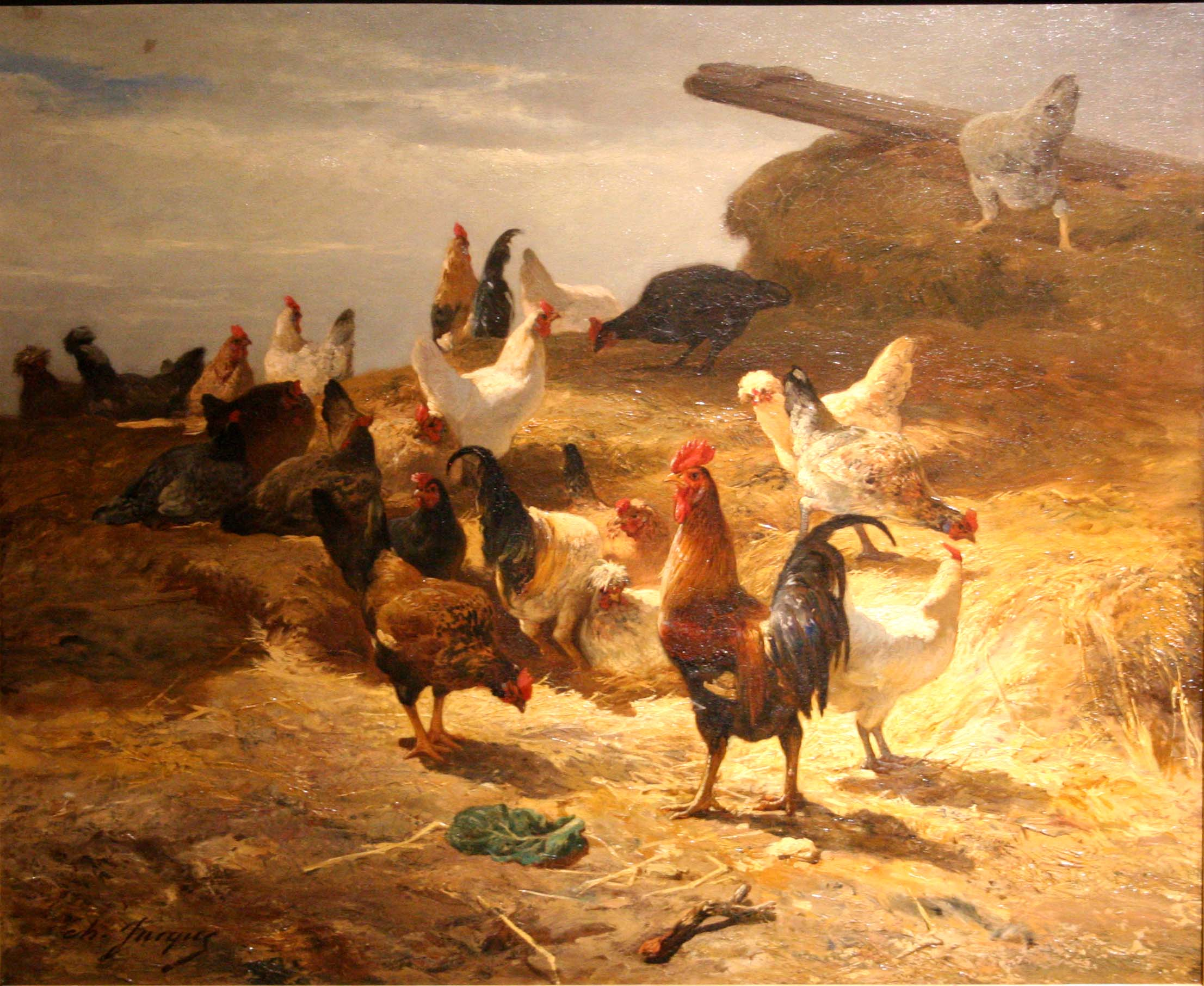
Шарль Жак. «Кури»
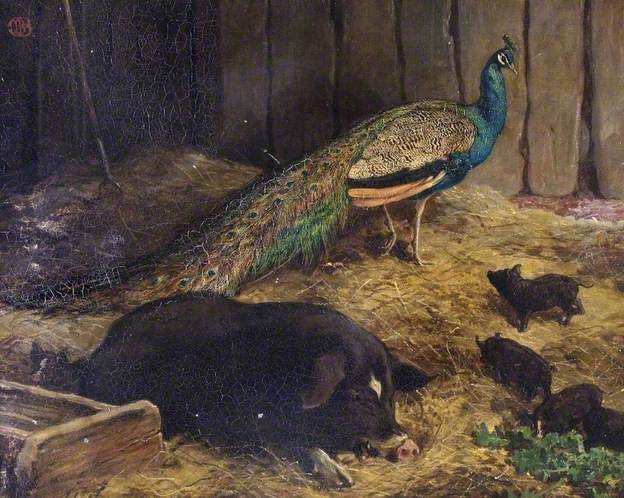
Чарльз Бартон Барбер. «Красуня і потвора» (Павич та свиня-мати з поросятами)
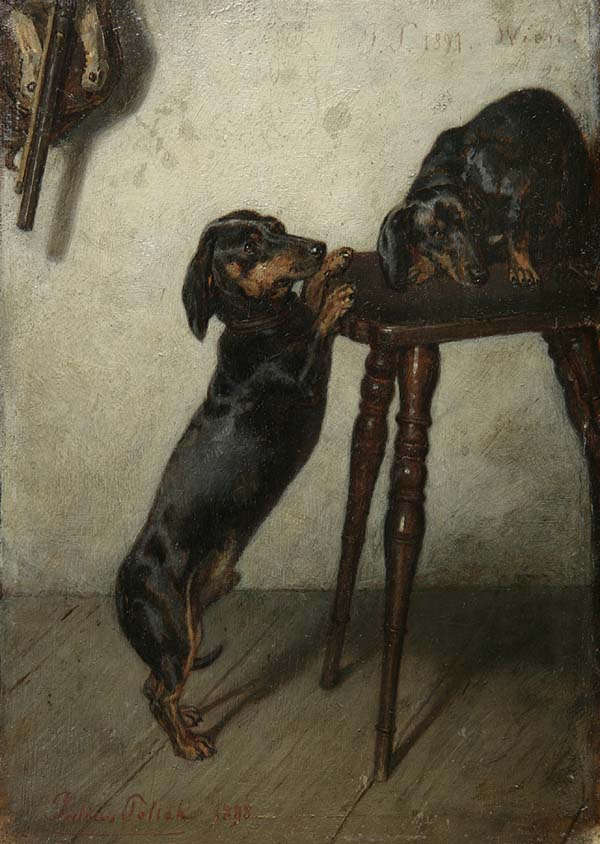
Юліус Йозеф Поллак (1845-1920) «Дві такси у спілкуванні», 1898
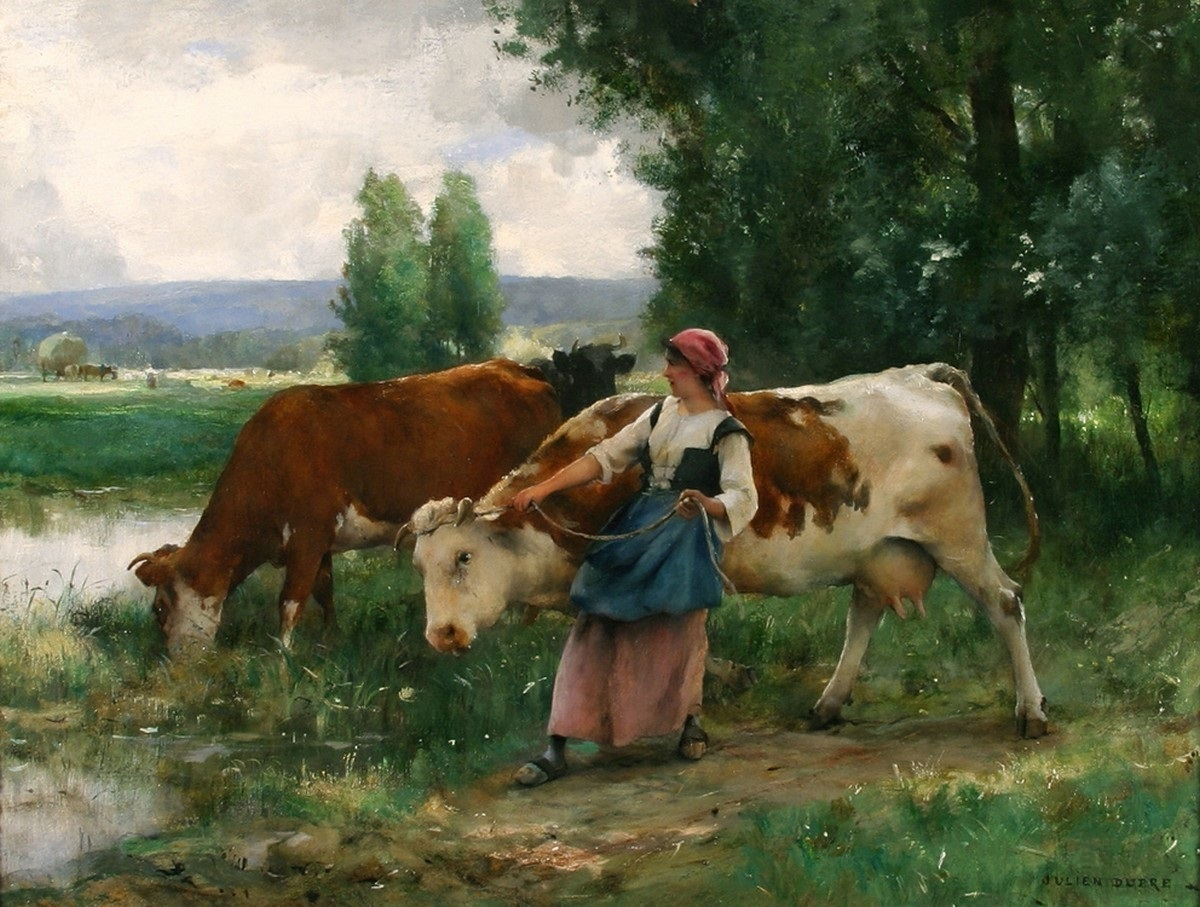
Жульєн Дюпре "Жінка й корови на водопої"

## Відомі анімалісти
- Чжао Менфу (1254—1322)
- Франс Снейдерс (1579—1657)
- Пітер Пауль Рубенс (1577—1640)
- Віллем Габрон (1619—1678)
- Жан-Батіст Удрі (1686—1755)
- Ежен Делакруа (1798—1863)
- Антуан-Луї Барі (1795—1875)
- Ян Брейгель молодший (1568—1625)

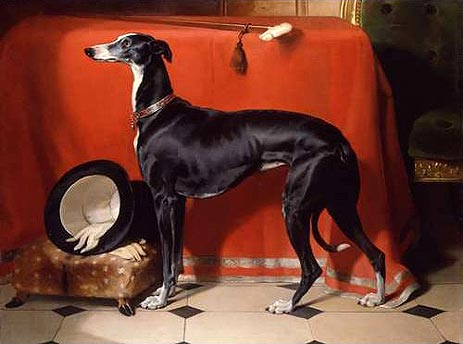
Едвін Генрі Лендсір. Еос, улюблений пес принца Альберта, чоловіка королеви Вікторії. 1841

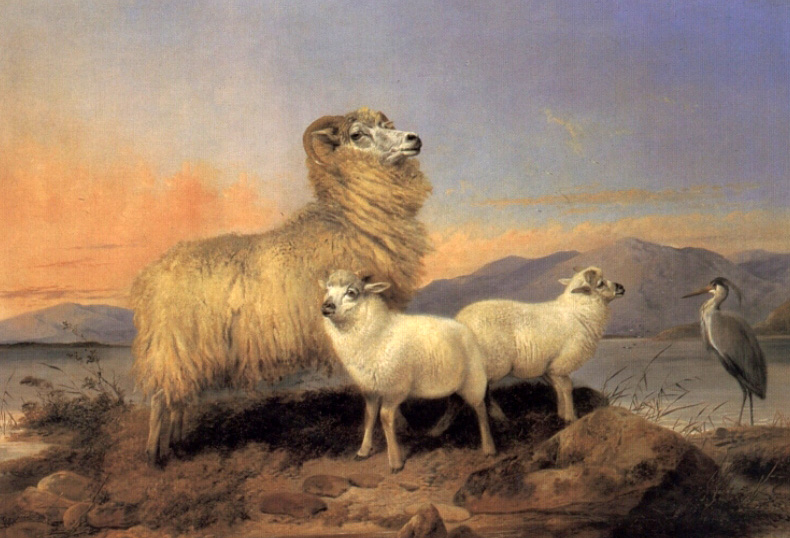
Річард Ансдел. «Вівця Ева з ягнятами і чаплею», 1867

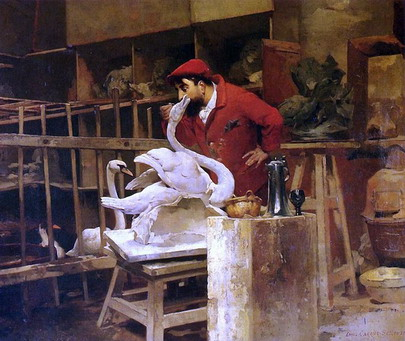
Луї-Робер Карре-Беллез. «Скульптор-анімаліст», кінець 19 ст.

- Джованні Бенедетто Кастільйоне (1609—1664)
- Ян Фейт (1611—1661)
- Паулюс Поттер (1625—1654)
- Мельхіор де Гондекутер (1636—1695)
- Карел Дюжарден (1622—1678)
- Джордж Морланд (1763—1804)
- Жан-Батіст Удрі (1686—1755)
- Руланд Саверей (1576—1639)
- Джордж Стабс (1724—1806)
- Ян Венікс (бл. 1649—1719)
- Роза Бонер (1822—1899)
- Едвін Генрі Лендсір (1802—1873)
- Річард Ансдел (1815—1885)
- Шарль Жак (1813—1894)
- Вільям Холбрук Бірд (1825—1900)
- Чарльз Бартон Барбер (1845—1894)
- Фрідріх Вільгельм Кунерт (1865—1926)
- Пауль де Вос (бл. 1596—1678)
- Аверін Всеволод Григорович (1889—1946)